# Polyphonic Music of the Fourteenth Century

Polyphonic Music of the Fourteenth Century (parfois abrégé PMFC) est un ouvrage constitué de 24 volumes, paru entre 1956 et 1991 aux Éditions de l'Oiseau-Lyre, qui présente en notation moderne le répertoire complet de la musique polyphonique du XIVe siècle, soit plus de 2 000 pièces.

## Présentation
Fruit d'un travail de 35 ans, l'ouvrage paraît aux éditions de l'Oiseau-Lyre, à destination des universitaires, des libraires et des étudiants, puis à partir de 2013 c'est le Conservatoire de Musique de Melbourne qui en assure la distribution,.
La collection est lancée par Leo Schrade, auteur des quatre premiers volumes, à son décès son travail est poursuivi par Frank Ll. Harrison, W. Thomas Marrocco, Kurt von Fischer, Ernest H. Sanders, Gordon Greene, entre autres.

## Contenu des volumes
Les contenus sont les suivants,:

### Vol. I - ed. Leo Schrade:TheRoman de Fauvel;The Works ofPhilippe de Vitry;French cycles of theOrdinarium Missae. 1956

#### The Roman de Fauvel
1. Favellandi vicium / Tenor
2. Mundus a mundicia / Tenor
3. Quare fremuerunt / Tenor

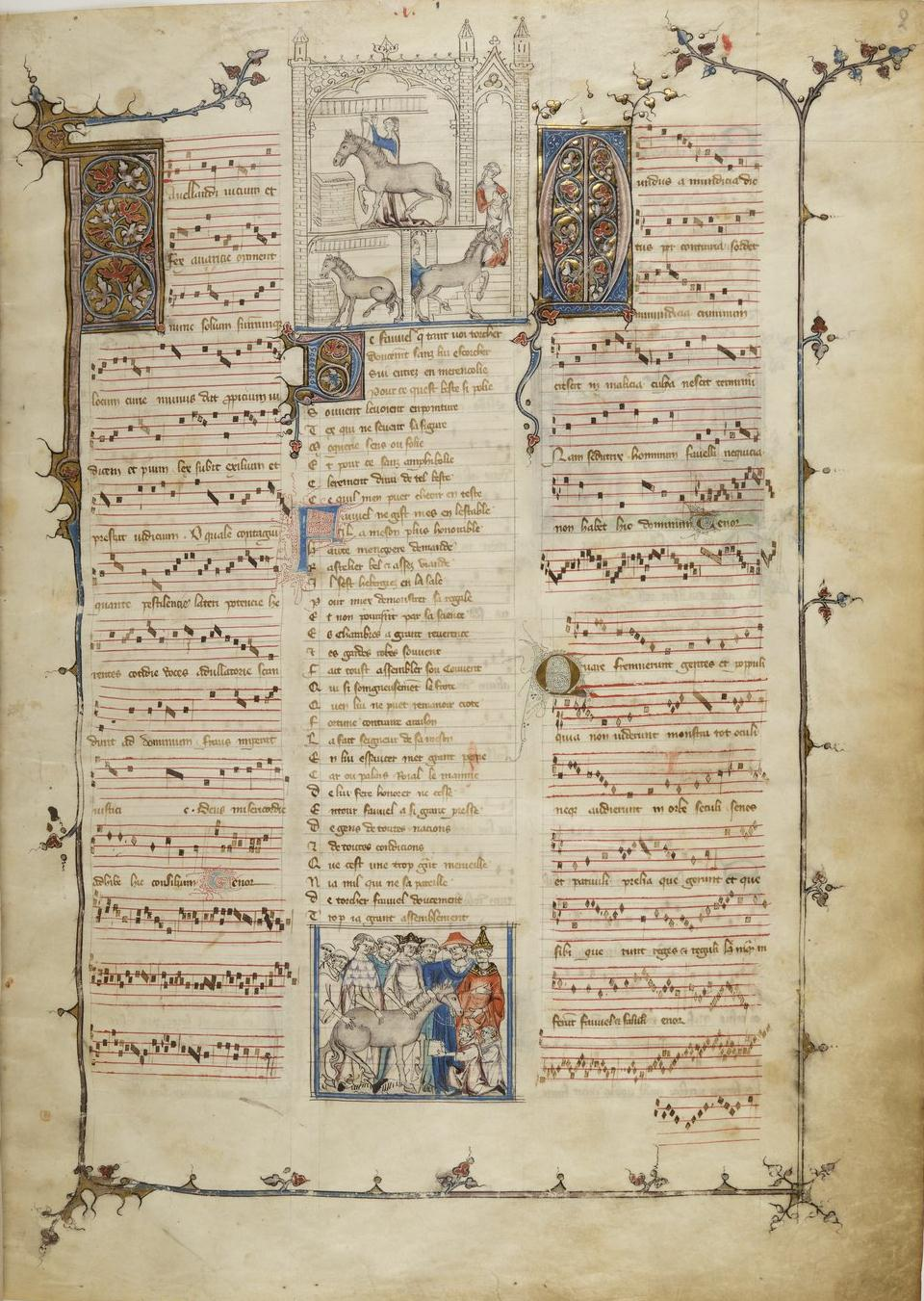
Folio 1 du Roman de Fauvel, motet Favellandi vicium, Paris: BnF 146

4. Presidentes in thronis / Super cathedram / Ruina
5. Jure quod in opere / Scariotis geniture / Superne matris gaudia
6. In mari miserie / [Manere]
7. Ad solitum vomitum / [Regnat]
8. Plange, nostra regio / Nulla pestis est gravior / Vergente
9. Qui secuntur / Detractor est nequissima vulpis / Verbum iniquum et dolosum
10. In principibus perpera / Ex corruptis arboribus / Neuma de alleluya
11. Ve, qui gregi deficiunt / Quasi non ministerium / Trahunt in precipicia / Displicebat
12. Vos pastores adulteri / Orbis orbatus / Fur non venit (Philippe de Vitry)
13. Que nutritos filios / Desolata mater ecclesia / Filios enutrivi et axaltavi
14. Fauvel nous a fait present / Je voi douleur avenir / Fauvel : autant m'est si poise
15. Rex beatus, Confessor Domini / Se cuers ioians / ave
16. O Philippe, prelustris Francorum / Servant regem misericordiae / Rex regum

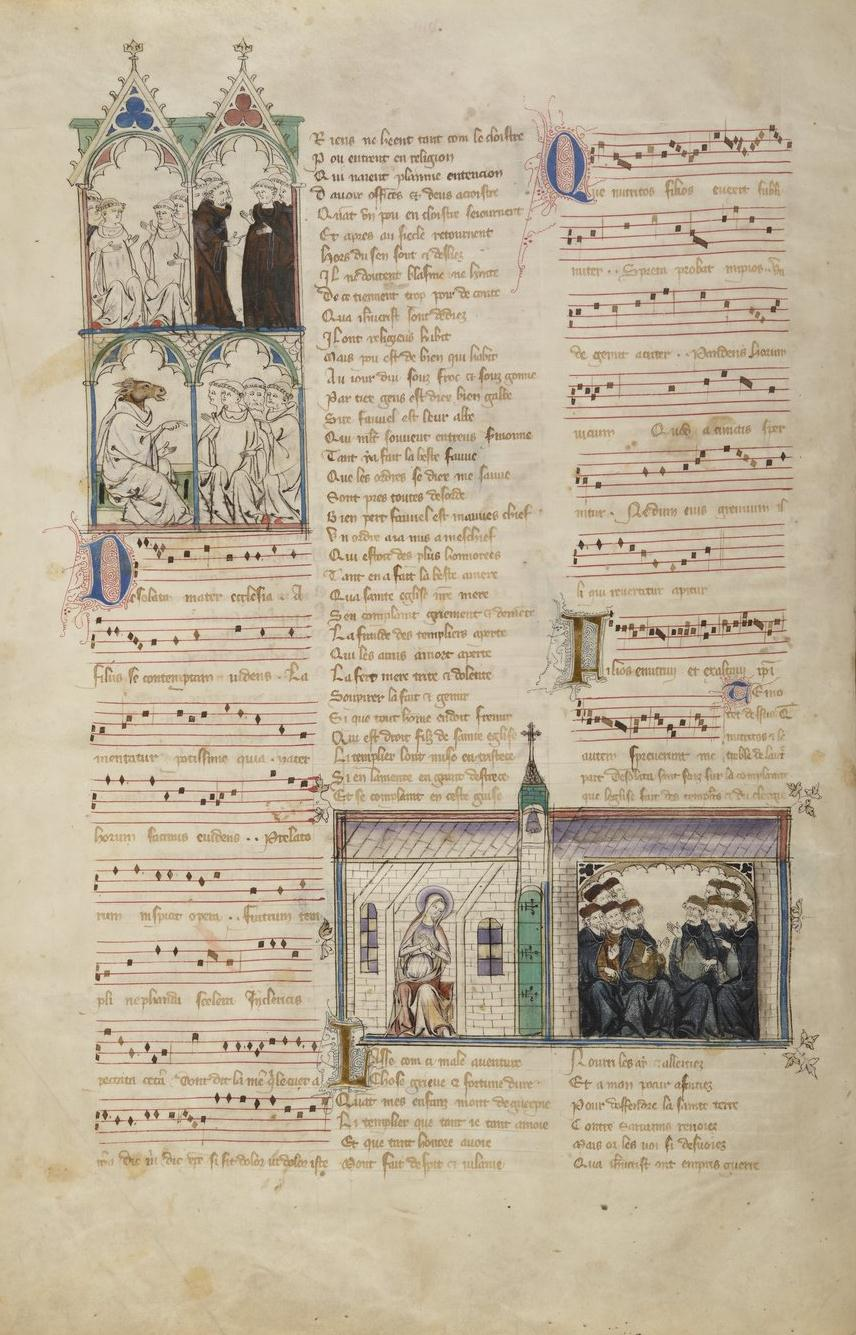
Motet anonyme Desolata mater ecclesia, BnF 146, 8v

1. O Nacio nephandi / Condicio nature / [M]ane prima sabbati
2. Alieni boni invidia / Facilius / Imperfecte canite
3. Veritas arpie / Johanne
4. Ade costa dormientis / Tenor
5. J'ai fait nouveletement / La mesnie fauveline / Grant despit ai ie
6. Inter amenitatis tripudia / Revertenti
7. Sicut de ligno parvulus / Inflammatus invidia / Tenor
8. Se me desirs / Bonne est amours / [A]
9. Heu, Fortuna subdula / Aman novi probatur exitu / Heu me, tristis est anima mea (Philippe de Vitry)
10. Quomodo cantabimus / Thalamus puerpere / Tenor
11. Quoniam secta latronum / Tribum, que non abhorruit / Merito hec patimur (Philippe de Vitry)
12. Maria, virgo virginum / Celi domina / Porchier mieuz estre ameroie
13. Omnipotens domine / Flagellaverunt Galliam
14. Adesto, sancta trinitas / Firmissime fidem teneamus / Alleluya, Benedictus (Philippe de Vitry)
15. Scrutator alme cordium / Tenor
16. Ihesu, tu dator venie / Zelus familie / Tenor
17. In nova fert / Garrit Gallus / N[euma] (Philippe de Vitry)

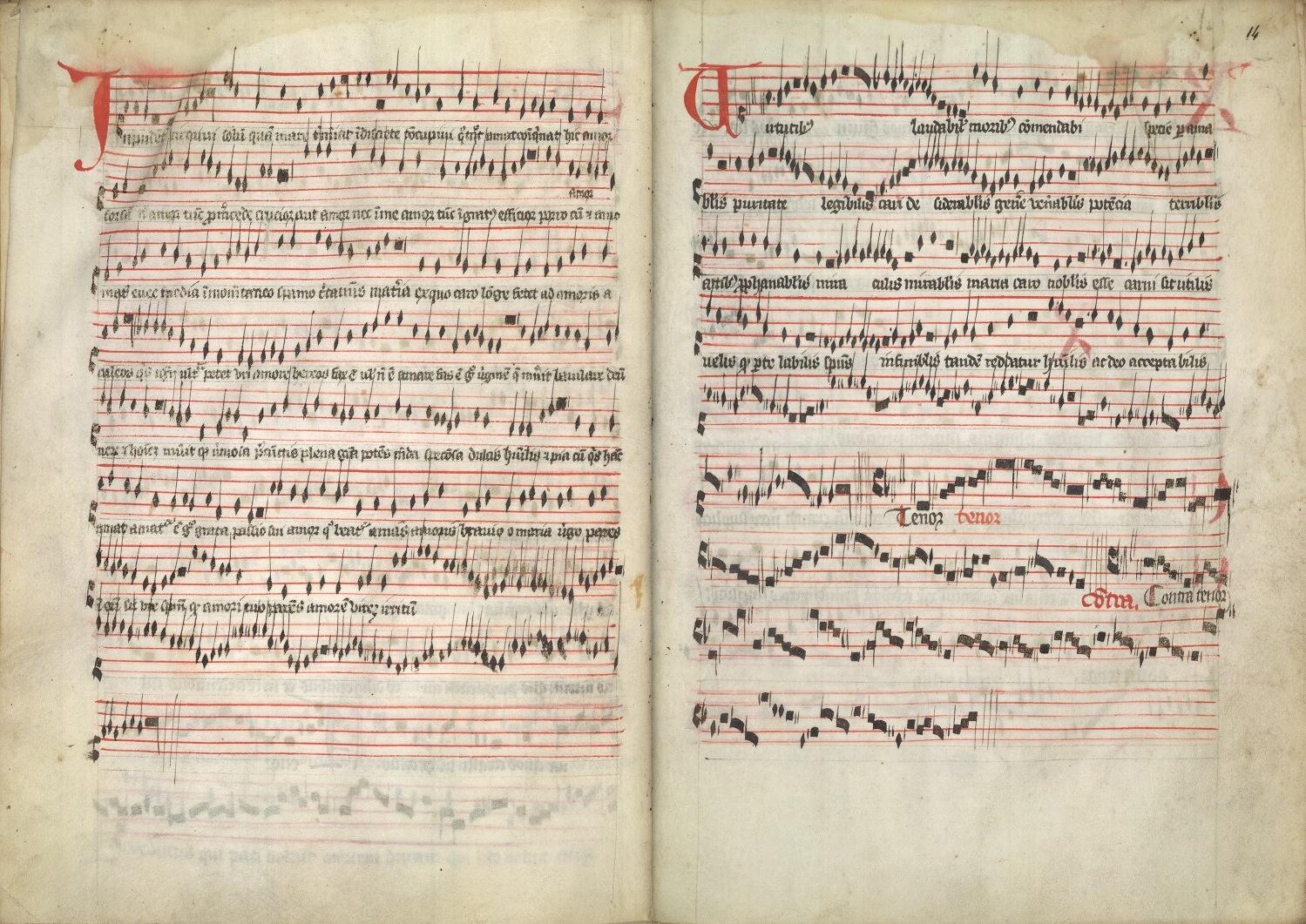
Motet de Philippe de Vitry Impudenter circumivi / Virtutibus laudabilis / Alma redemptoris, Apt: Trésor de la Cathédrale, Ms 16bis

1. Bon vin doit / Quant ie le voi / Cis chans veult boire

#### The Works of Philippe de Vitry
1. Garison selon nature / Douce playsence / neuma quinti toni
2. Gratissima virginis species / Vos qui admiramini / Gaude gloriosa / Contratenor / Tenor solus / Tenor solus Vivat iste
3. Hugo, Hugo, princeps invidie / Cum statua Nabucodonasor / Cum statua (Ivrea MS) - Magister invidie (Cambrai MS)
4. Bona condit / Colla jugo subdere / Libera me, Domine
5. In arboris / Tuba sacre fidei / Virgo sum
6. Virtutibus laudabilis / Impudenter circumvivi / Tenor / Contratenor / Tenor solus
7. Lugentium siccentur / Petre Clemens / Tenor
8. Quid scire proderit / Dantur officia / Tenor (Philippe de Vitry ?)
9. Rex quem metrorum / O canenda vulgo / Rex regum / Contratenor

#### French cycles of the Ordinarium Missae

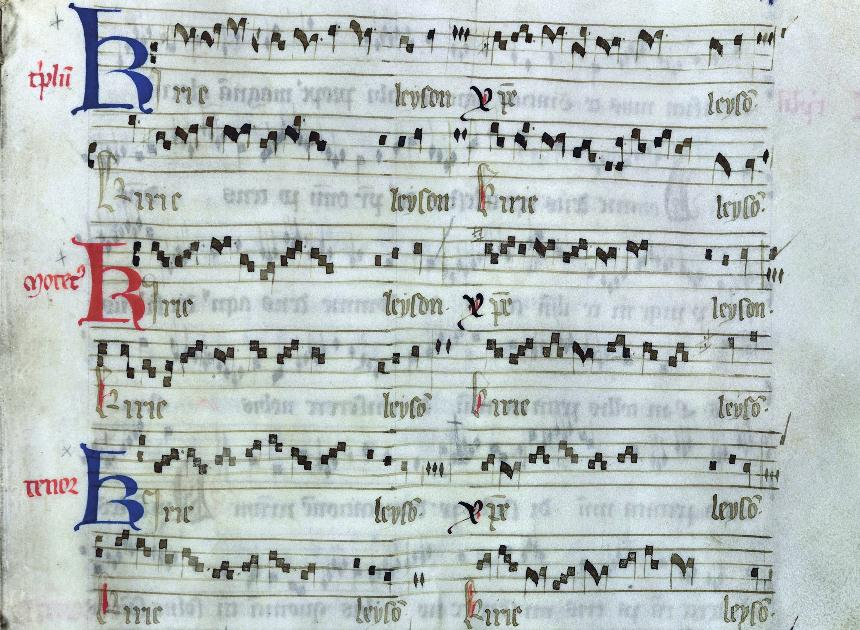
Messe de Tournai, Kyrie, B-Tc 476

##### Messe de Tournai
1. Kyrie
2. Gloria
3. Credo
4. Sanctus
5. Agnus Dei
6. Ite missa est : Cume venerit / Se grace / Ite missa est

##### The Mass of Toulouse
1. Kyrie
2. Sanctus
3. Agnus Dei - Rex immense pietatis
4. Motetus super Ite, missa est : Laudemus Jhesum Christum

##### The Mass of Barcelona
1. Kyrie
2. Gloria - Splendor patris
3. Credo: De rege (Sortes)

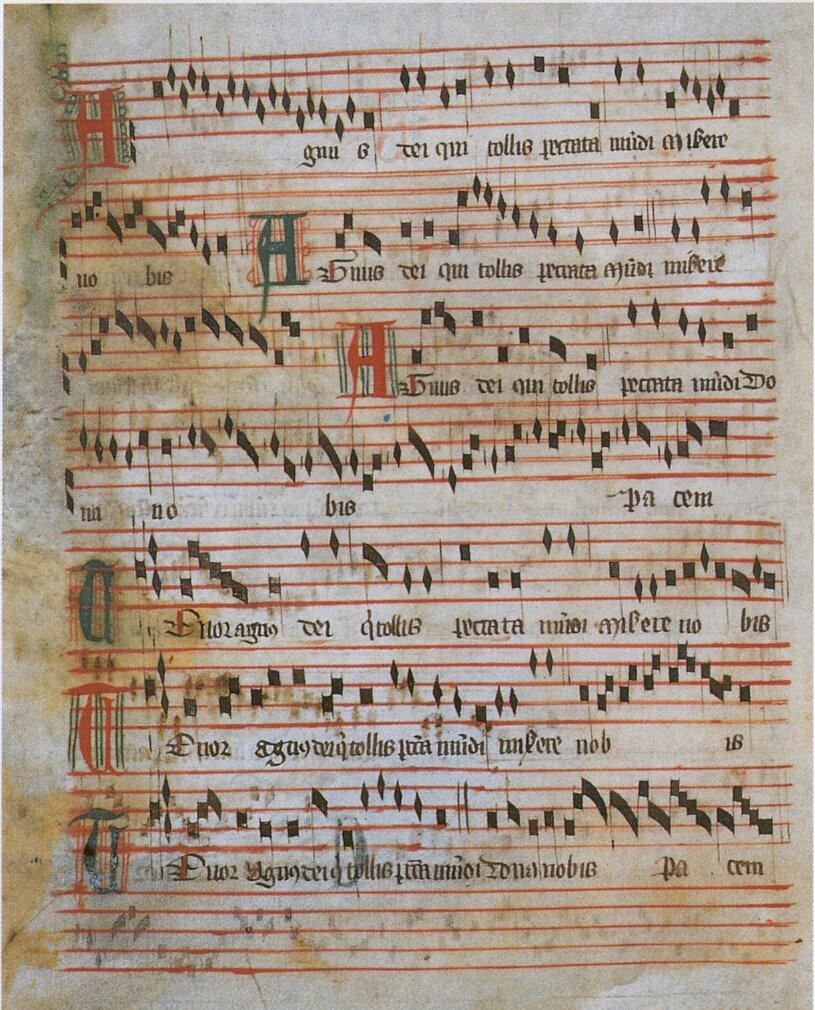
Messe de Barcelone, Agnus dei, Bibliothèque de Catalogne, Ms 971

4. Sanctus: Sacro sanctus pater - Sanctus miro gaudio
5. Agnus Dei

### Vol. II - ed. Leo Schrade:Complete Works ofGuillaume de Machaut: Part 1. 1956

#### Lais
1. Loyaute, que point ne delay
2. J'aim la flour de valour
3. pour ce qu'on puist
4. Nuls ne doit avoir
5. Par trois raisons
6. Amours doucement
7. Le lay des dames
8. Le lay mortel
9. Le lay de l'ymage
10. Le lay de Nostre-Dame
11. Le lay de la fonteinne

1. Le lay de confort
2. Le lay de bonne esperance
3. Le lay de plour
4. Le lay de la rose
5. Le lay de plour
6. Un lay de consolation
7. En demantant

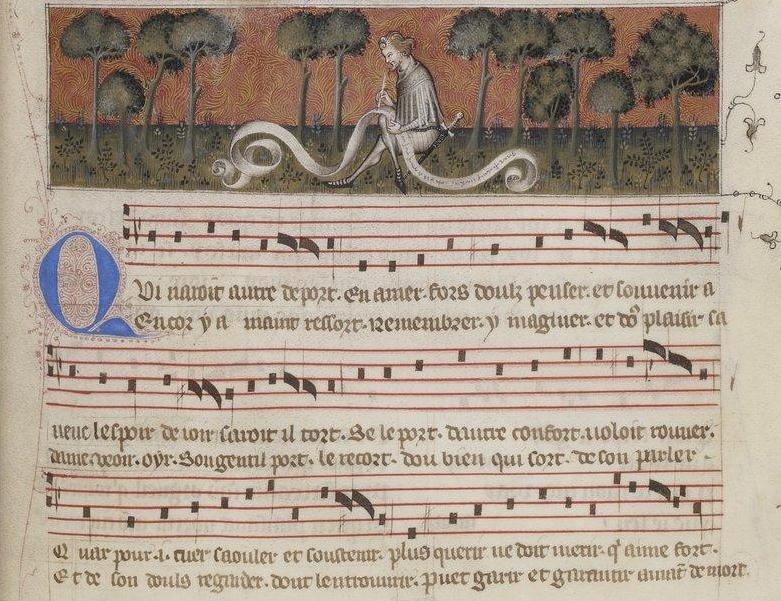
Guillaume de Machaut, lai Qui n'aroit autre deport, Le Remede de Fortune, BnF 1586

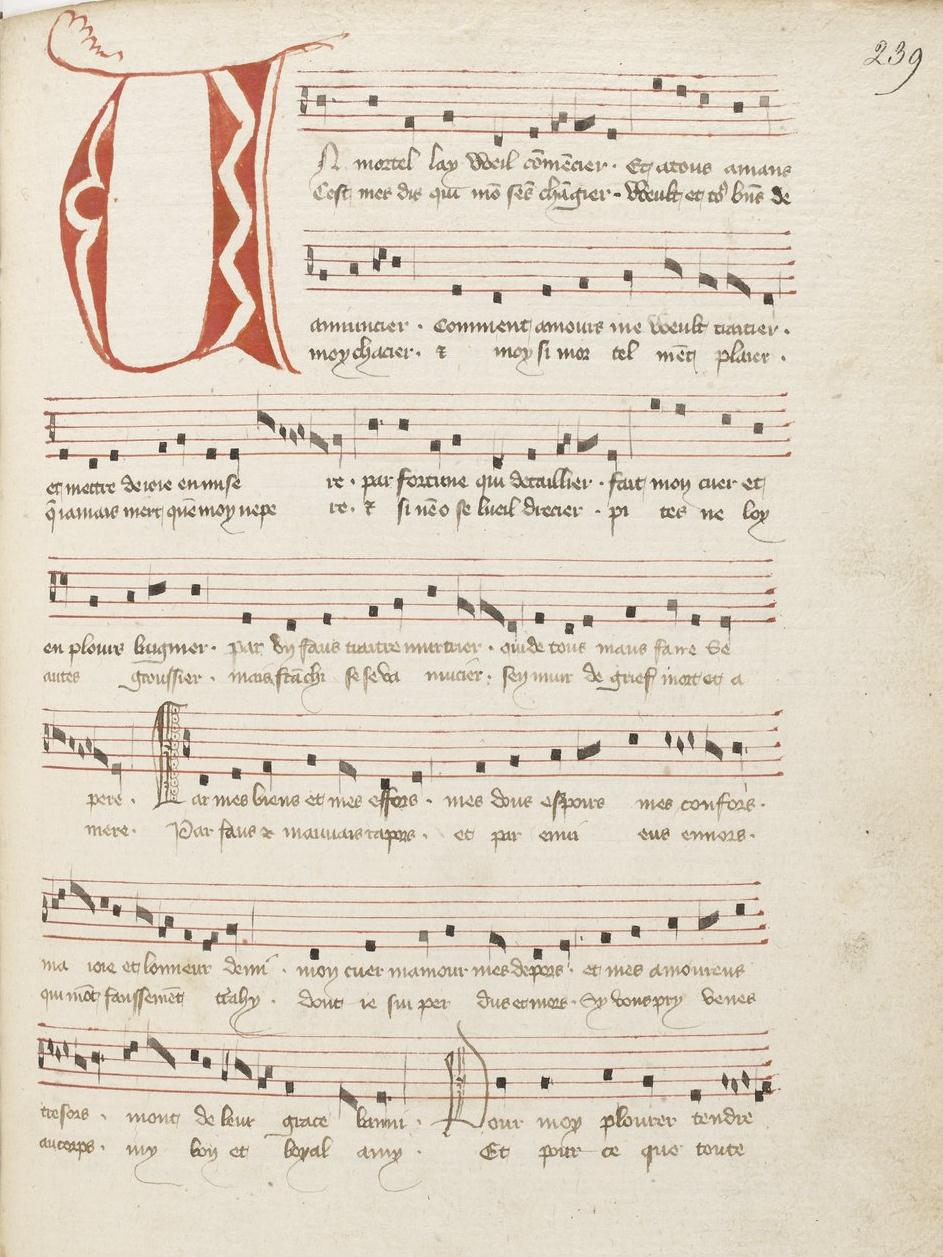
Guillaume de Machaut, Le lay mortel, BnF 1585

8. Qui n'aroit autre deport (Remede de Fortune)

#### Complainte
1. Tels rit au main (Remede de Fortune)

#### Chanson royale
1. Joie, plaisence (Remede de fortune)

#### Motets(1-16)

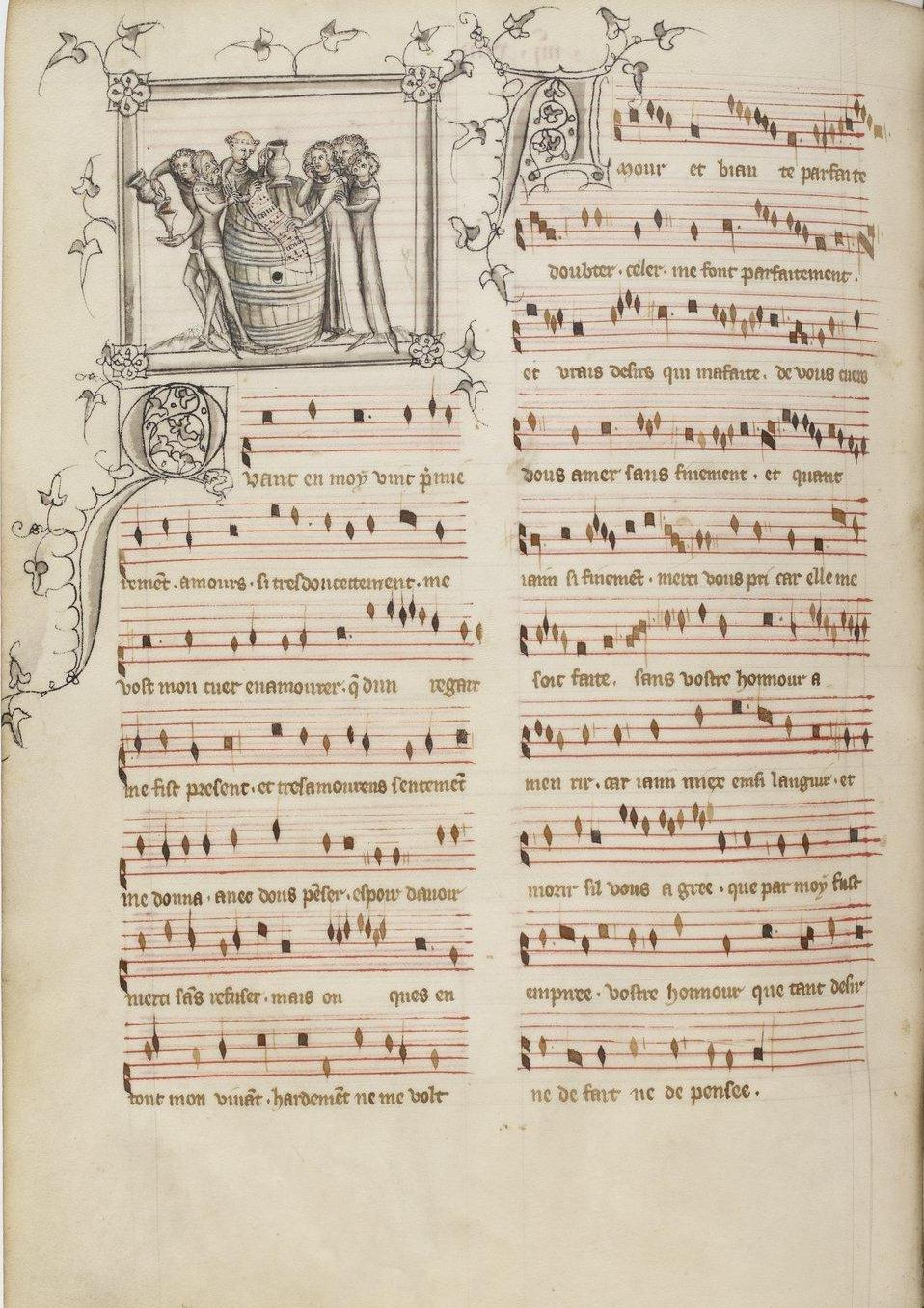
Guillaume de Machaut, motet no 1 Quant en moy, BnF 1584

1. Amour et biaute / Quant en moy vint / Amara valde
2. De souspirant / Tous corps qui de bien amer / Suspiro
3. Fine Amour / He ! Mors com tu es haie / Quare non sum mortuus
4. Puisque la douce rousee / De Bon Espoir / Speravi
5. Qui plus aimme / Aucune gent m'ont demandé / Fiat volunta tua
6. S'amours tous amans joir / S'il estoit nulz qui pleindre / Et gaudebit cor vestrum
7. Lasse ! je sui en aventure / J'ay tant mon cuer / Ego moriar pro te
8. Ha ! Fortune / Qui es promesses de Fortune / Et non est qui adjuvet
9. O livoris ferita / Fons totius superbie / Fera pessima
10. Hela ! ou sera pris confors / Hareu ! hareu ! le feu / Obediens usque ad mortem
11. Fins cuers doulz / Dame, je sui cilz / Fins cuers doulz
12. Corde mesto cantando / Helas ! pour quoy virent / Libera me
13. Eins que ma dame / Tant doucement m'ont attrait / Ruina
14. De ma dolour / Maugre mon cuer / Quia amore langueo
15. Faus Samblant m'a deseu / Amours qui ha le pouir / Vidi Dominum
16. Se j'aim mon loyal ami / Lasse ! comment oublieray / Pour quoy me bat mes maris ?

### Vol. III - ed. Leo Schrade:Complete Works of Guillaume de Machaut: Part 2. 1957

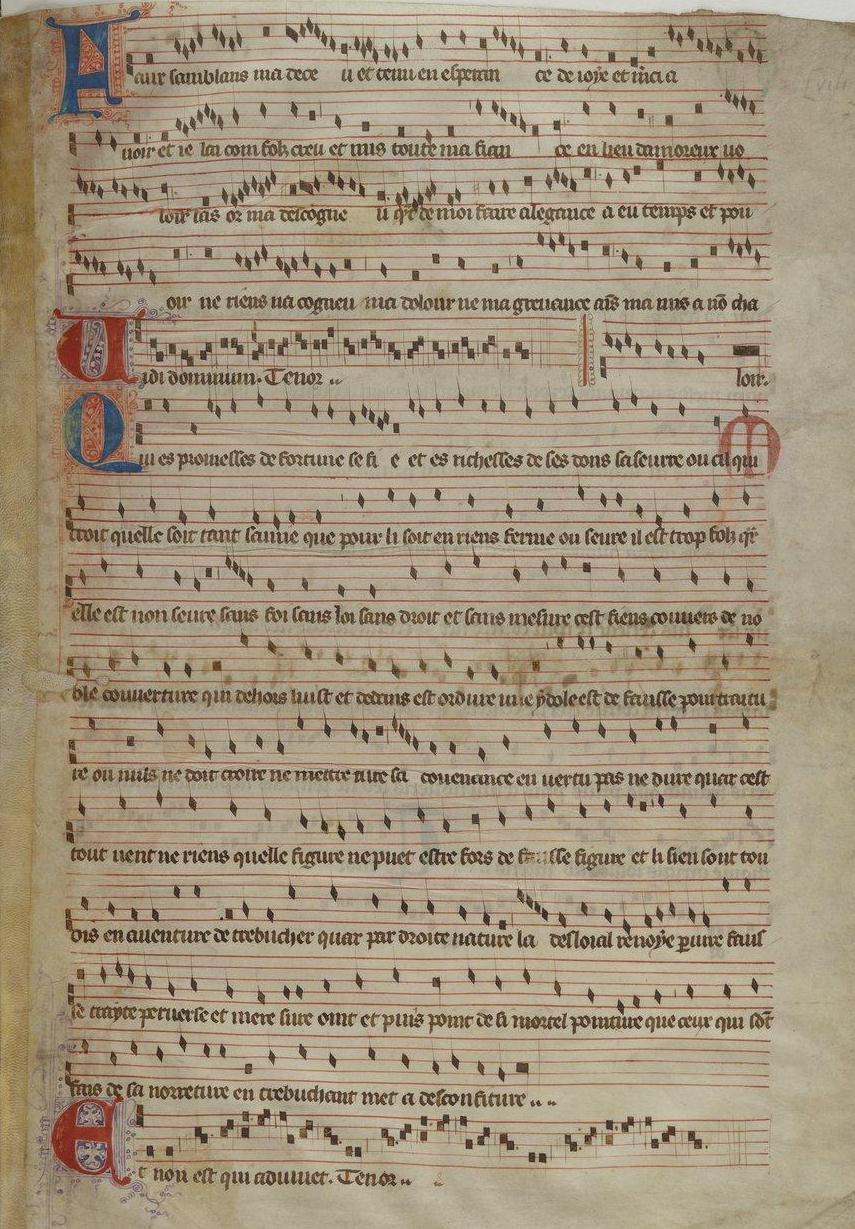
Guillaume de Machaut, motets no 15 et 8, BnF 23190

#### Motets (17-[24])
1. O series summe rata / Quant vraie amour enflamee / Super omnes speciosa
2. Bone pastor, qui pastores / Bone pastor, Guillerme / Bone pastor
3. Diligenter inquiramus / Martyrum gemma latria / A Christo honoratus
4. Biaute paree de valour / trop plus est bele / Je ne sui mie certeins
5. Veni creator spiritus / Christe, qui lux es / Tribulatio proxima est et non est qui adjuvet
6. Plange, regni respublica / Tu qui gregem tuum ducis / Apprehende arma et scutum et exurge
7. Inviolata genitrix / Felix virgo / Ad te suspiramus gementes et flentes
8. De touz les biens / Li enseignement / Ecce tu pulchra es amica me (Guillaume de Machaut ?)

#### Messe de Nostre Dame

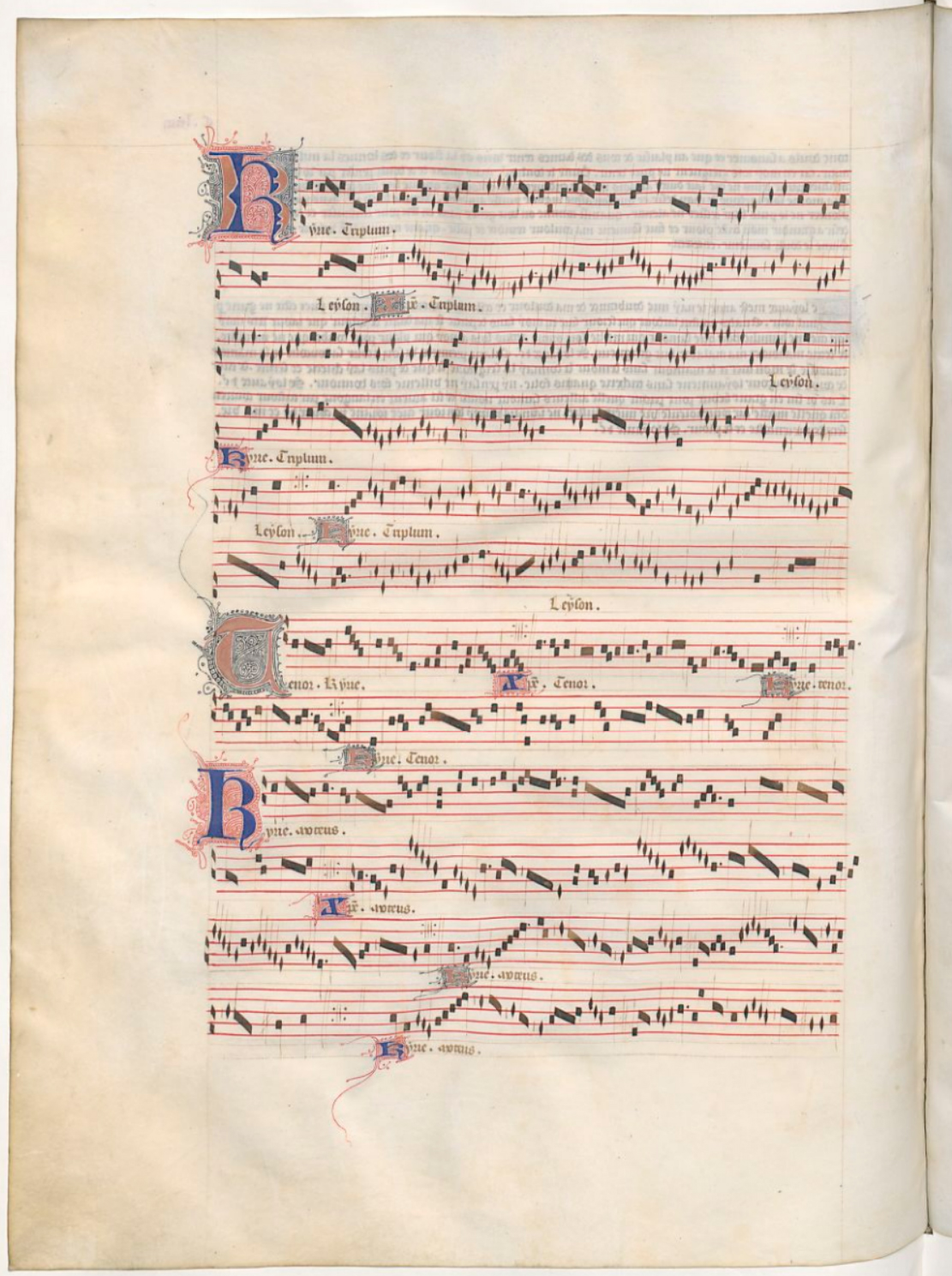
Kyrie de la messe Notre-Dame, BnF 9221

1. Kyrie
2. Gloria
3. Credo
4. Sanctus
5. Agnus Dei
6. Ite missa est

#### DoubleHoquet
1. David Hoquetus

#### Ballades

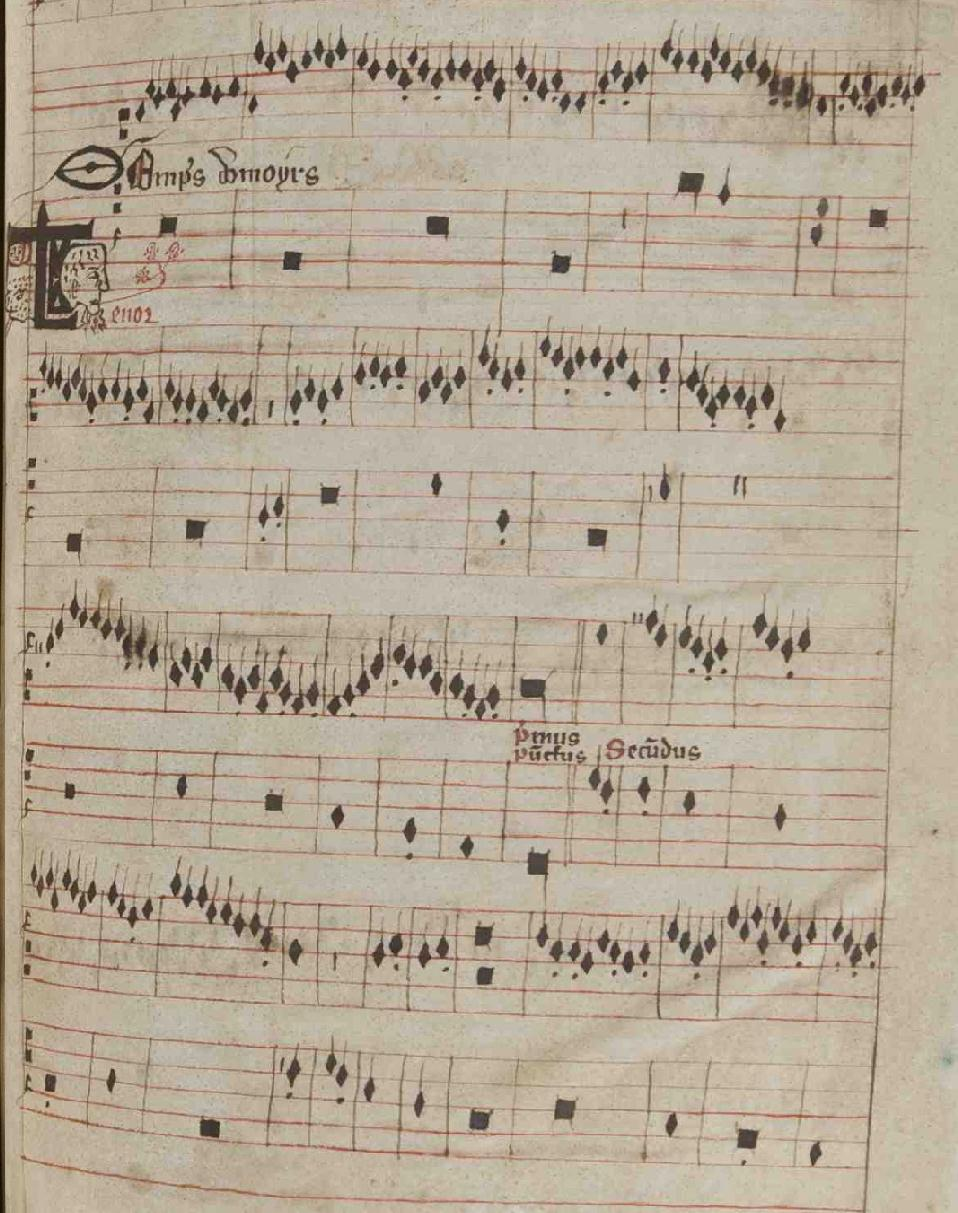
Diminution Empris domoyrs, Groningen: incunabulum 70

1. S'Amours ne fait
2. Helas ! tant ay dolour
3. On ne porroit penser
4. Biaute qui toutes autres pere
5. Riches d'amour et mendians
6. Doulz amis
7. J'aim mieus languir
8. De desconfort
9. dame, ne regardes pas
10. Ne pense pas
11. N'en fait n'en dit
12. Pour ce que tous mes chans
13. Esperance qui m'asseure
14. Je ne cuit pas
15. Se je me pleing
16. Dame, comment qu'amez

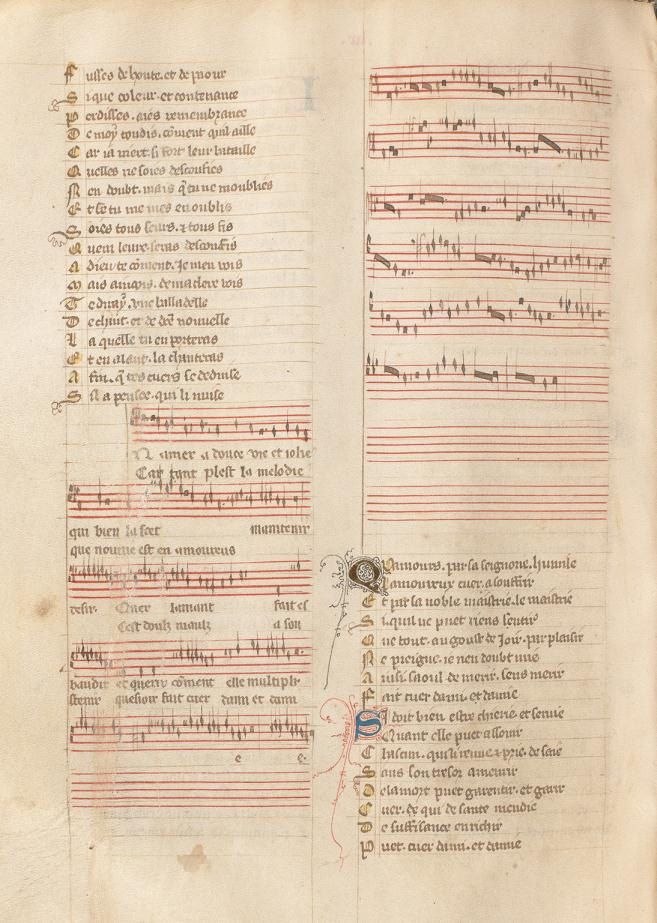
Baladelle de Guillaume de Machaut, En amer a douce vie, Le Remede de Fortune, Bern: Burgerbibliothek, Codex 218, 41v

17. Sanz cuer m'en vois - Amis, dolens - Dame, par vous

1. De petit po
2. Amours me fait desirer
3. Je sui aussi com cilz
4. Se quanque amours
5. Il m'est avis
6. De Fortune me doy pleindre
7. Tres douce dame
8. Honte, paour, doubtance
9. Donnez, signeurs
10. une vipere en cuer
11. Je puis trop bien

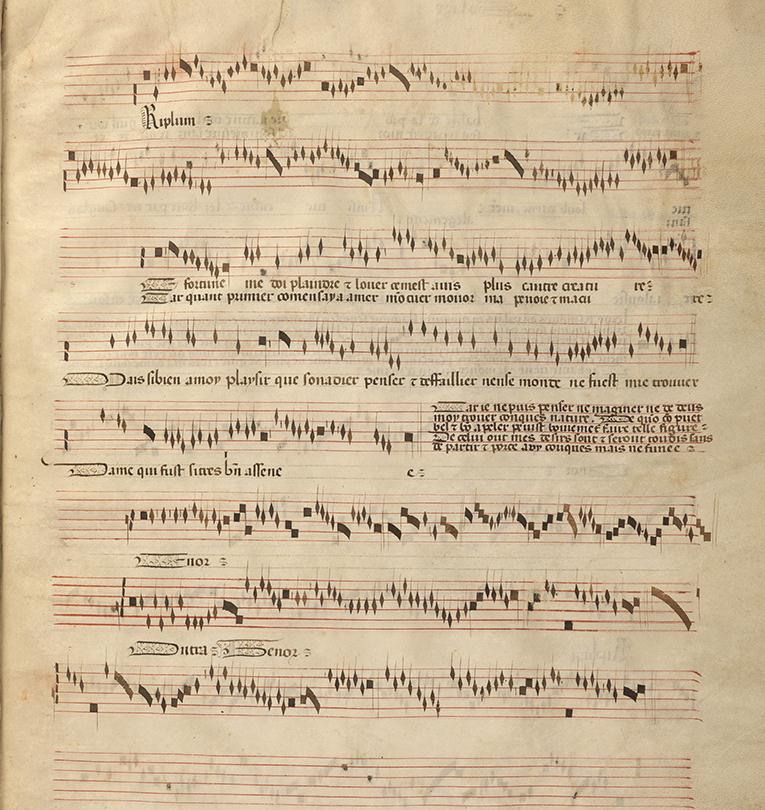
Ballade de Guillaume de Machaut, De Fortune me doit pleindre, Codex Chantilly

12. De triste cuer - Quant vrais amans - Certes je di

1. Pas de tor
2. De toutes flours
3. Ploures, dames
4. Nes que on porroit
5. Quant Theseus - Ne quie veoir
6. Gais et jolis
7. Se pour ce muir
8. Dame, se vous m'estes
9. Phyton, le mervilleus serpent
10. Mes esperis
11. Ma chiere dame

Ballade de Guillaume de Machaut, Gais et jolis, lies, chantans et joieus, Manuscrit de Modène, BE α. 5,24

12. En amer a douce vie (Remede de Fortune)
13. Dame, de qui toute ma joie (Remede de Fortune)

#### Rondeaux
1. Doulz viaire gracieus
2. Helas ! pour quoy
3. Merci vous pri
4. Sans cuer, dolens
5. Quant j'ay l'espart
6. Cinc, un, treze
7. Se vous n'estes
8. Vos doulz resgars
9. Tant doucement
10. Rose, liz, printemps
11. Comment puet on mieus
12. Ce qui soustient
13. Dame, se vous n'avez aperceu
14. Ma fin est mon commencement
15. Certes, mon oueil
16. Dame, qui weult (texte seulement)
17. Dix et sept, cinc, trese

1. Puis qu'en oubli
2. Quant ma dame les maus
3. Douce dame
4. Quant je ne voy

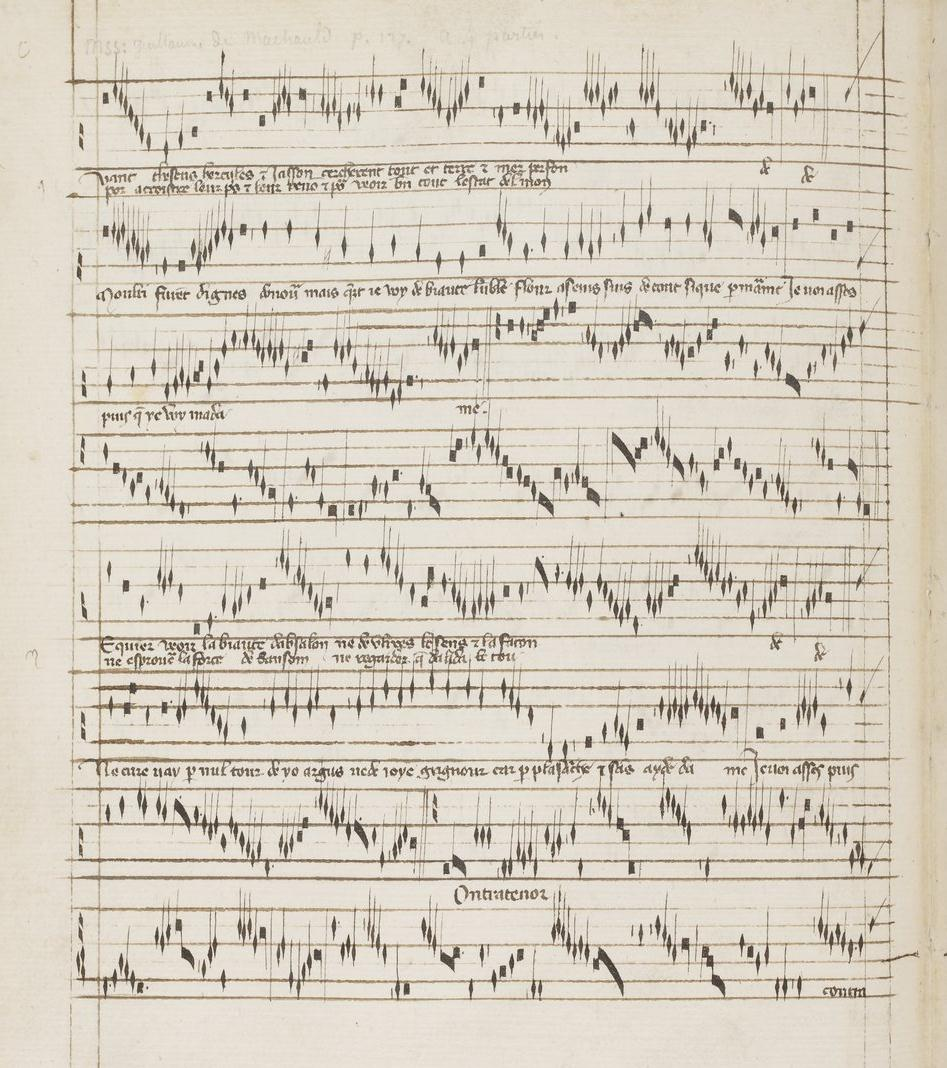
Double ballade de Guillaume de Machaut, Quant Theseus / Ne quier veoir, Codex Reina

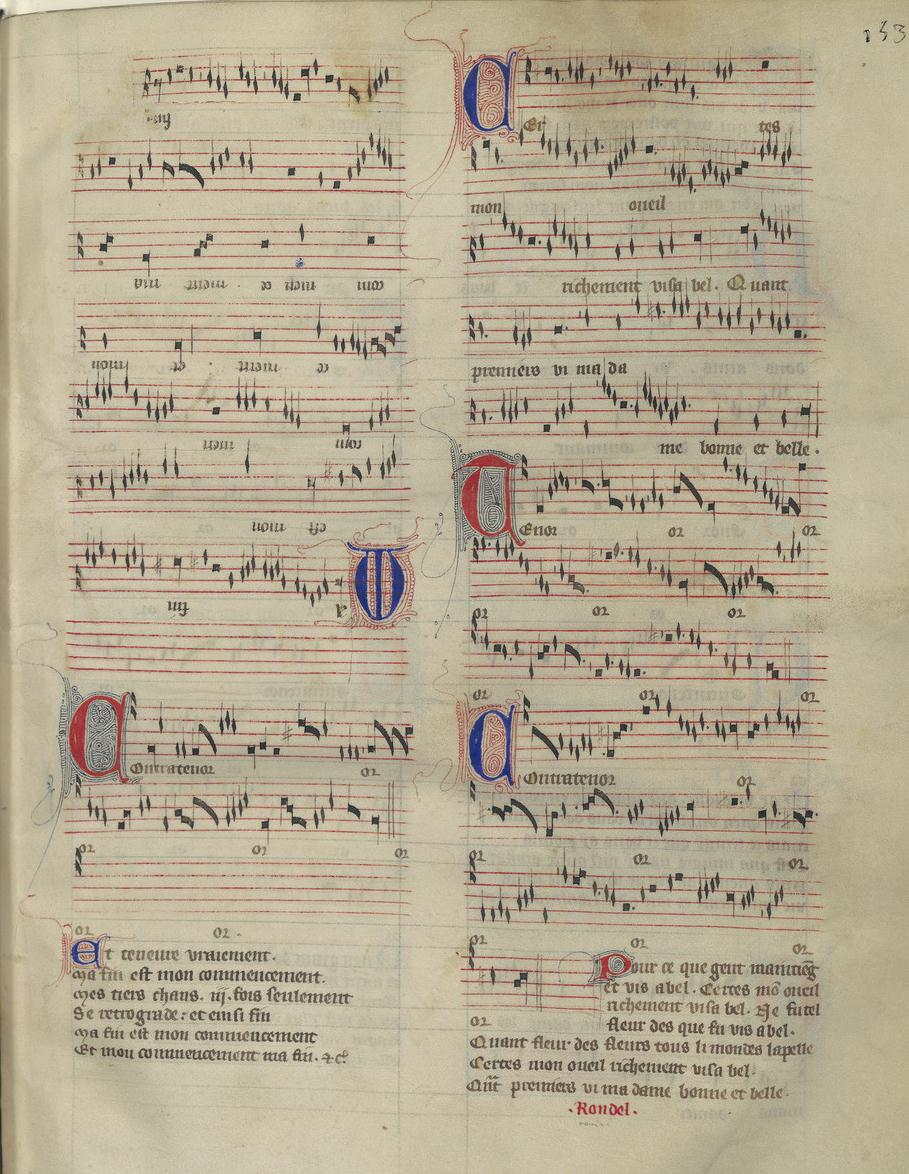
Rondeaux de Guillaume de Machaut, Ma fin est mon commencement, Certes mon oeuil, BnF 22546

5. Dame, mon cuer (Remede de Fortune)

#### Virelais

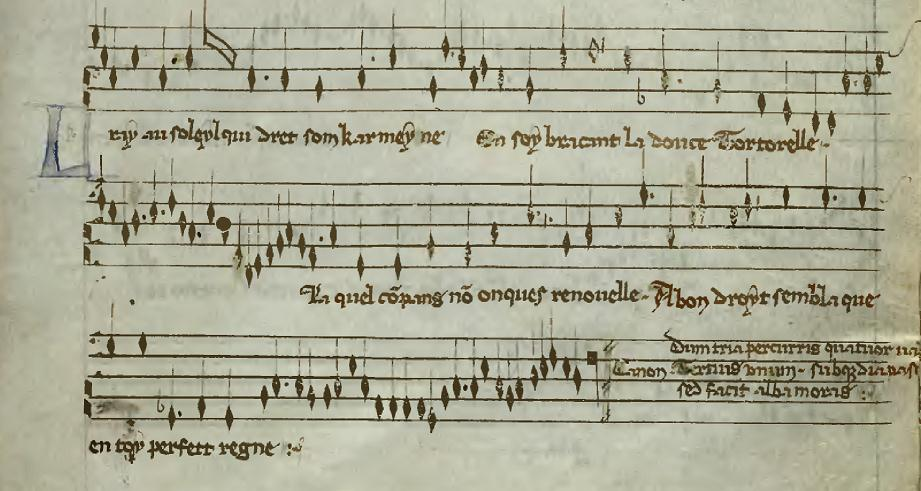
Canon Le ray au soleyl de Johannes Ciconia, Codex Mancini (Perugia, Ms. 3065)

1. He ! dame de vaillance
2. Loyaute weil tous jours
3. Ay mi ! dame de valour
4. Douce dame jolie
5. Comment qu'a moy
6. Se ma dame
7. Puis que ma dolour
8. Dou mal qui m'a longuement
9. Dame, je weil endurer
10. De bonte, de valour
11. He ! dame de valour
12. Dame, a qui m'ottri
13. Quant je sui mis
14. J'aim sans penser
15. Se mesdisans
16. C'est force, faire le weil
17. Dame, vostre doulz viaire
18. Helas ! et comment
19. Dieus, Biaute, Douceur
20. Se d'amer
21. Je vivroie liement
22. Foy porter, honneur garder
23. Tres bonne et belle
24. En mon cuer
25. Tuit mi penser
26. Mors sui, se je ne vous voy
27. Liement me deport
28. Plus dure que un dyamant
29. Dame, mon cuer emportes
30. Se je souspir
31. Moult sui de bonne heure nee
32. De tout sui si confortee

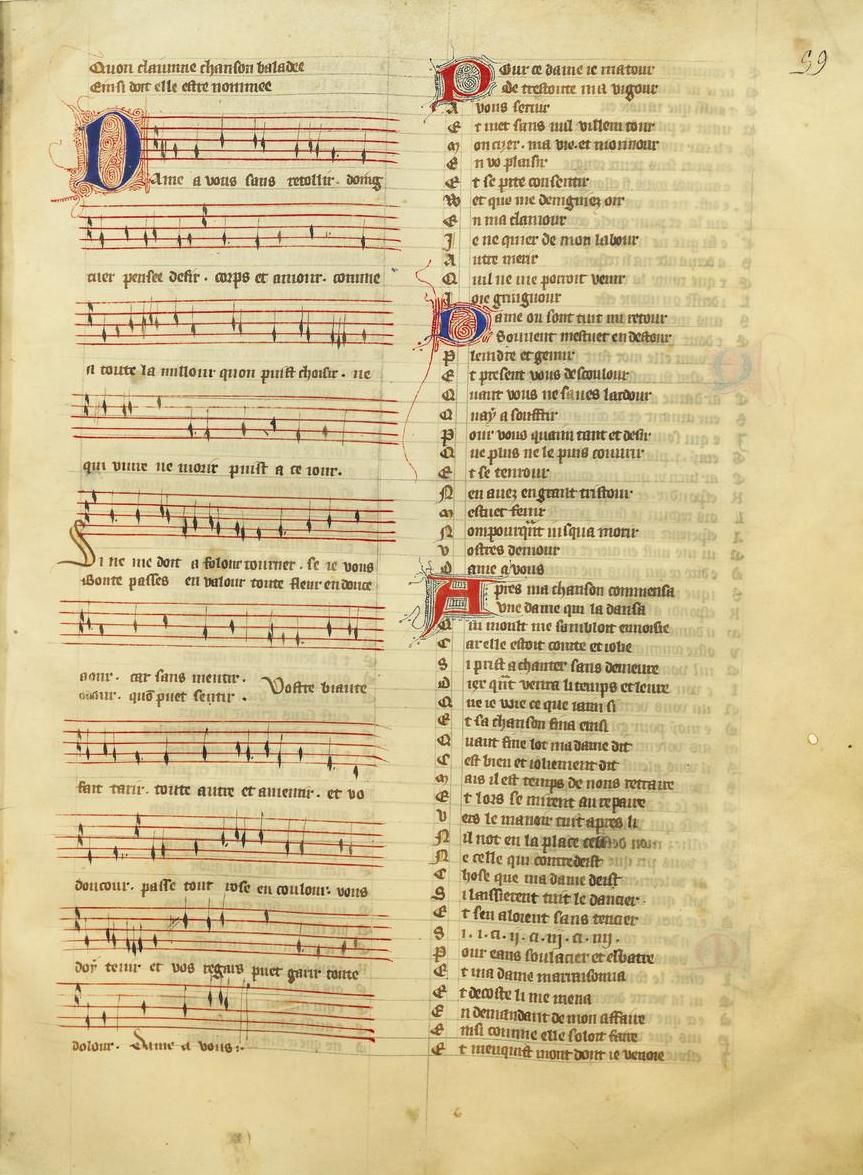
Virelai de Guillaume de Machaut, Dame, a vous sans retollir, Le Remede de Fortune, BnF 22545

33. Dame, a vous sans retollir (Remede de Fortune)

### Vol. IV - ed. Leo Schrade:Complete Works ofFrancesco Landini. 1958
(Ballate, sauf mention contraire)
1. Abbonda di virtù
2. Adiu, adiu, dous dame (virelai)
3. A le' s'andrà lo spirto
4. Altera luc'ed angelic' aspetto
5. Altri n'arà la pena
6. Ama, donna
7. Amar sì gli alti
8. Amor c'al tuo sugetto
9. Amor con fede
10. Amor in huom gentil
11. Amor, in te spera'
12. Angelica biltà
13. Ara' tu pietà
14. Benchè crudele siate
15. Benchè la bionda treça
16. Bench'ora piova
17. Cara mie donna
18. C(h)aro signor, palesa
19. Che cosa è quest'amor

1. Che fai ? che pensi ?
2. Che pena è quest' al cor
3. Chi più le vuol sapere
4. Chi pregio vuol
5. Chosi (Cosi) pensoso (caccia)
6. Com' a(l) seguir
7. Con gli occhi assai
8. Contemplar le gran cose
9. Conviens' a fede
10. Cosa nulla più fe'
11. D'amor mi biasmo
12. Da poi che va mie donna
13. Da poi che vedi'l mie fedel
14. Dappo' c'a te rinasce
15. Debba l'anim'altero
16. De' ! che mi giova
17. De ! dinmi tu (madrigale/caccia)
18. De (Die) ! non fugir
19. Dè ! pon quest' amor
20. De sospirar sovente

1. Dè ! volgi gli occhi
2. Divennon gli ochi
3. Dolcie signiore
4. Donna, che d'amor senta
5. Donna, con vo'rimane
6. Donna, i' prego
7. Donna, la mente mia
8. Donna, la mie partença
9. Donna, languir mi fay
10. Donna, l'animo tuo
11. Donna 'l tuo partimento
12. Donna, perchè mi spregi
13. Donna, per farmi guerra
14. Donna, se'l cor
15. Donna, s'i' t'o fallito
16. Donna, tu prendi sdegno

1. Duolsi la vita
2. Echo (Ecco) la primavera
3. El gran disio
4. El mie dolce sospir
5. Fa metter bando (madrigale)
6. Fatto m'a' serv' amore
7. Fior di dolceça
8. Fortuna ria
9. Già d'amore sperança
10. Già ebbi libertate
11. Già non biasim' amor
12. Già perch'i' penso
13. Gientil aspetto
14. Giovine donna vidi star
15. Giovine vagha, i' non sentì

1. Giunt avaga biltà
2. Gli occhi, che in prima
3. Gram piant' agli ochi
4. Guard'una volta
5. I' fu tuo servo amore
6. Il suo bel viso
7. I' non ardischo
8. In somm'alteça
9. I' piango, lasso !
10. I' priego amor
11. I' vegio ch'a natura
12. La bionda treçça
13. La dolce vista che dagli ochi
14. L'alma leggiardra
15. L'alma mie piange
16. La mala lingua
17. La mente mi riprende
18. L'antica fiamma

1. L'aspecto è qui
2. Lasso ! di donna
3. Lasso ! per mie fortuna
4. L'onesta tuo biltà
5. Lucea nel prato (madrigale)
6. Ma' non s'andra
7. Mostrommi amor (madrigale)
8. Muort' oramai

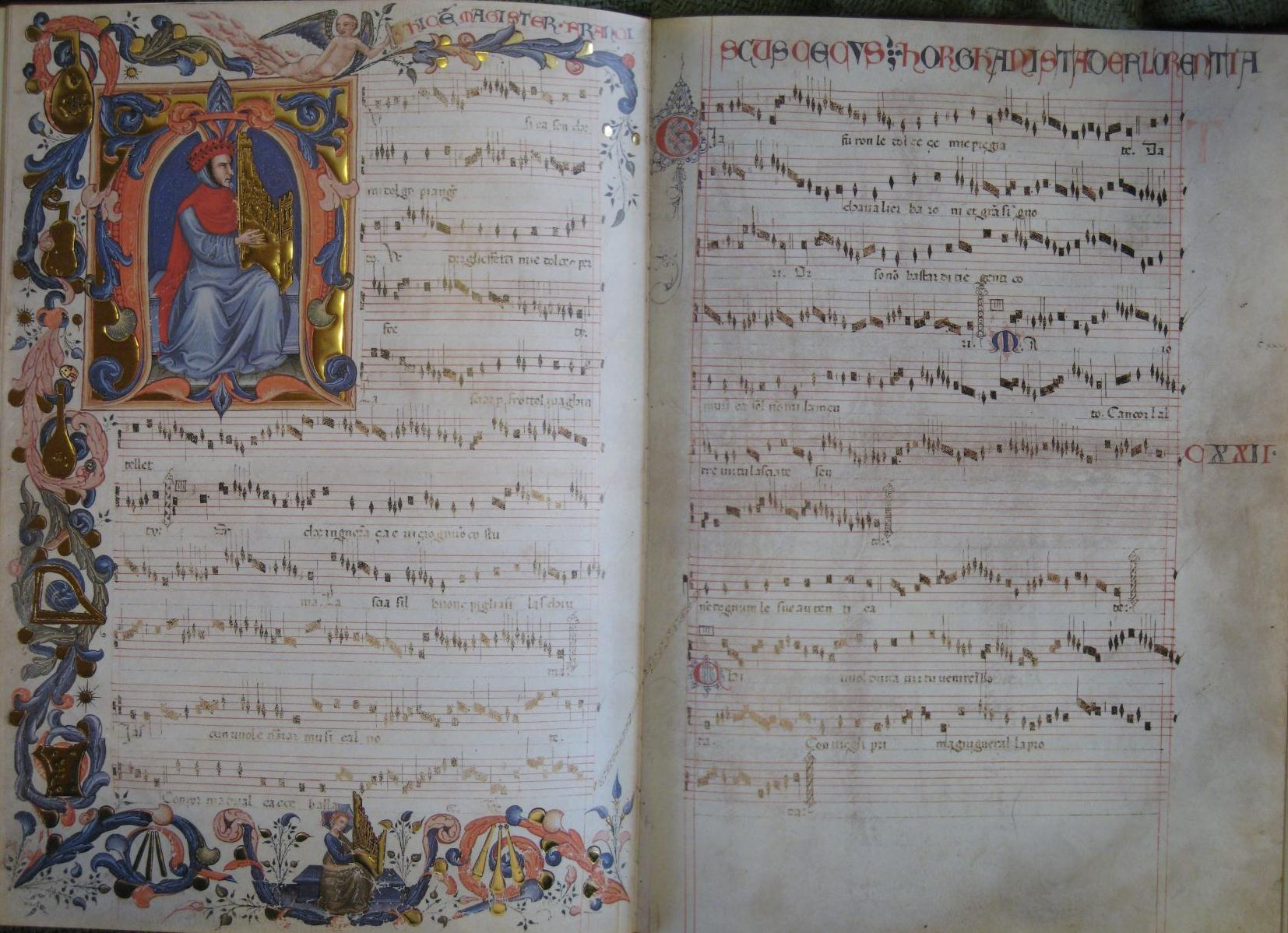
Portrait de Francesco Landini, Magister Franciscus Cecus Horghanista de Florentia, suivi du madrigale Musica son - Già furon - Ciascun vuoli, Codex Squarcialupi

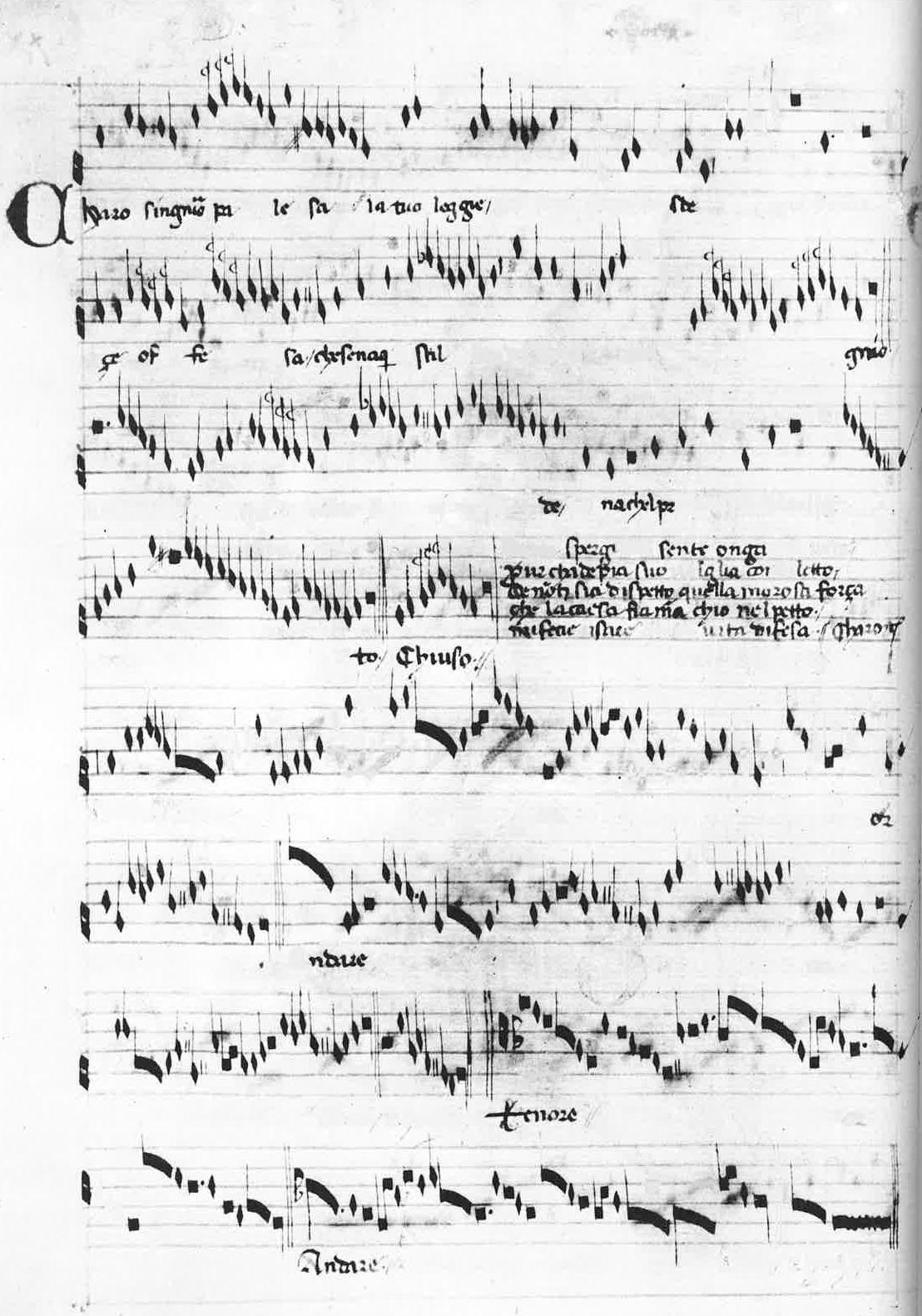
Ballata de Francesco Landini, Charo signor, palesa, Florence: Biblioteca Nazionale Centrale, Panciatichiano 26

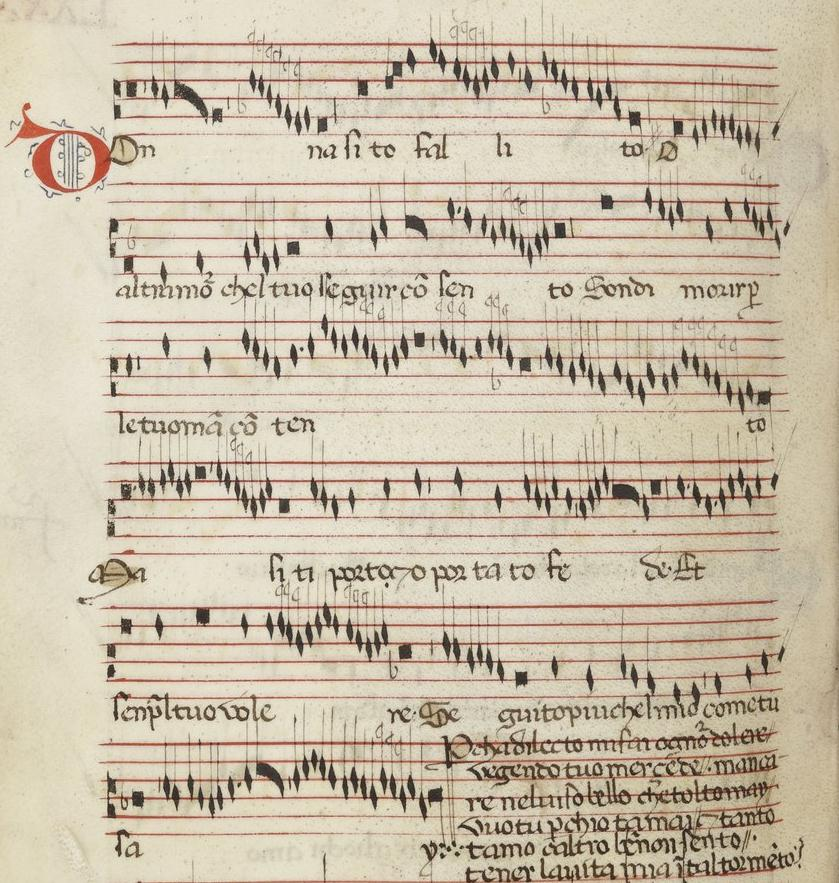
Ballata de Francesco Landini, Donna, s'i' t'o fallito, Paris: BnF 568

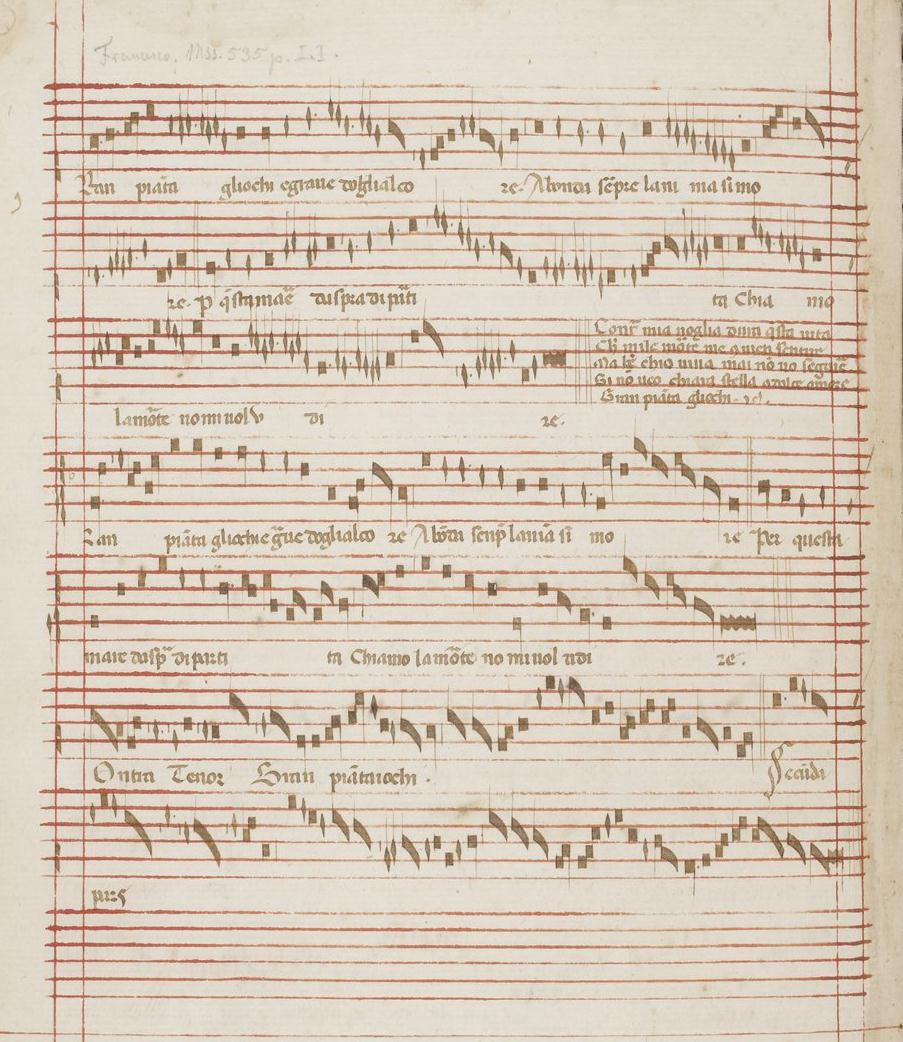
Ballata de Francesco Landini, Gram piant' agli occhi, Codex Reina

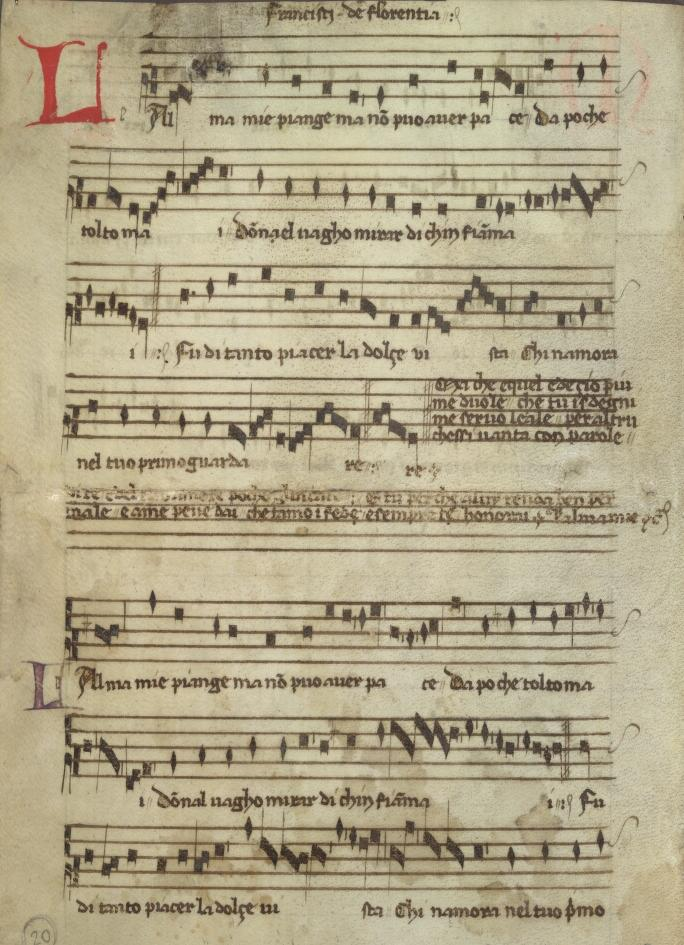
Ballata de Francesco Landini L'alma mie piange, Codex Mancini (Lucca, Ms 184)

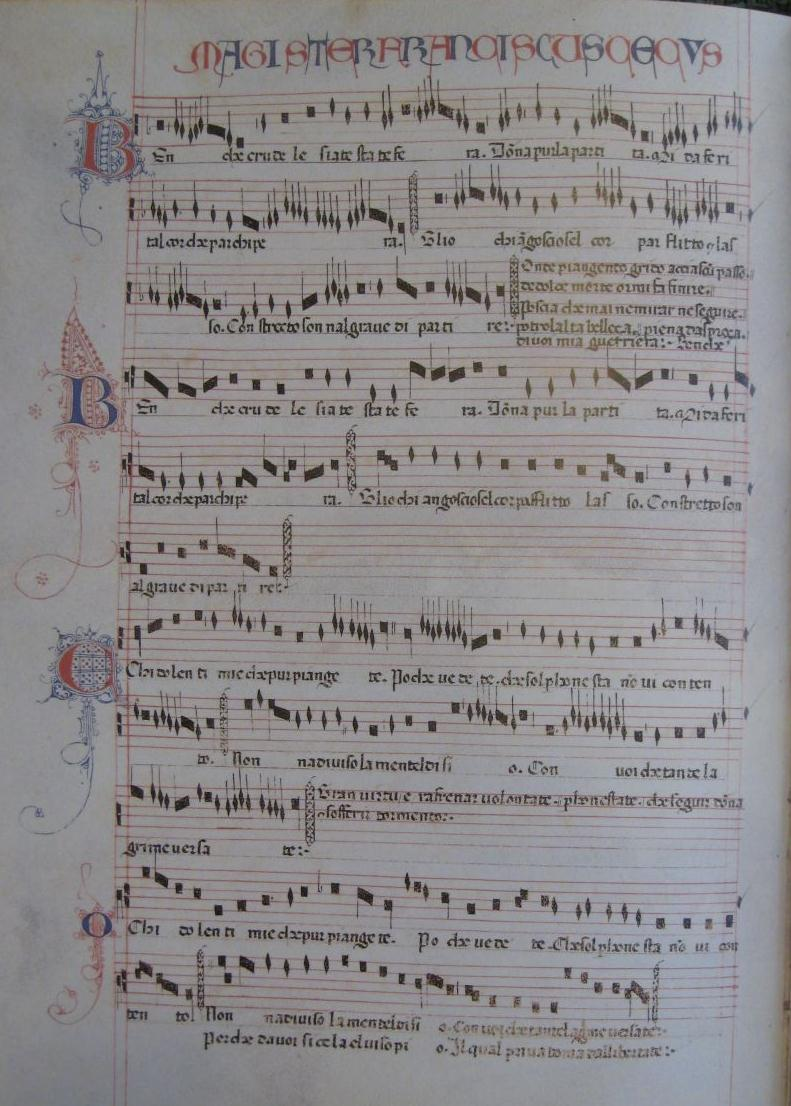
Ballate de Francesco Landini Benché crudele siate et Ochi dolenti mie, Codex Squarcialupi

9. Musica son - Già furon - Ciascun vuoli (madrigale)
10. Nella mi vita
11. Nella partita
12. Nella più cara parte
13. Nella tuo luce
14. Nè 'n ciascun mie pensiero
15. Nessun ponga sperança
16. Nessun provò giamma'
17. Non a Narcisso (madrigale)
18. Non avrà (arà) ma' pietà
19. Non creder, donna

1. Non dò la colp'a te
2. Non per fallir
3. Ochi dolenti mie
4. O fanciulla giulìa
5. Ognor mi trovo
6. O pianta vaga (madrigale)
7. Or' è ttal l'alma
8. Orsù(n), gentili spiriti
9. Oyme ! el core
10. Partesi con dolore
11. Per allegreçça

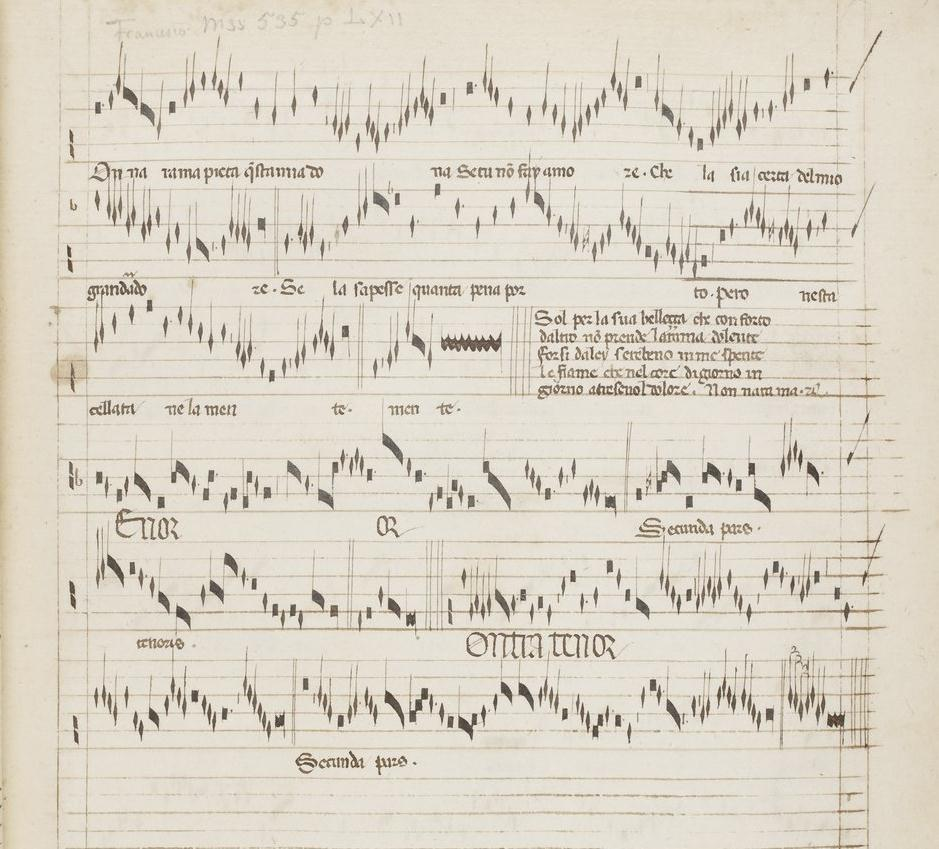
Ballata de Francesco Landini Non avrà ma'pietà, Codex Reina

12. Perchè di novo sdegno - Vendetta far dovrei - Perchè tuo servo
13. Perchè virtù

1. Per la belleçça
2. Per la mie dolçe piage
3. Per la n'fluença (madrigale)
4. Per seguir la sperança
5. Per servar umiltà
6. Per un amante
7. Più bella donn'al mondo
8. Po' ch'amor ne' begli ochi
9. Po' che di simil
10. Po' che partir convien
11. Poi che da te
12. Posto che dall'aspetto

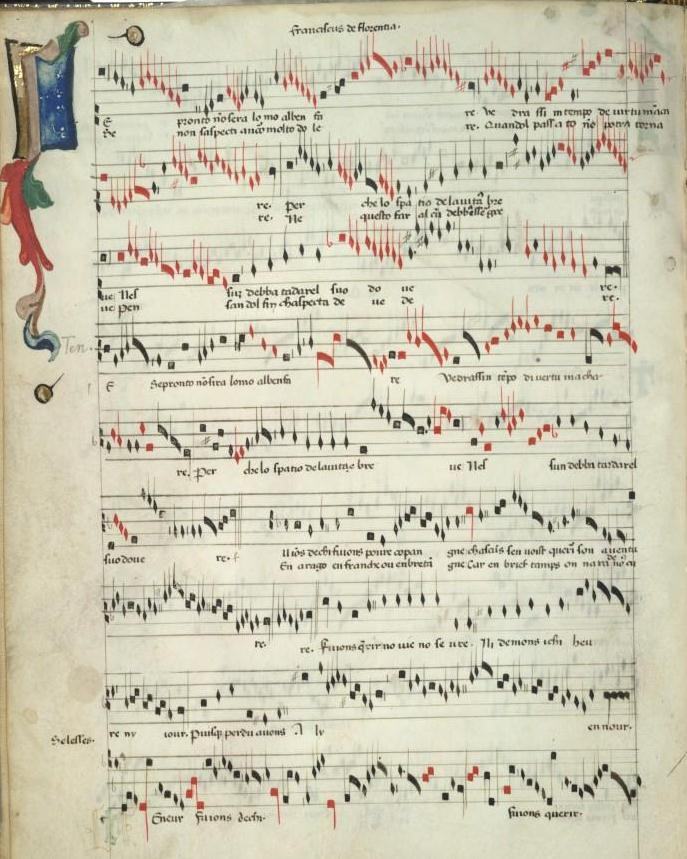
Ballata de Francesco Landini Se pronto non sarà l'uom, Manuscrit de Modène

13. Principum nobilissime (motet) (fragment)

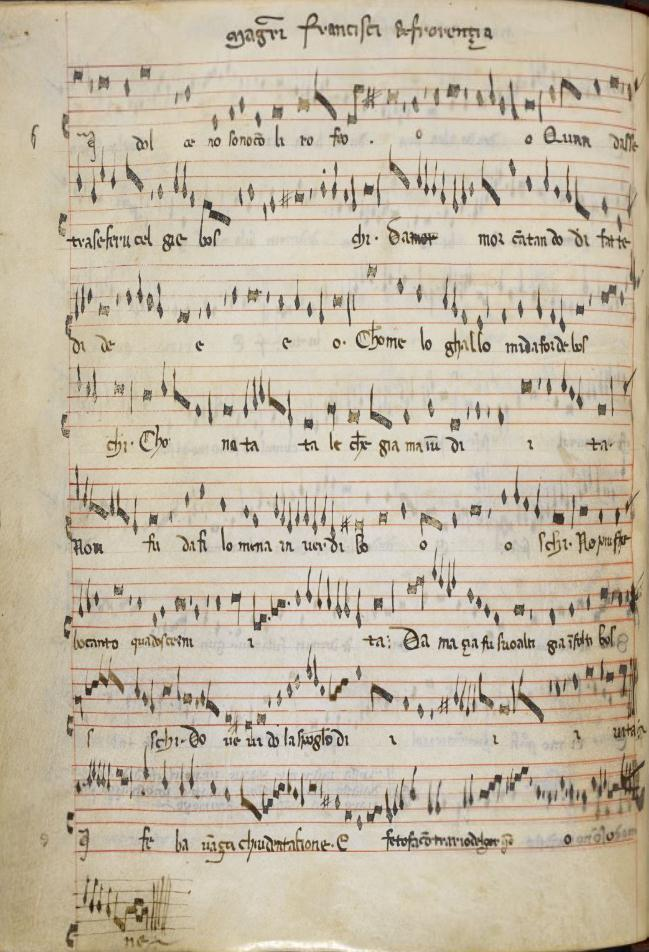
Madrigale de Francesco Landini Si dolce non sono, Londres : British Library, Additional 29987

14. Quanto più caro fay
15. Quel sol che raggia
16. Questa fanciull'amor
17. S'andray sança merçe

1. Se la nimica mie
2. Se la vista soave
3. Selvagia fera
4. Se merçe, donna
5. Senpre giro caendo
6. Se pronto non sarà
7. Sia maladetta
8. Sì dolce non sonò (madrigale)
9. S'i' fossi certo
10. S'i' ti son stato
11. Somma felicità (madrigale)
12. Tante belleçe in questa donna
13. Tu che l'oper'altru (madrigale)
14. Une colonba candid' e gentile (madrigale)
15. Vaga fanciulla
16. Va pure, amore
17. Viditi, donna
18. Vitanon è più miser'

### Vol. V - ed. Frank Ll. Harrison:Motets of French Provenance. 1968

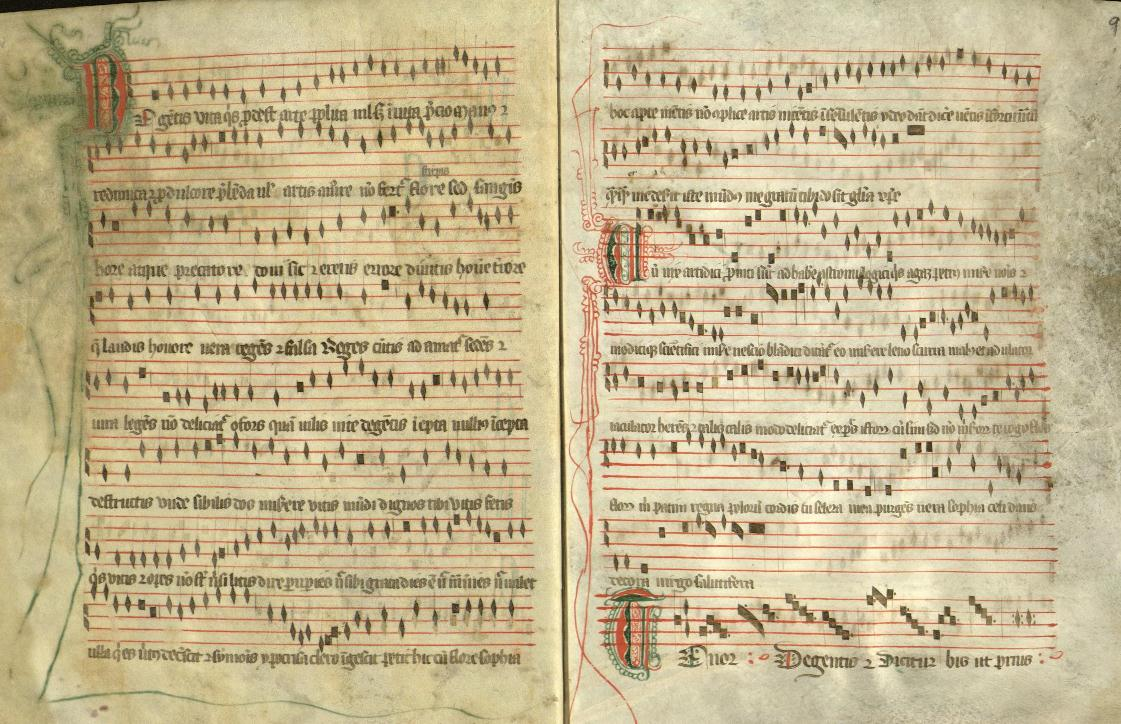
Motet anonyme Degentis vita / Cum vix artidici / Vera pudicitia, Bibliothèque de Catalogne, Ms 971

1. O Philippe, Franci qui generis / O bone dux indolis optime / Solus Tenor
2. Altissonis aptatis viribus / Hin principes qui presunt seculi / Contratenor / Tenor Tonans
3. Febus mundo oriens / Lanista vipereus / Cornibus equivoquis
4. Apta caro plumis igenii / Flos virginum, decus et species / Contratenor / Tenor Alma redemptoris
5. a) Ida capillorum matris domini dominorum / Portio nature precellentis geniture / Contratenor / Tenor Ante tronum (Version of Ivrea MS) - 5. b) Ida capillorum matris domini dominorum / Portio nature precellentis geniture / Contratenor / Tenor Ante thorum Trinitatis (Version of Chantilly MS)
6. Post missarum sollempnia / Post misse modulamina / Contratenor / Tenor cum Contratenore / Solus Tenor
7. Flos ortus inter lilia / Celsa cedrus ysopus effecta / Tenor Quam magnus pontifex
8. Almifonis melos cum vocibus / Rosa sine culpe spina / Tenor
9. a) Apollinis eclipsatur / Tenor In omnem terram / Zodiacum signis lustrantibus - 9. b) Panthon abluitur / Apollinis eclipsatur / Quadruplum sive triplum de Appollinis / Tenor In omnem terram / Zodiacum signis lustrantibus
10. Zolomina zelus virtutibus / Nazarea que decora / Tenor Ave Maria
11. Rachel plorat filios / Ha frates, ha vos domini / Tenor

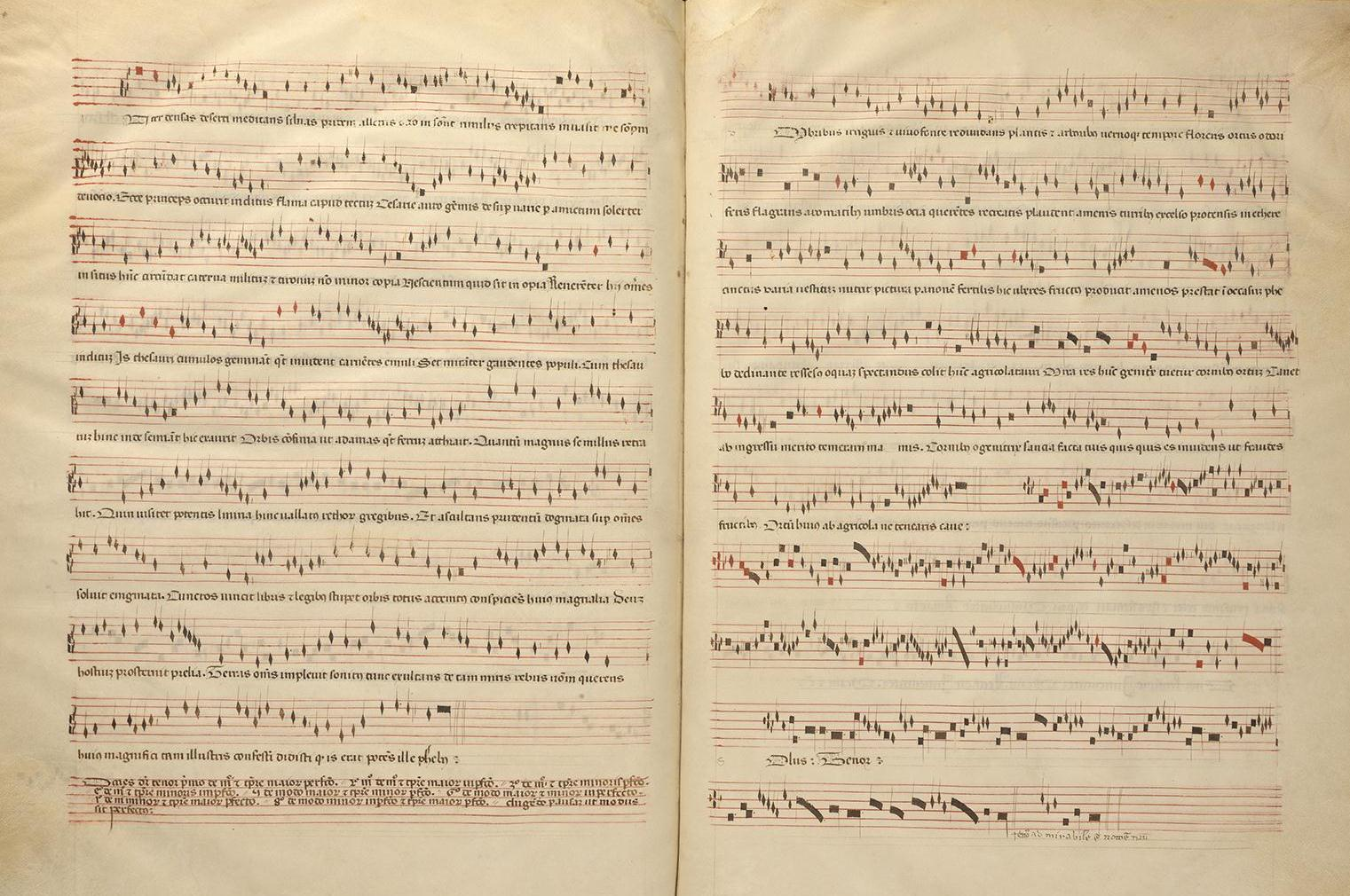
Motet anonyme Inter densas / Imbribus irriguis en l'honneur de Gaston Febus, Codex Chantilly

1. Tant a souttille pointure / Bien pert qu'en moy n'a d'art point / Tenor Cuius pulcritudinem sol et luna mirantur
2. A vous, vierge de douçour / Ad te, virgo, clamitans venio / Tenor Regnum mundi
3. Les l'ormel à la turelle / mayn se leva sire Gayrin / Tenor Je n'y saindrai plus
4. Mon chant en plaint, ma chanson en clamour / Qui doloreus onques n'a cogneü / Tenor Tristis est anima mea
5. a) Se päour d'umble astinance / Diex, tan desir estre amés de m'amour / Tenor Concupisco - 16. b) Domine, quis habitatit / De veri cordis adipe / Tenor Concupisco
6. Fortune, mere à dolour / Ma dolour ne cesse pas / Tenor Dolour meus
7. In virtute nominum / Decens carmen edere / Contratenor / Tenor Clamor meus
8. Amer amours est la choison pourquoy / Durement au cuer me blece / Tenor Dolour meus
9. Trop ay dure / Par sauvage / Contratenor / Tenor
10. L'amoureuse flour d'esté / En l'estat d'amere tristour / Tenor [Sicut fenum arui]
11. Clap, clap, par un matin / Sus Robin, alons au molin / Tenor

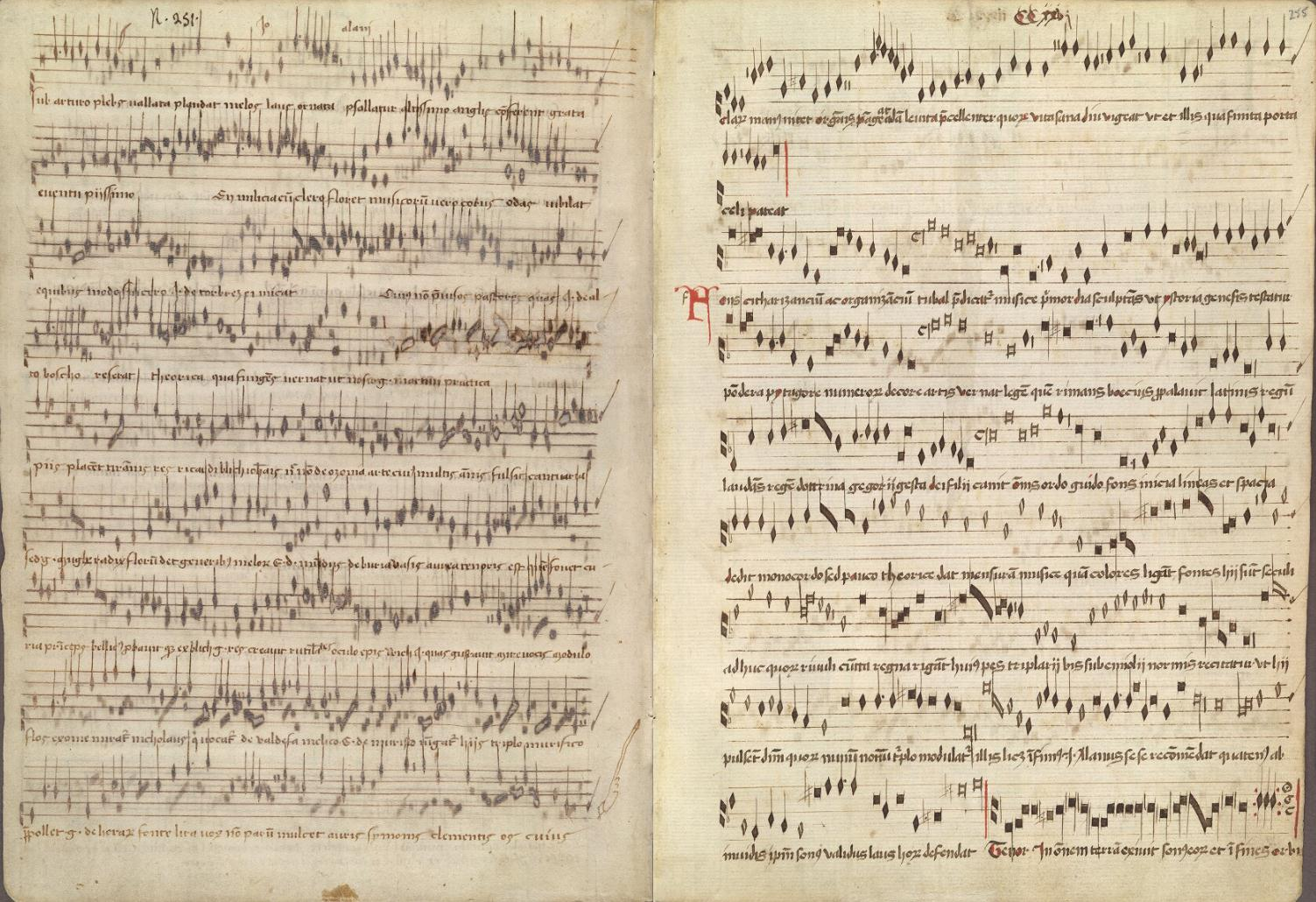
Motet de Johannes Alanus Sub Arturo plebs / Fons citharizancium / In omnem terram, Bologna, Ms Q 15

1. a) Degentis vita / Cum vix artidici / Contratenor / Tenor Vera pudicitia (Version of Chantilly MS) - 23. b) Degentis vita / Cum vix artidici / Contratenor / Tenor [Vera pudicitia] (Version of Barcelona MS)
2. Pictagore per dogmata / O terra sancta suplica / Contratenor / Tenor Rosa vernans caritatis
3. Alpha vibrans monumentum / Cetus venit heroycus / Contratenor / Tenor Amicum querit
4. Rex Karole, Johannis genite / Leticie, pacis, concordie / Contratenor / Solus tenor / Tenor [Virgo prius ac posterius]
5. L'ardure qu'endure / Tres dous espoir / Contratenor / Tenor Ego rogavi Deum ut ignis iste non dominetur michi
6. Alma polis religio / Axe poli cum artica / Contratenor / Tenor
7. Inter densas deserti meditans / Imbribus irriguis et vivo fonte redundans / Solus Tenor [Admirabile est nomen tuum] / Contratenor
8. Multipliciter amando / Favore habundare / Tenor Letificat juventutem meam
9. Sub Arturo plebs vallata / Fons citharizancium / Tenor In omnem terram exivit sonus eorum et in fines orbis
10. D'ardent desir / Tenor Nigra est sed formosa / Efus d'amer
11. Musicalis sciencia / Sciencie laudabili / Tenor
12. ... bon milgrana de valor / Mon gauch, mon ris, ma salut e ma laus / Tenor (incomplete piece)

### Vol. VI - ed. W. Thomas Marrocco:Italian Secular Music, Part 1. 1974

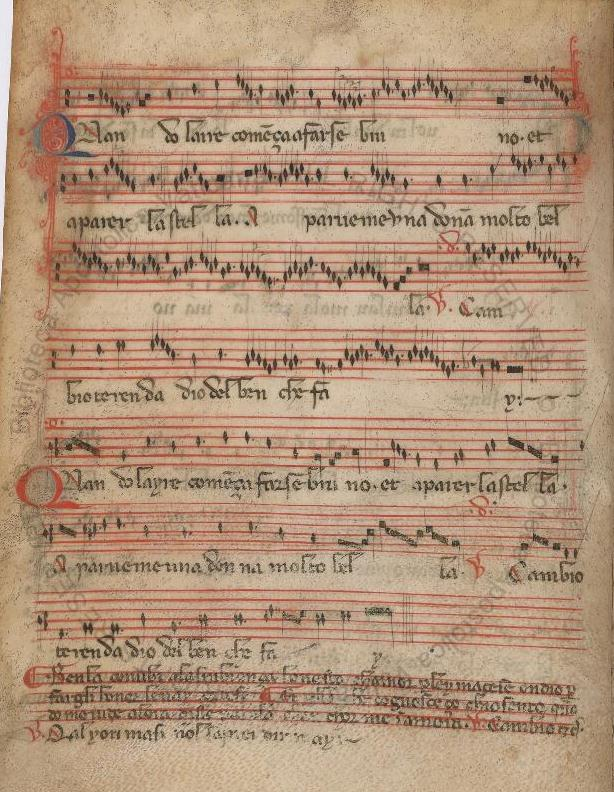
Madrigale de Magister Piero Quando l'aire cominça, Codex Rossi (Vatican)

(Madrigali, sauf mention contraire)

#### Magister Piero
1. All'onbra d'un perlaro
2. Chavalcando con un giovine (caccia-madrigale)
3. Chon brachi assai (caccia)
4. Con dolce brama (caccia)
5. Ongni dilecto (caccia-madrigale)
6. a) Quando l'aire comença - 6. b) Quando l'aria commincia
7. Sì com'al canto
8. Sovra un fiume

#### Giovanni da Firenze
1. Agnel son biancho
2. a) Appress'un fiume - 2. b) Apres'un fiume
3. Chon brachi assai (caccia)
4. De'come dolcemente
5. Donna già fu' leggiadra
6. Fra mille corvi
7. In sulla ripa
8. La bella stella
9. Nascoso el viso

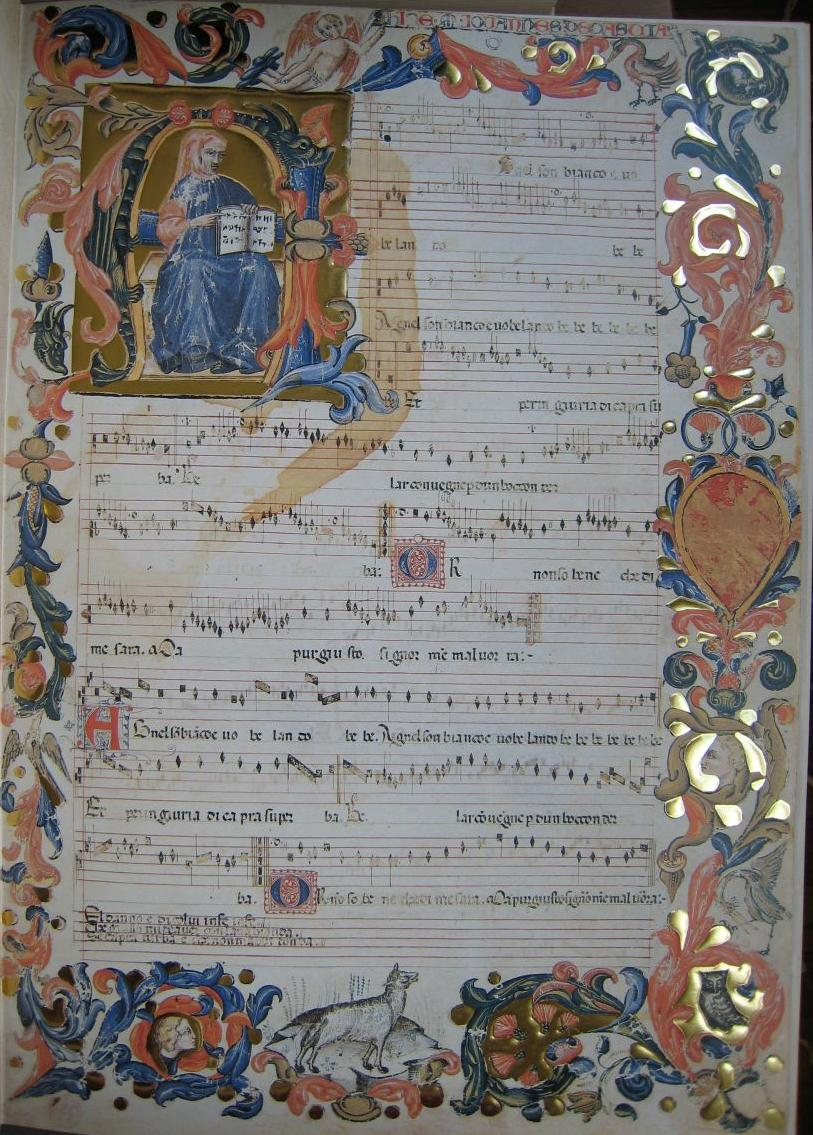
Portrait de Giovanni da Firenze, Codex Squarcialupi

10. Nel boscho sença folglie (caccia-madrigale)
11. a) Nel meço a sey paghone - 11. b) Nel meço a sey paon
12. a) O perlaro gentil - 12. b) O perlaro gentil
13. a) O tu chara sciença - 13. b) O tu chara scientia
14. Per larghi prati (caccia-madrigale)
15. Per ridd'andando
16. a) Più non mi curo - 16. b) Più non mi churo
17. Quando la stella
18. a) Sedendo all'ombra - 18. b) Sedendo al onbra
19. Togliendo l'una 'l altra

#### Jacopo da Bologna

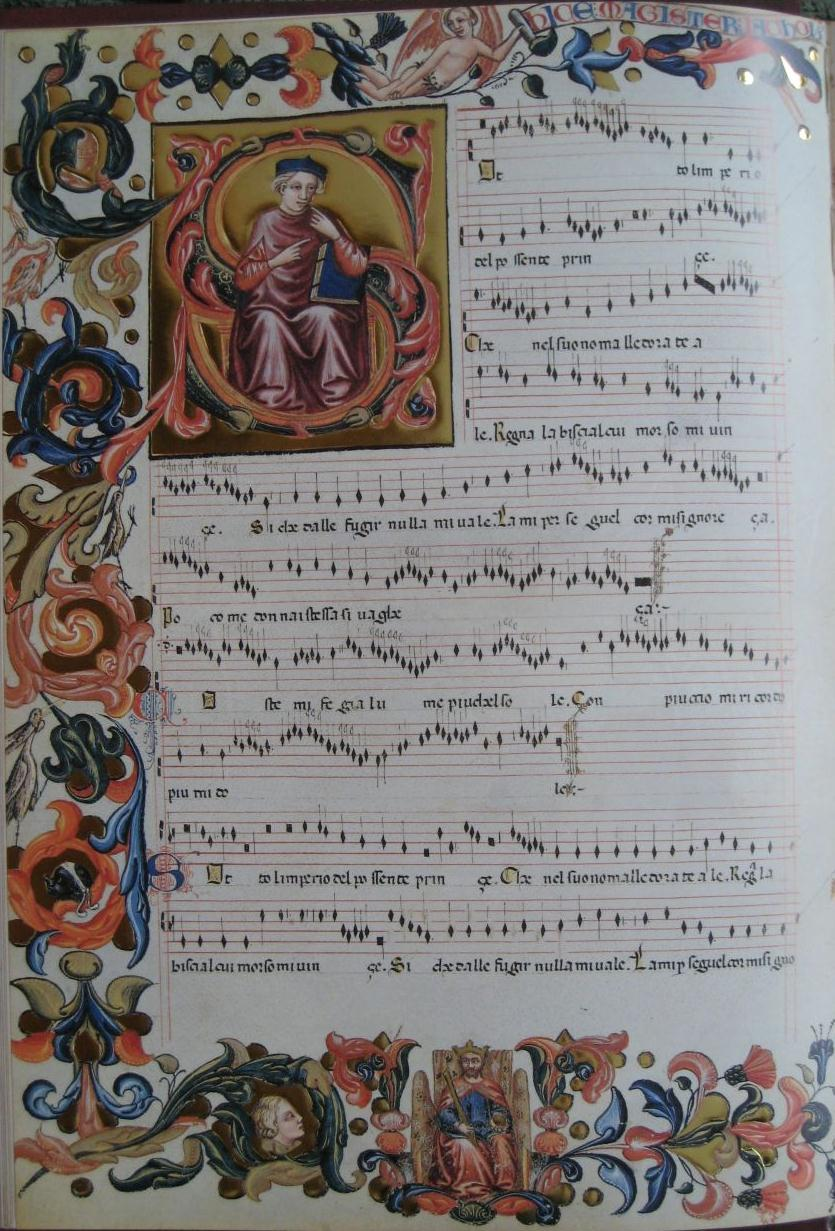
Portrait de Jacopo da Bologna, Codex Squarcialupi

1. Aquila altera - Creatura gentil - Uccel di Dio
2. Con gran furor
3. a) Di novo é giunto un chavalier - 3. b) Di novo é giunt'un cavalier
4. Entrava Phebo
5. Fenice fu'
6. Giunge 'l bel tempo (caccia-madrigale)
7. In su bei fiori
8. In verde prato
9. I mi son un
10. I' sentì ça como l'archo d'amore
11. Lo lume vostro
12. Lucida petra
13. Nel bel giardino
14. Nel mio parlar
15. Non al suo amante
16. O cieco mondo
17. a) O dolce appresso - 17. b) O dolce apress'un
18. Ogelletto silvagio (caccia-madrigale)

1. O in Italia

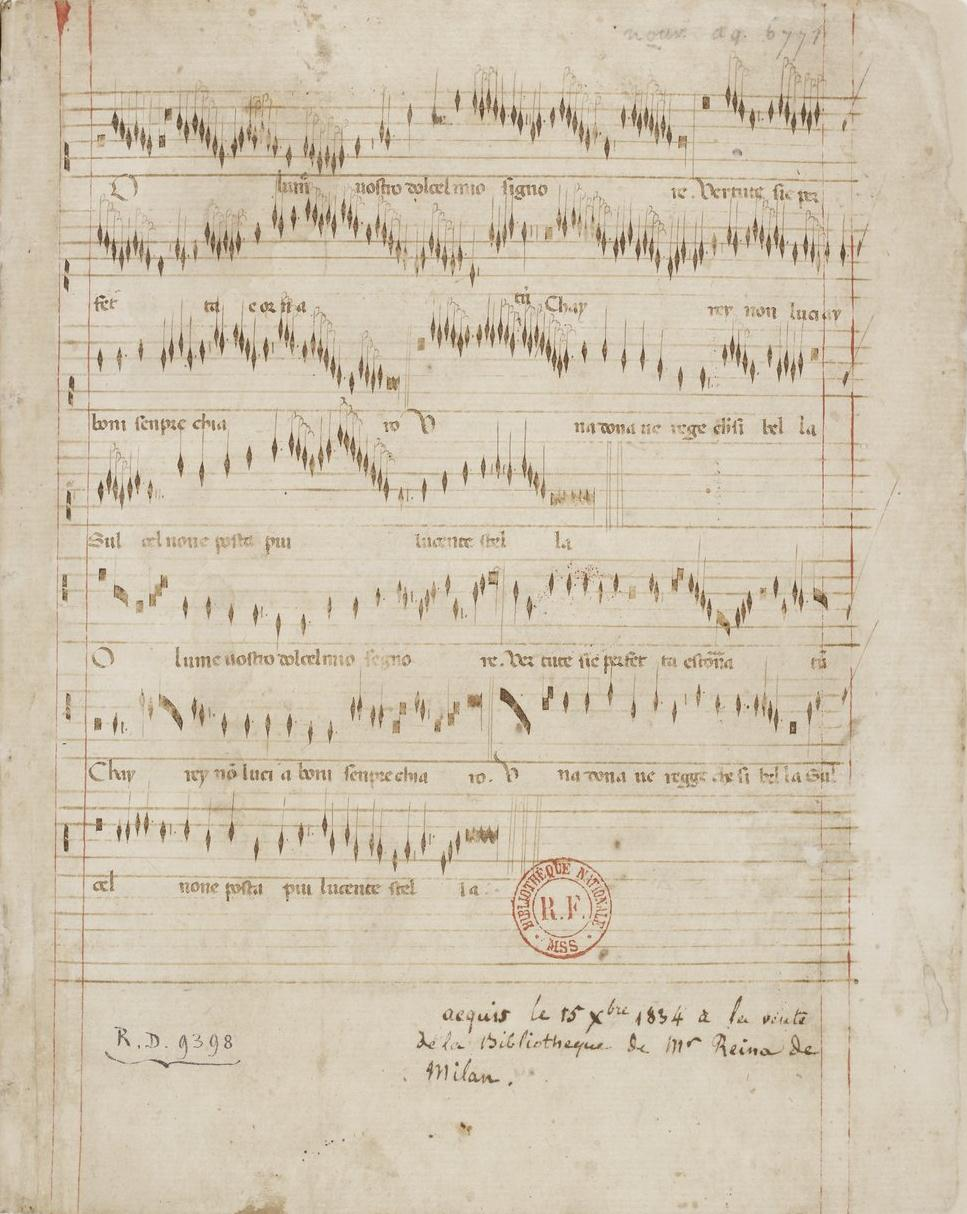
Madrigale de Jacopo da Bologna Lo lume vostro, dolce mio segnore, Codex Reina

2. a) Osellecto selvaggio - 20. b) Osseletto selvagio
3. a) Per sparverare - 21. b) Per sparverare (caccia)
4. Posando sopr'un acqua
5. a) Prima virtute - 23. b) Prima vertute
6. Quando vegio rinnovellar
7. a) Sì chome al canto - 25 b) Sì chome al canto
8. Sotto l'imperio
9. Straccias'i pann'indosso
10. Tanto che sete aquistati
11. Tanto soavemente
12. Un bel perlaro
13. Un bel spaver
14. Vestisse la cornachia
15. Vola el bel spaver

### Vol. VII - ed. W. Thomas Marrocco:Italian Secular Music, Part 2. 1971

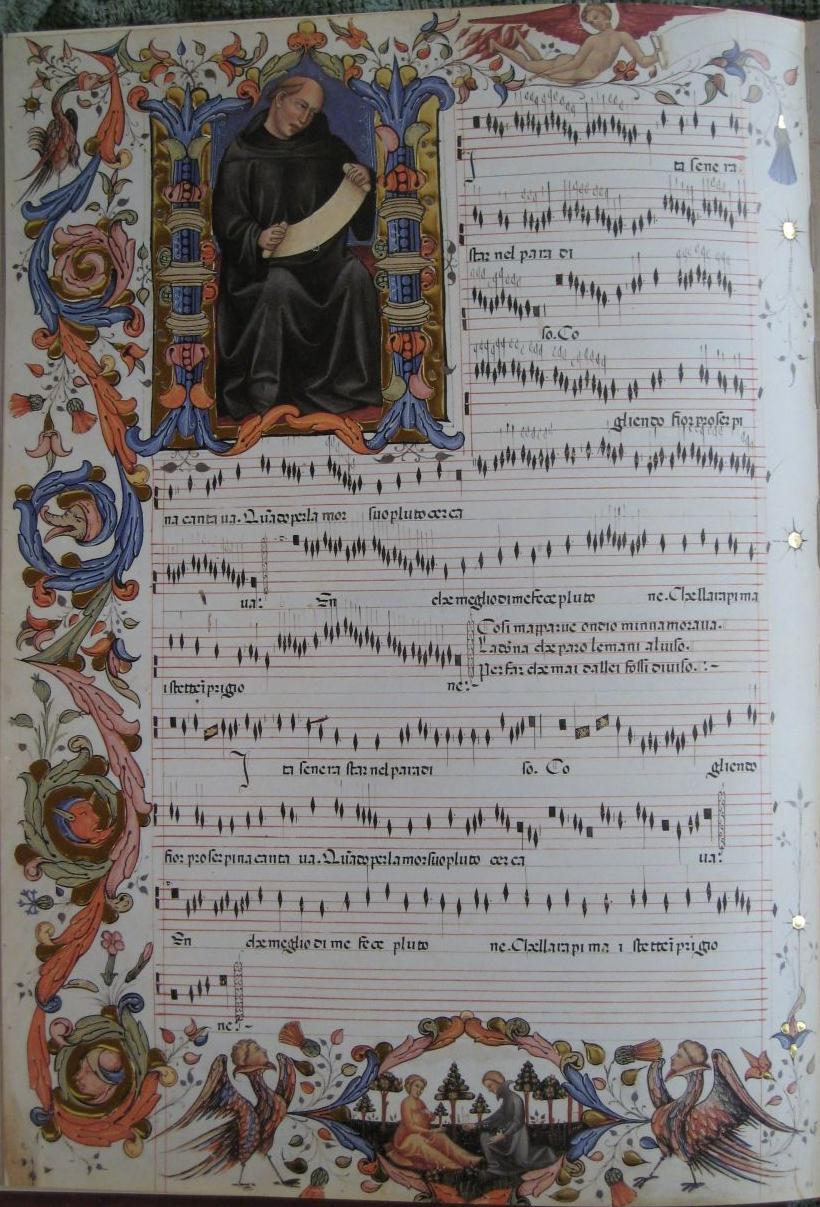
Portrait de Vicenzo da Rimini, Codex Squarcialupi

(Madrigali, sauf mention contraire)

#### Vincenzo da Rimini
1. Ay schonsolato
2. Già era'lsol
3. Gridavan li pastor
4. In forma quasi (caccia)
5. a) Ite se n'era - 5. b) Ite se n'era
6. a) Nell'acqua chiara - 6. b) Nell'aqua chiara (caccia)

#### Rosso de Chollegrana
1. Tremando più che foglia

#### Donato da Firenze
1. Come da lupo
2. Come'l potes' tu far
3. Dal cielo scese
4. D'or pomo incominciò
5. Faccia chi de' se'l po'  (caccia-madrigale)
6. I' fu' già bianch'ucciel
7. I' fu' già usignolo
8. I'ò perduto

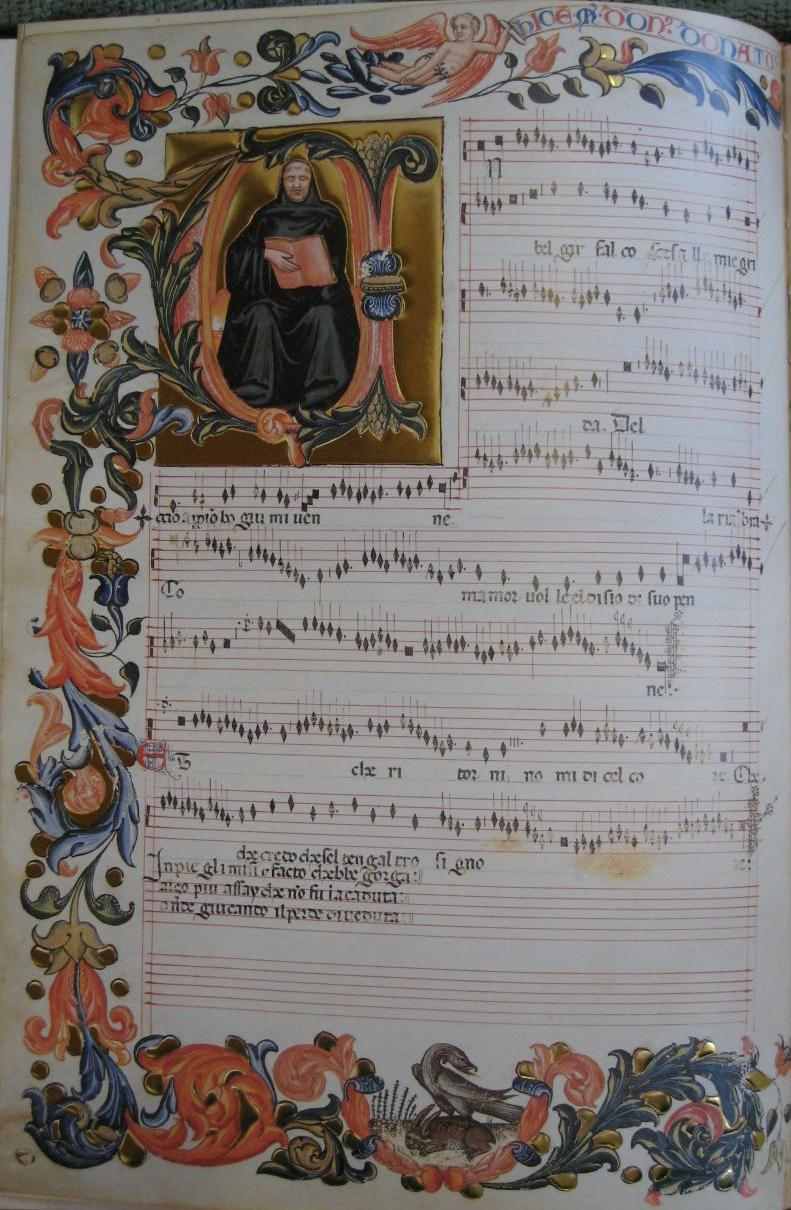
Portrait de Donato da Firenze, Codex Squarcialupi

9. a) Je port amiablement - 9. b) Gi port emiebramant - 9. c) Je port emieblement (virelai)
10. L'aspido sordo
11. Lucida pecorella
12. Seguendo'l canto
13. Senti tu d'amor (ballata)
14. S'i', monacordo
15. Sovran'uccello
16. Un bel girfalco
17. Un cane un oca

#### Gherardello da Firenze
1. Allo spirar dell'arie
2. Cacciand'un giorno

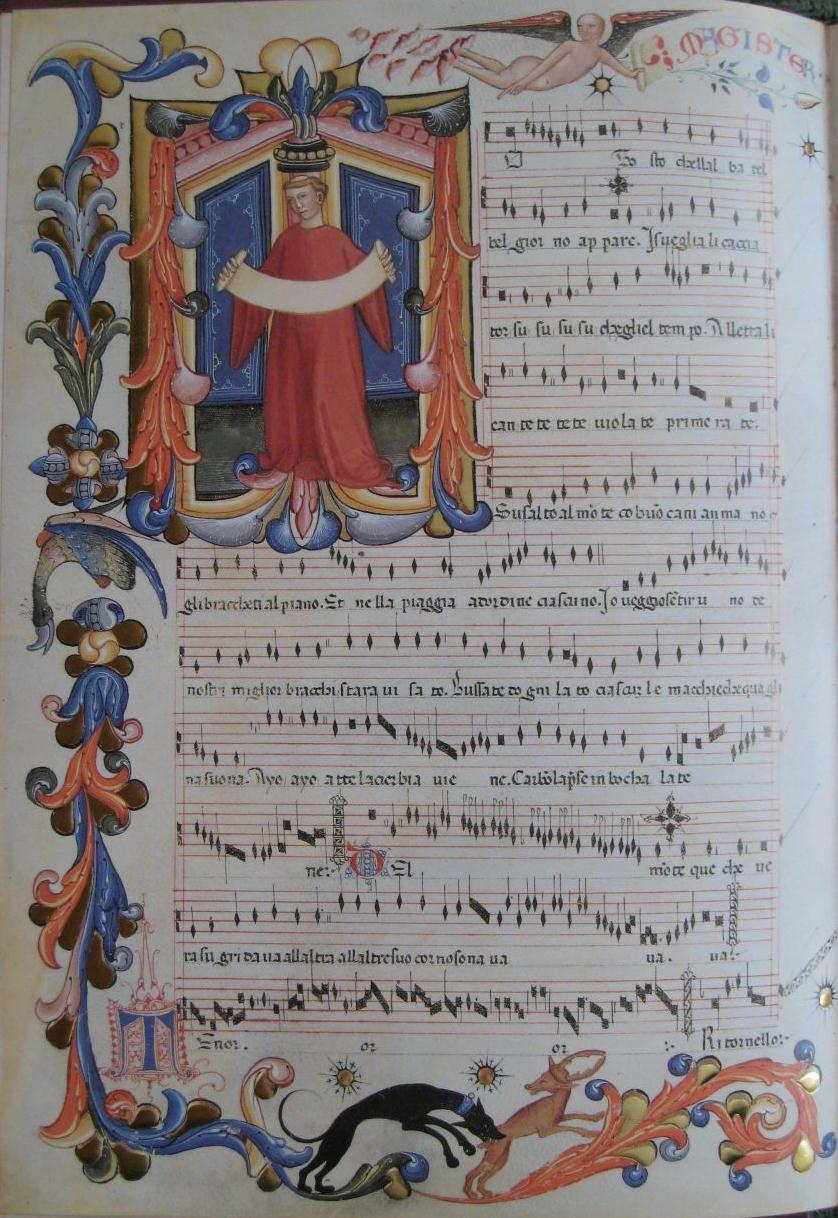
Portrait de Gherardello da Firenze, Codex Squarcialupi

3. a) Con levrieri e mastini - 3. b) Con levrier' e mastini
4. De' poni amor (ballata)
5. Donna, l'altrui mirar (ballata)
6. Intrando ad abitar
7. I' vivo amando (ballata)
8. I' vo' bene (ballata)
9. La bella e la veççosa cavriola
10. L'aquila bella
11. Per non non far lieto (ballata)
12. Per prender cacciagion
13. Sì forte vola
14. a) Sotto verdi fraschetti - 14. b) Sotto verdi fraschetti
15. a) Tosto che l'alba - 15. b) Tosto che l'alba (caccia)
16. Una colonba più che neve

#### Lorenzo da Firenze
1. A poste messe (caccia)
2. Come in sul fonte
3. Dà, dà, a chi avaregia
4. Di riv'a riva
5. Dolgomi a voi maestri
6. Donne, e' fu credença (ballata)
7. a) I' credo ch'i' dormia - 7. b) I' credo ch'i' dormiva
8. a) Ita se n'era - 8. b) Ita se n'era
9. Nel chiaro fiume
10. Non perch'i' speri (ballata)
11. Non so qual' i' mi voglia (ballata)
12. Non vedi tu (ballata)

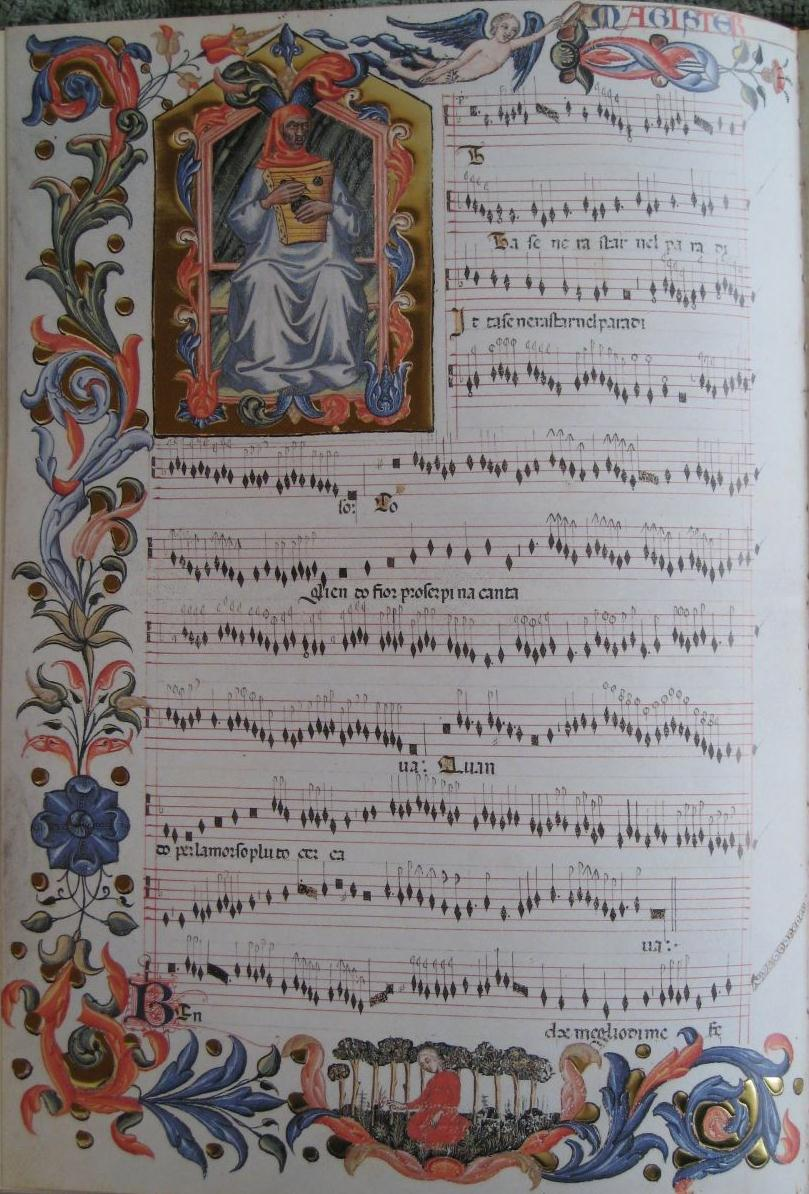
Portrait de Lorenzo da Firenze, Codex Squarcialupi

13. a) Povero çappator - 13. b) Povero çappator
14. Sento d'amor (ballata)
15. Sovra la riva
16. a) Vidi nell'ombra - 16. b) Vidi nell'ombra

### Vol. VIII - ed. W. Thomas Marrocco:Italian Secular Music, Part 3. 1972

#### Anonymous Madrigals and Cacce
(Madrigali, sauf mention contraire)
1. Abraçami cor mio
2. A l'alba una maitina
3. Avendo me falcon
4. Bella granata
5. Canta lo gallo
6. Chiamando un' astorella
7. Cum altre ucele
8. Dal bel chastel

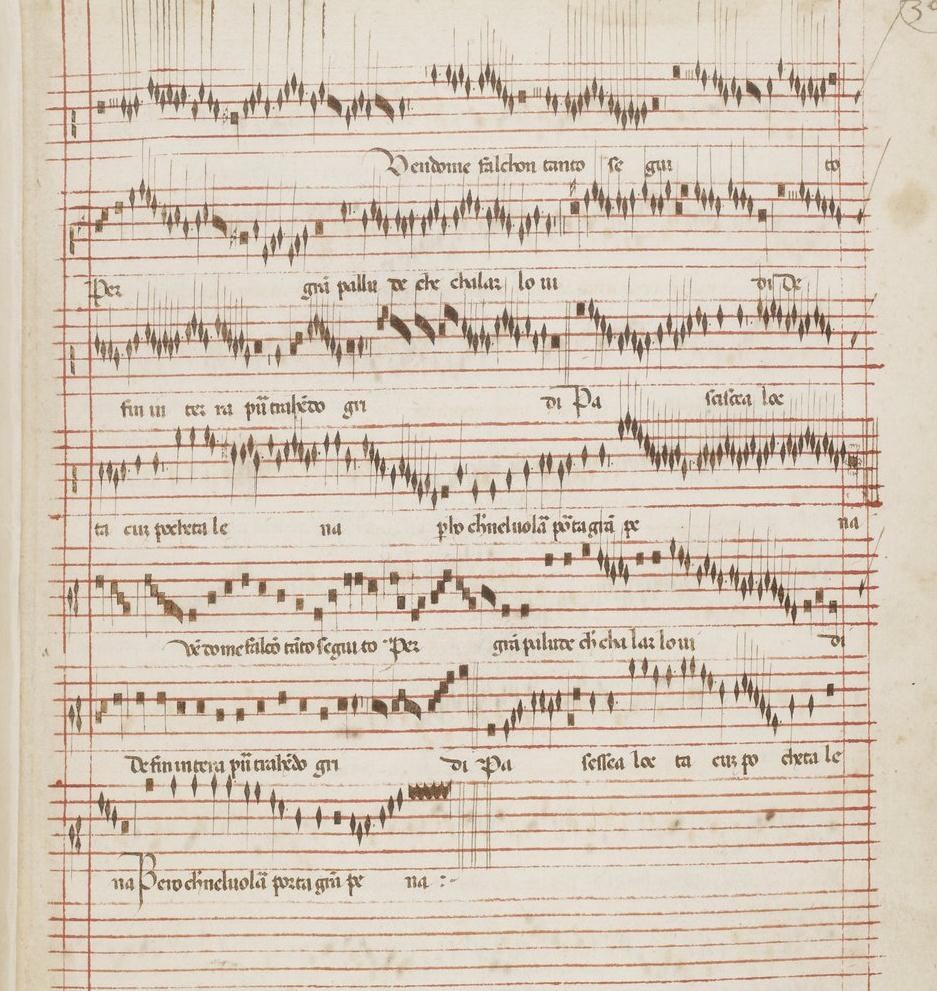
Madrigal anonyme, (Jacopo da Bologna?), Avendo me falcon, Codex Reina

9. a) De soto'l verde - 9. b) De sottol verde
10. Du' ançoliti
11. Du' ochi ladri
12. E con chaval

1. Gaiete dolçe parolete
2. Girand'un bel falcon
3. Gridavan tuti
4. In un broleto
5. Involta d'un bel velo
6. I' vidi a l'umbra
7. La bela giovinetta
8. La biancha selva
9. La desiosa brama
10. La nobil scala
11. L'anticho dio Biber
12. Lavandose le mano
13. Levandome 'l maytino
14. Nel mio bel orto
15. Nel prato pien di fiori

1. Non è vertù che cortesia
2. O crudel donna
3. O pensieri vani
4. Or qua, conpagni (caccia)
5. Pescando in aqua dolce
6. Posando l'onbra
7. Pyançe la bella Yguana
8. Quando i oselli canta

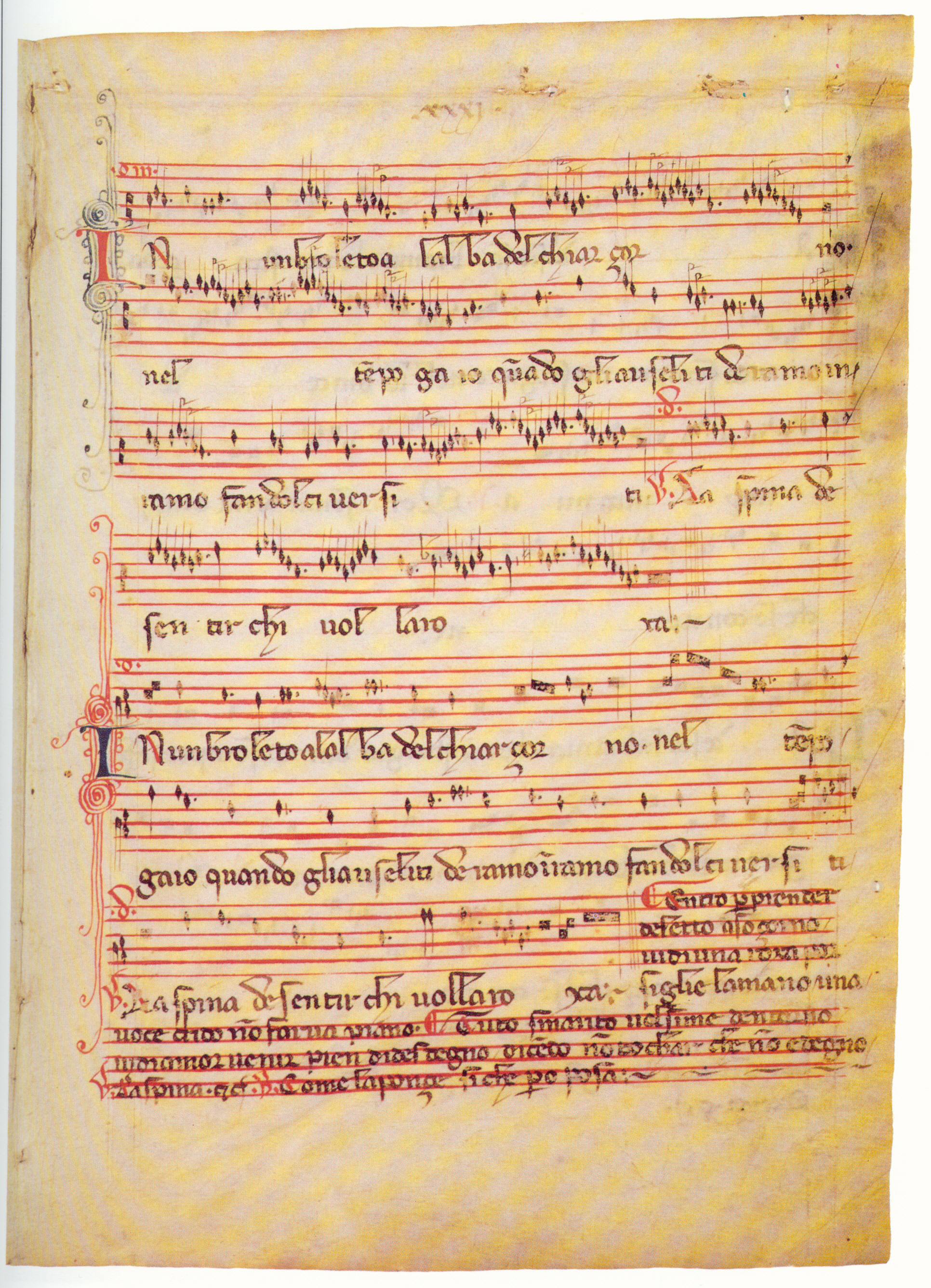
Madrigale anonyme, In un broleto al'alba, Codex Rossi (Ostiglia)

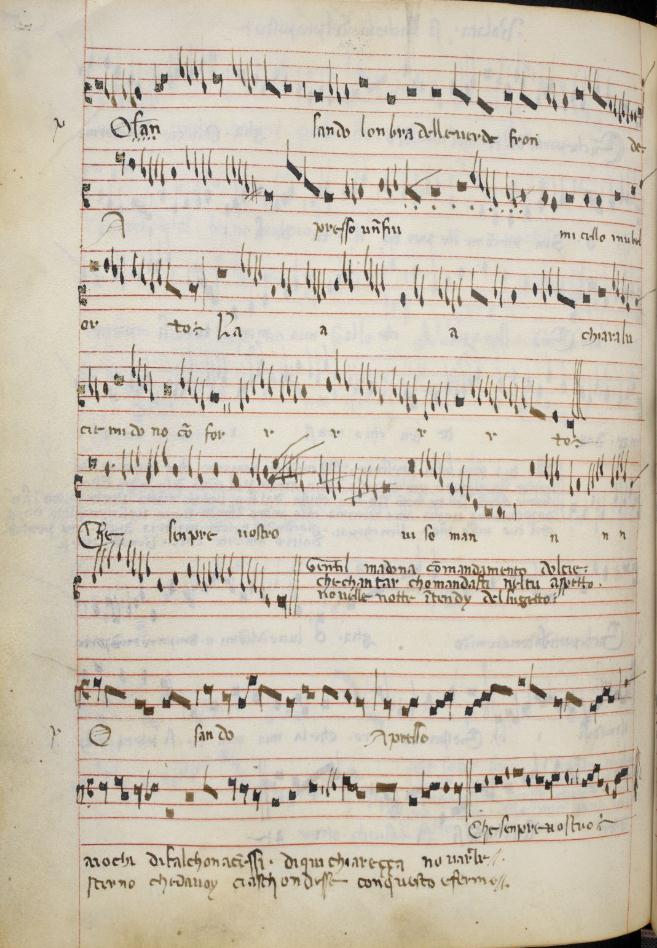
Madrigale anonyme, Posando a l'ombra de le verde fronde, London: British Library 29987

9. Quan ye voy le duç (caccia-madrigale)
10. Seguendo un me sparver
11. a) Seghugi a corta  - 38. b) Segugi a corde (caccia)
12. Spesse fiate à preso
13. Su la rivera
14. Suso quel monte
15. Una smaniosa ... vecchia
16. Vaguça vaga

#### Niccolò da Perugia
1. Benchè partir da tte (ballata)
2. Ben di fortuna (ballata)
3. Chiamo, non m'é risposto (ballata)
4. Chi'l ben sofrir (ballata)
5. Ciascun faccia per sè (ballata)

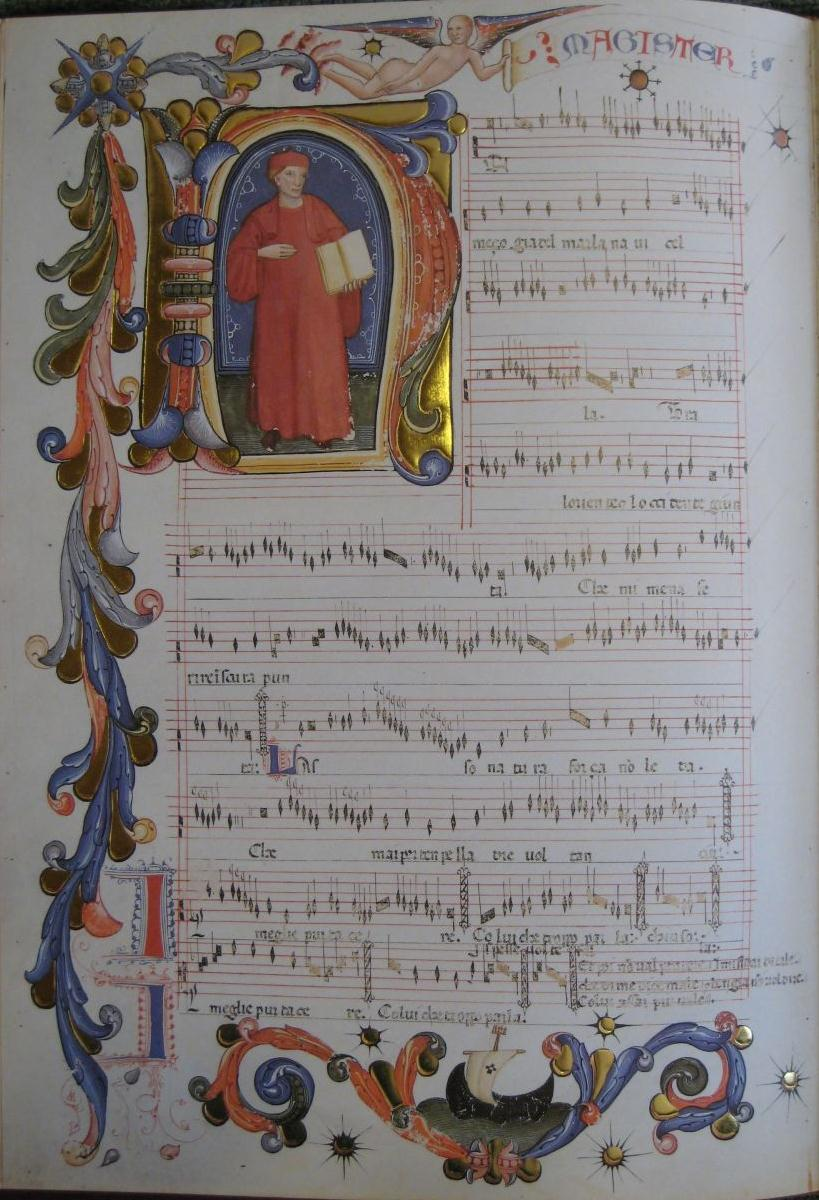
Portrait de Niccolò da Perugia, Codex Squarcialupi

6. Cogliento per un prato (madrigale)
7. Come la gru (madrigale)
8. Come selvagia fera (madrigale)
9. Dappoi che'l sole (caccia)
10. De ! come ben mi sta (ballata)
11. Dio mi guardi (ballata)
12. Donna, posso io sperare ? (ballata)
13. Egli è mal far (ballata)
14. Il megli' è pur tacere (ballata)
15. Io vegio in gran dolo (ballata)

1. I' son c'a seguitar (madrigale)
2. I' son' tuo, donna (ballata)
3. It'a veder ciascun (madrigale)
4. La donna mia (ballata)
5. La fiera testa (caccia-madrigale)
6. Mentre che'l vago viso (ballata)
7. Molto mi piace (ballata)
8. Nel meço già del mar (madrigale)
9. Non dispregiar virtù (madrigale)
10. Non più dirò (Ballata)
11. Non si conosce'l ben (ballata)
12. Non so che di me fia (ballata)
13. O giustitia (madrigale)

1. O sommo specchio (madrigale)
2. Passando con pensier (caccia)
3. Povero pellegrin (madrigale)
4. Qual perseguita (madrigale)
5. Quando gli raggi (madrigale)
6. Rott' è la vela (madrigale)
7. Senpre con umiltà (ballata)
8. State su, donne (caccia)
9. Stato nessun ferma (ballata)
10. Tal mi fa guerra (madrigale)
11. Tal sotto l'acqua (ballata)

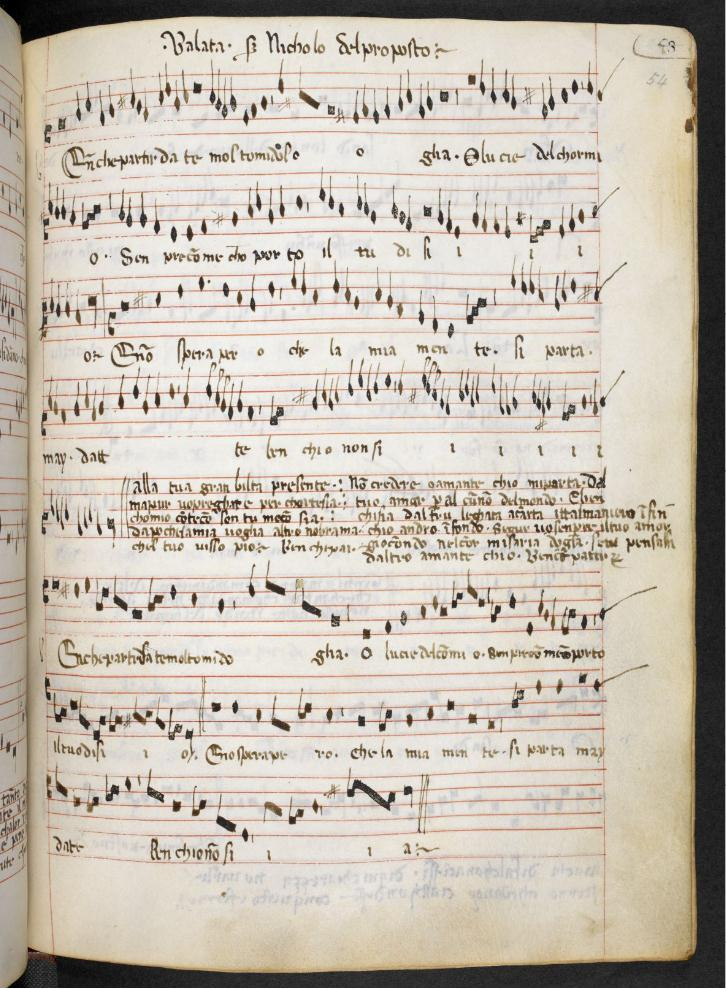
Ballata de Niccolò da Perugia, Benchè partir da te, London: British Library 29987

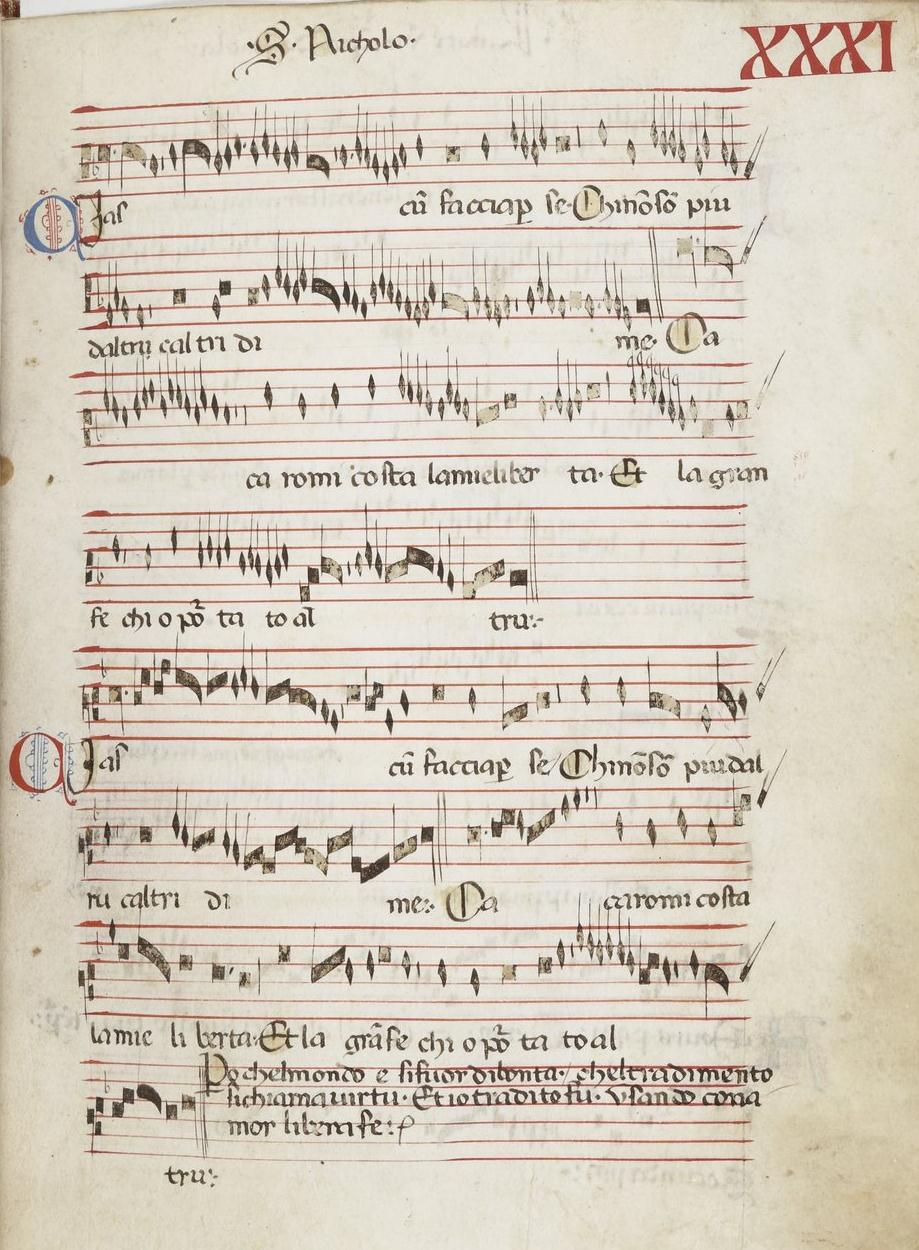
Ballata de Niccolò da Perugia, Ciascun faccia per sè, BnF 568

12. Vidi com' amor piacque (madrigale)
13. Virtù loco non (madrigale)

### Vol. IX - ed. W. Thomas Marrocco:Italian Secular Music, Part 4. 1975
(Ballate, sauf mention contraire)

#### Bartolino da Padova

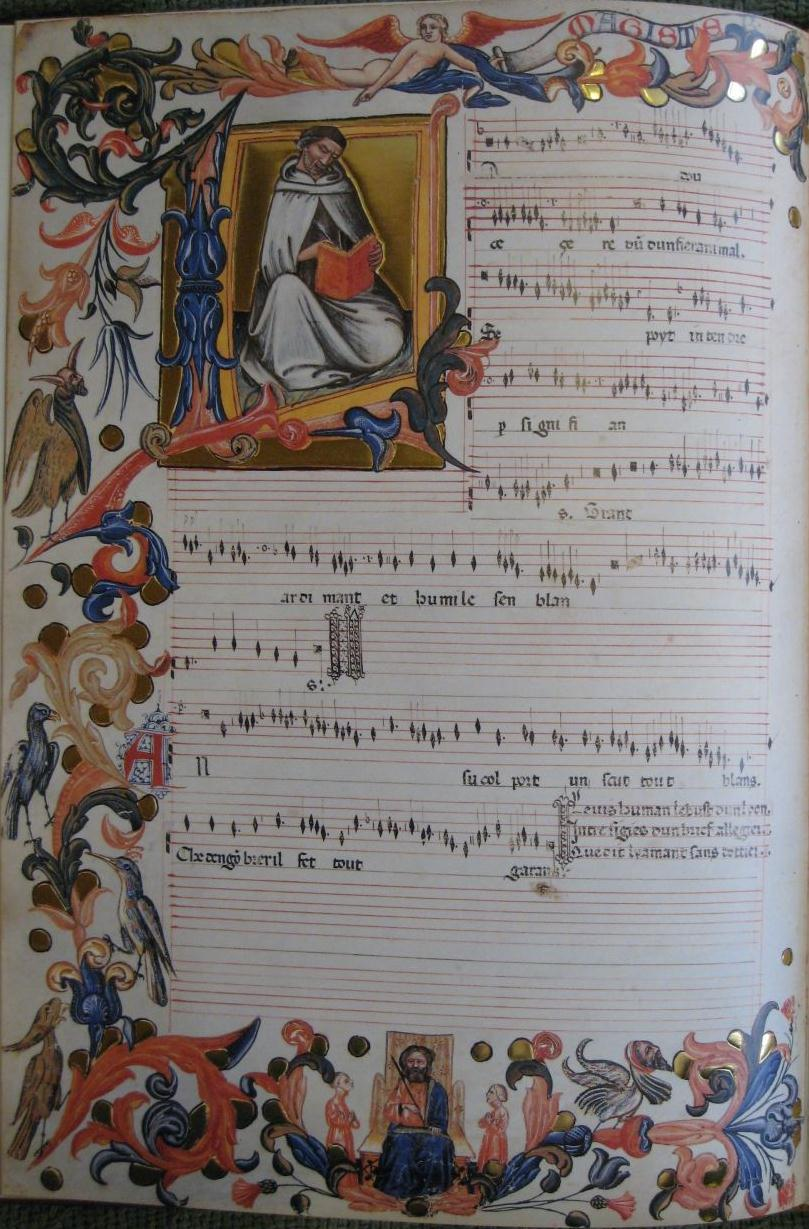
Portrait de Bartolino da Padova, Codex Squarcialupi

1. a) Alba colonba - 1. b) Alba cholumba (madrigale)
2. Ama chi t'ama
3. Amor che nel pensier
4. Chi puo servir
5. Chi tempo à
6. Donna liçadra (madrigale)
7. El no me giova
8. Gioia di novi odori
9. I bei senbianti (madrigale)
10. Inperial sedendo (madrigale)
11. La doulse cere (madrigale)
12. La fiera testa (madrigale)
13. La socrosanta carità
14. Le aurate chiome (madrigale)
15. L'invido per lo ben
16. Madona, bench'io miri

1. Miracolosa toa sembiança
2. Nel sommo grado

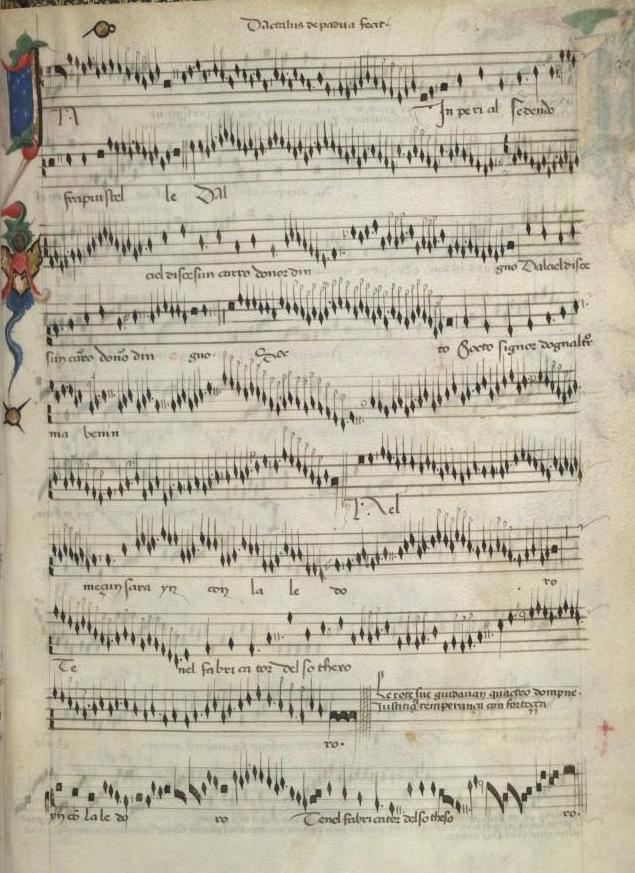
Madrigale de Bartolino da Padova, Imperial sedendo fra più stelle, Manuscrit de Modène, BE α. 5,24

3. a) Non cor[r]er troppo - 19. b) Non correr troppo
4. Perchè cançato è 'l mondo
5. Per figura del celo
6. Per subito comando
7. a) Per un verde boschetto - 23. b) Per un verde boschetto
8. Qual lege move (madrigale)
9. Qual novità
10. a) Quando la terra parturisce - 26. b) Quando la terra parturesse (madrigale)
11. Quando necessità
12. Quel digno de memoria
13. Quel sole che nutricae (madrigale)
14. Ricorditi di me
15. Sempre se trova
16. Senpre, donna, t'amai
17. Se premio di virtù (madrigale)
18. Serva chi puo
19. Serva çiaschuno
20. Strinçe la man
21. Tanto di mio cor
22. Tuo gentil cortesia

#### Egidius de Francia

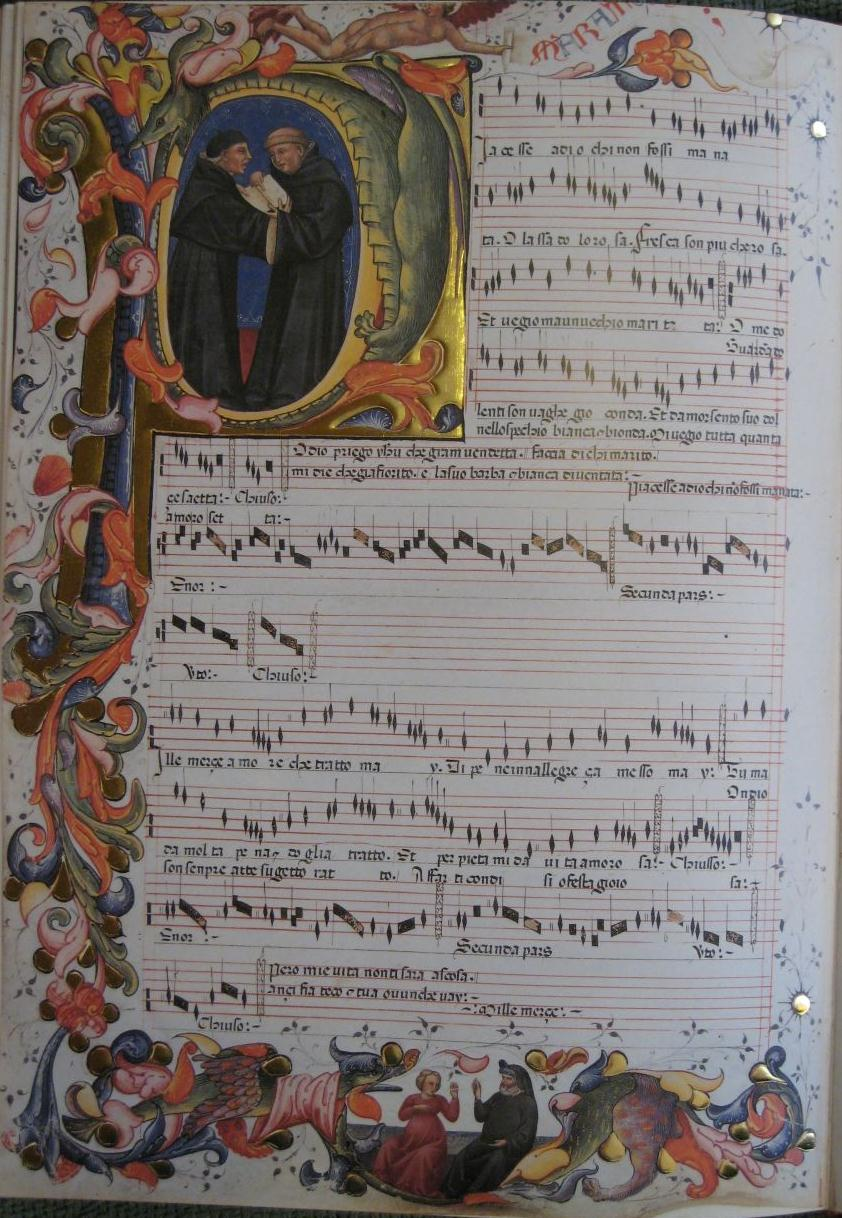
Portrait de Egidius et Guilielmus de Francia, Codex Squarcialupi

1. Alta serena luce
2. Donna, s'amor
3. Mille merçede amore

#### Guilielmus de Francia
1. La neve e 'l ghiaccio (madrigale)
2. Piacesse a Dio
3. Tutta soletta

#### Paolo da Firenze

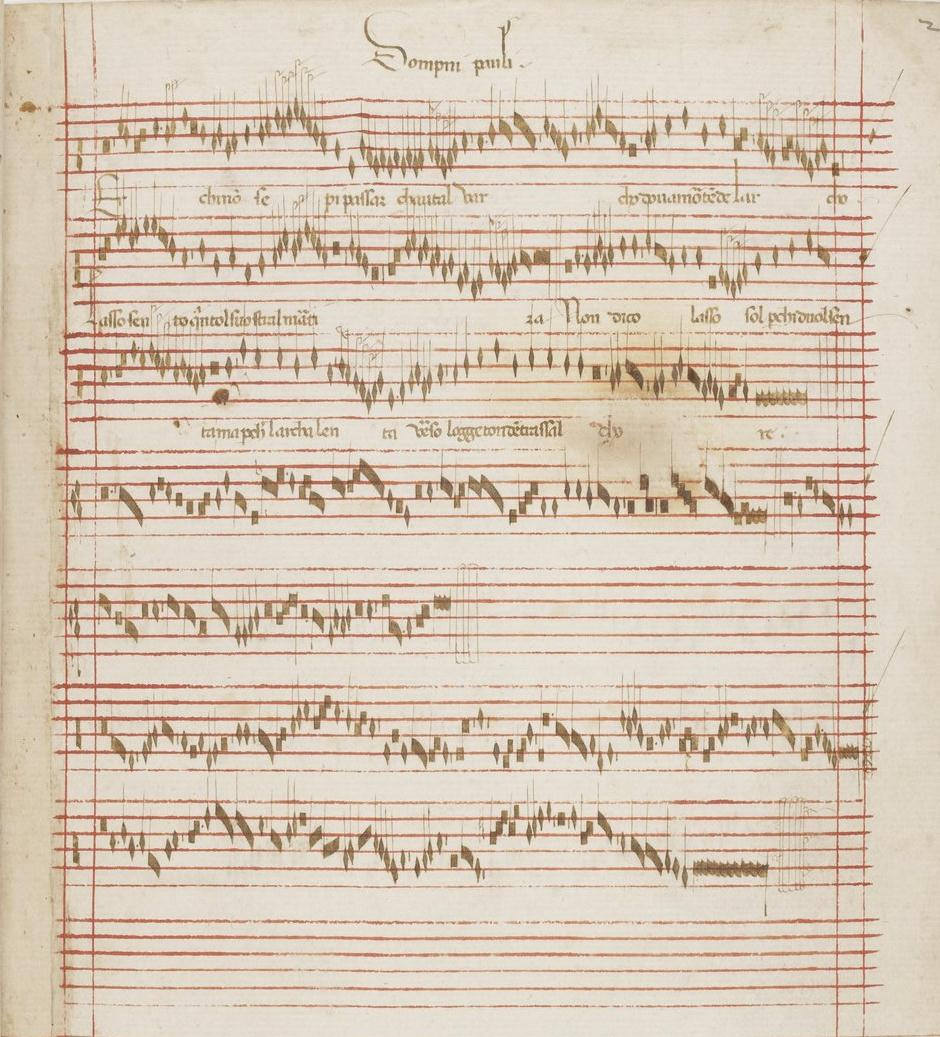
Ballata de Paolo da Firenze, Perch'i' non sepi passar, Codex Reina

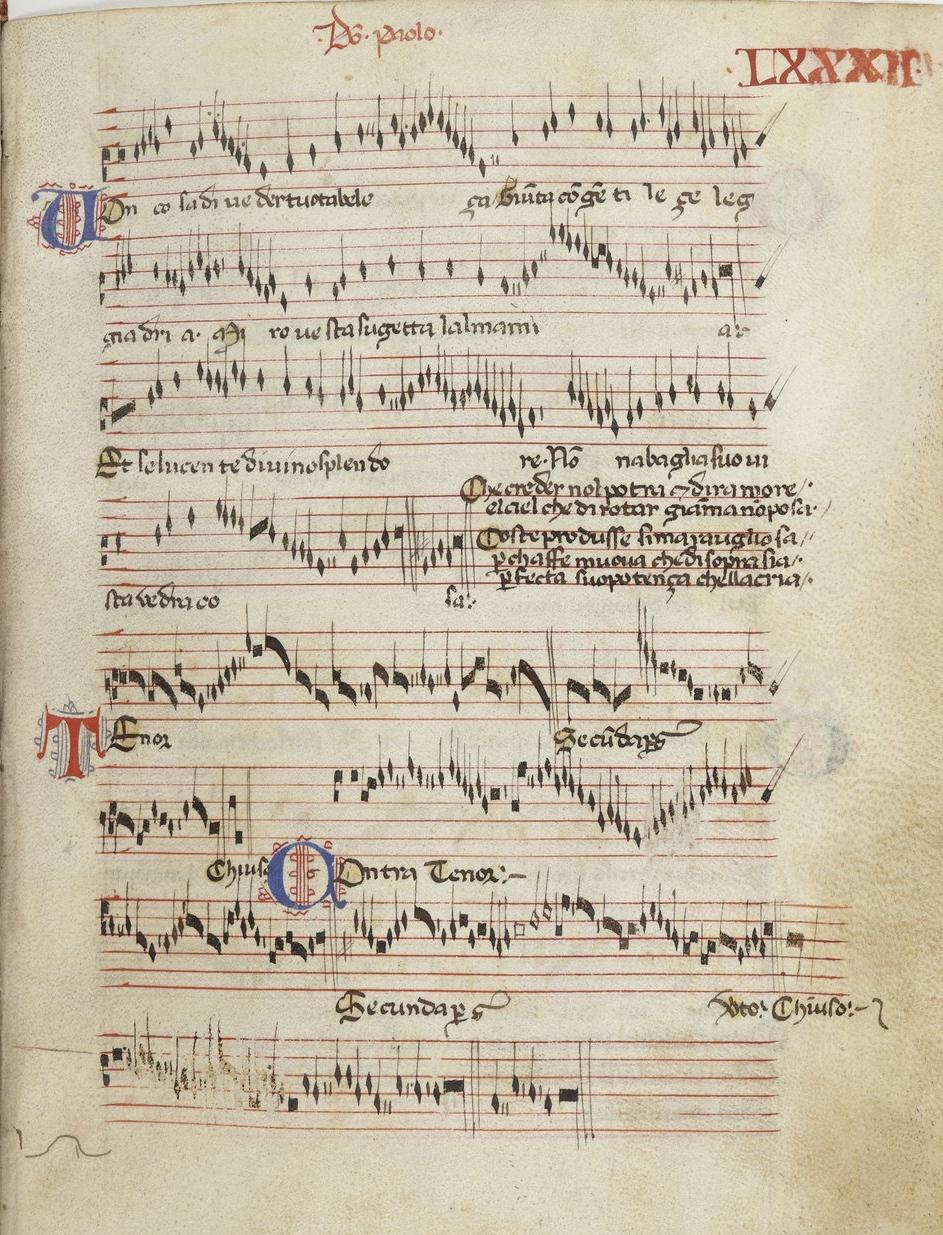
Ballata de Paolo da Firenze, Uon ch'osa di veder, BnF 568

1. Amor, da po' che
2. Amor, de' dimmi
3. Amor, tu solo 'l sai
4. Benchè partito da te
5. Che l'agg'i' fatto
6. Chi vuol veder
7. Corse per l'onde (madrigale)
8. Doglia continua
9. Donna, perchè mi veggi
10. Era Venus (madrigale)
11. Fra duri scogli (madrigale)
12. Godi, Firençe (madrigale)
13. Lasso, grev'è 'l partir
14. La vaga luce
15. Lena virtù
16. Ma', ria, ver di me
17. Nell'ora c'a segar (madrigale)
18. Non c'è rimasa fè
19. Non più infelici (madrigale)

1. Or sie che puo
2. Perchè vendetta
3. Perch'i' non seppi passar
4. Poc'anno di mirar
5. S'amor in cor gentil
6. Se non ti piacque (madrigale)
7. Se per virtù
8. Sofrir m'estuet
9. Tra verdi frondi (madrigale)
10. Una cosa di veder
11. Una fera gentil (madrigale)
12. Un pellegrin uccel (madrigale)
13. Vago et benigno amor
14. Ventilla con tumulto (madrigale)

### vol. X - ed. W. Thomas Marrocco:Italian Secular Music, Part 5. 1977

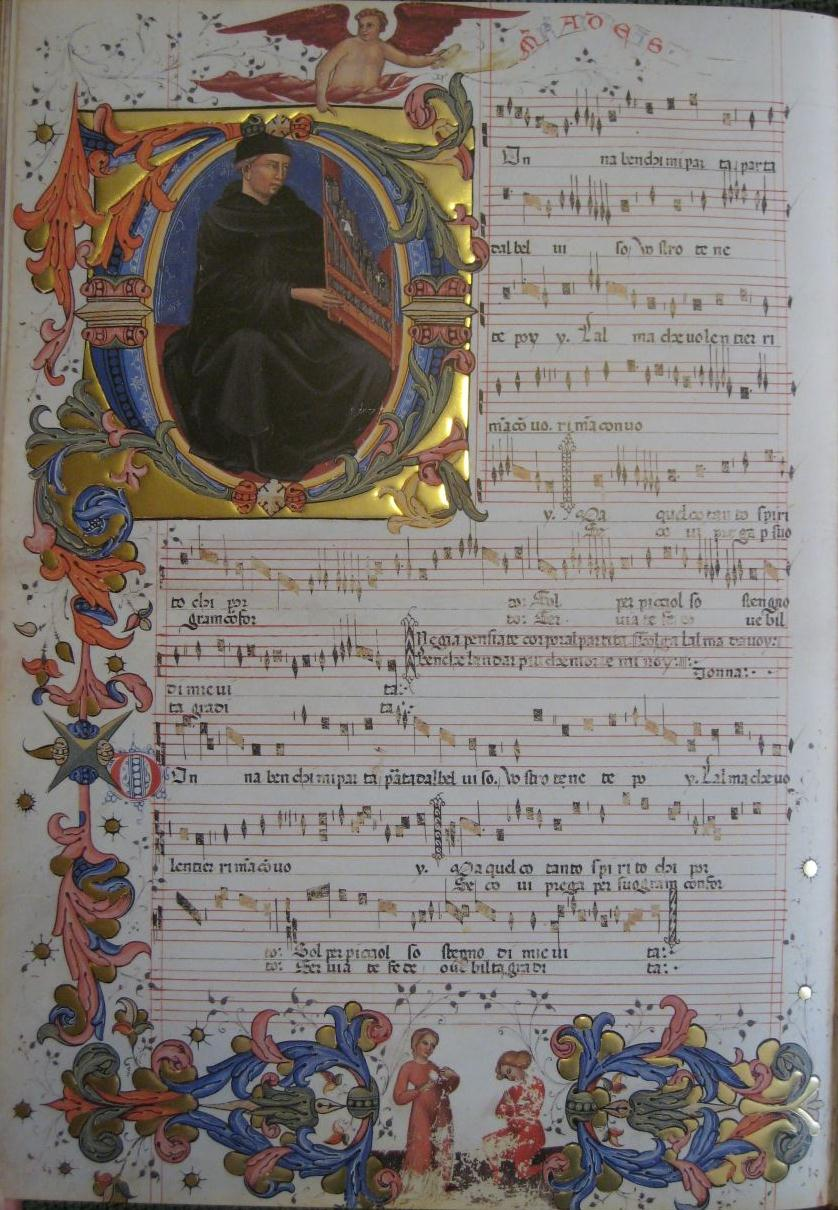
Portrait de Andrea da Firenze, Codex Squarcialupi

(Ballate, sauf mention contraire)

#### Andrea da Firenze

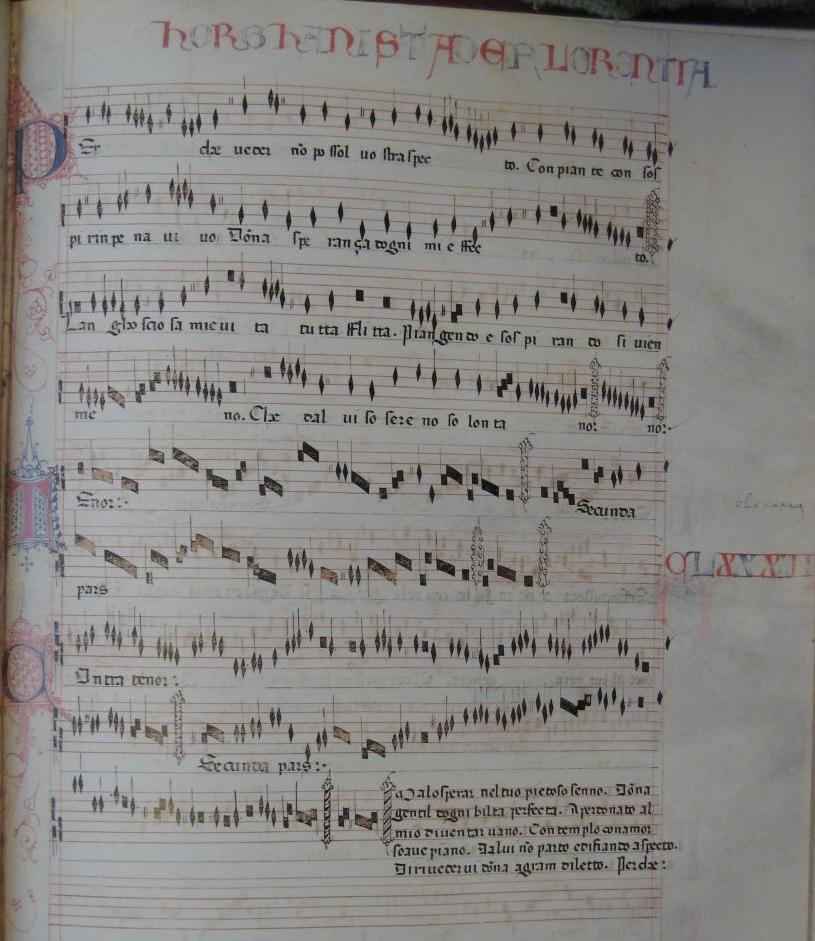
Ballata d'Andrea da Firenze, Perchè veder non posso, Codex Squarcialupi

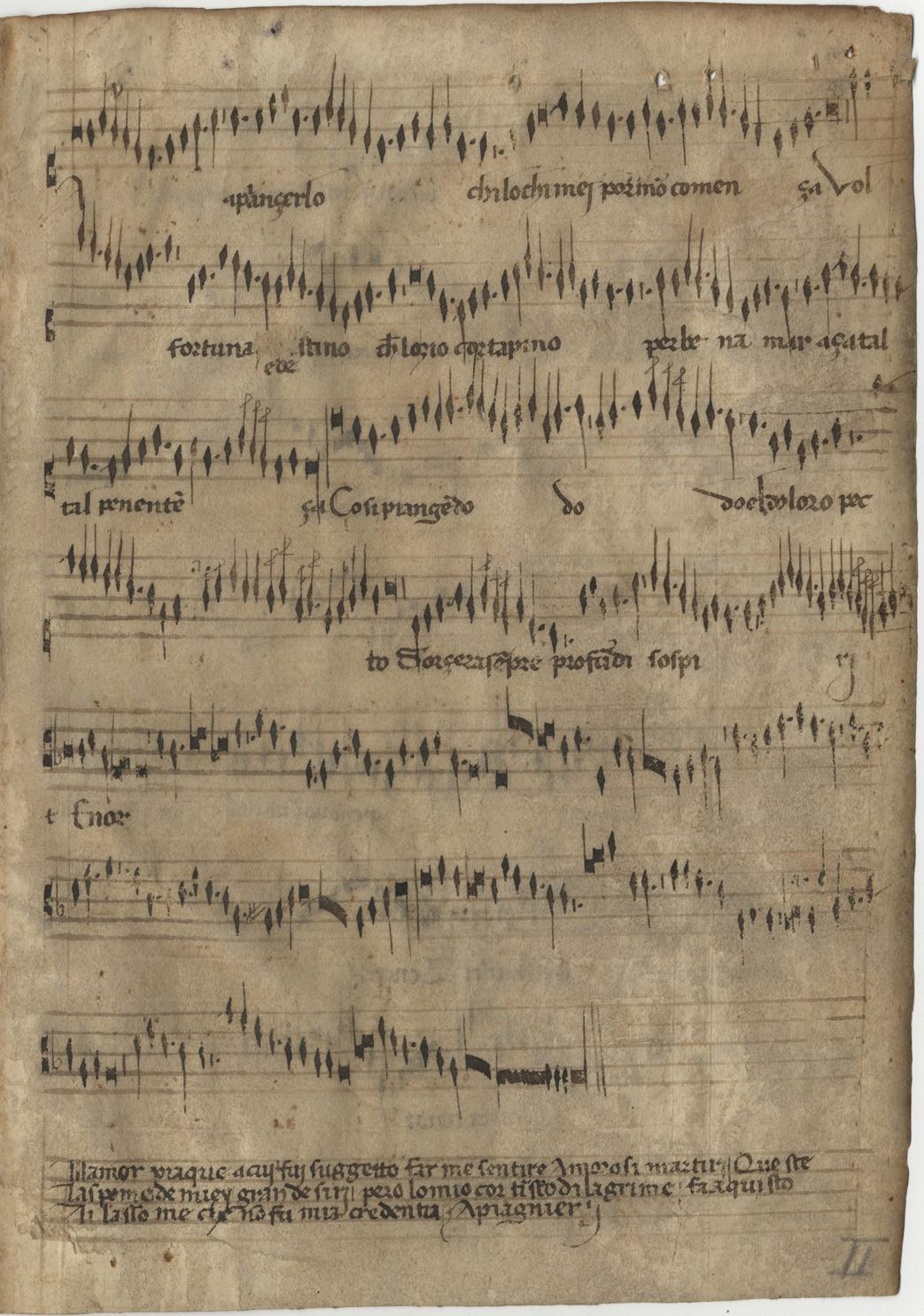
Ballata de Anthonello de Caserta A pianger l'ochi, Pistoia B.3.5

1. Amor già lungo tempo
2. Amor, i' mi lamento
3. Astio non morì mai
4. Checc'altra donna
5. Cosa crudel m'ancide
6. Dal traditor (ballata canonica)
7. Deh, che farò ?
8. Deh, quanto fa gran mal
9. Dolce sperança
10. Donna, bench'i'mi parta
11. Donna, se per te moro
12. Donna, se' raççi
13. E più begli occhi
14. Fili ppaion di fin or
15. Fugite Gianni Bacco

1. La divina giustitia
2. Morrà la 'nvidi' ardendo
3. Non già per mie fallir
4. Non ne speri merçede
5. Non più dogli ebbe Dido
6. Perchè languir mi fai
7. Perchè veder non posso
8. Per fanciulleça tenera
9. Per la ver'honestà
10. Pianto non partirà
11. Presuntion da ignorança
12. Questa legiadra luce

1. Sia quel ch'esser pò
2. Sotto candido vel
3. Voi, non vo' loro

#### Andrea Stephani
1. Con tucta gentileçça
2. I sentì matutino
3. Morte m'à sciolt', amor (madrigale)

#### Antonellus da Caserta

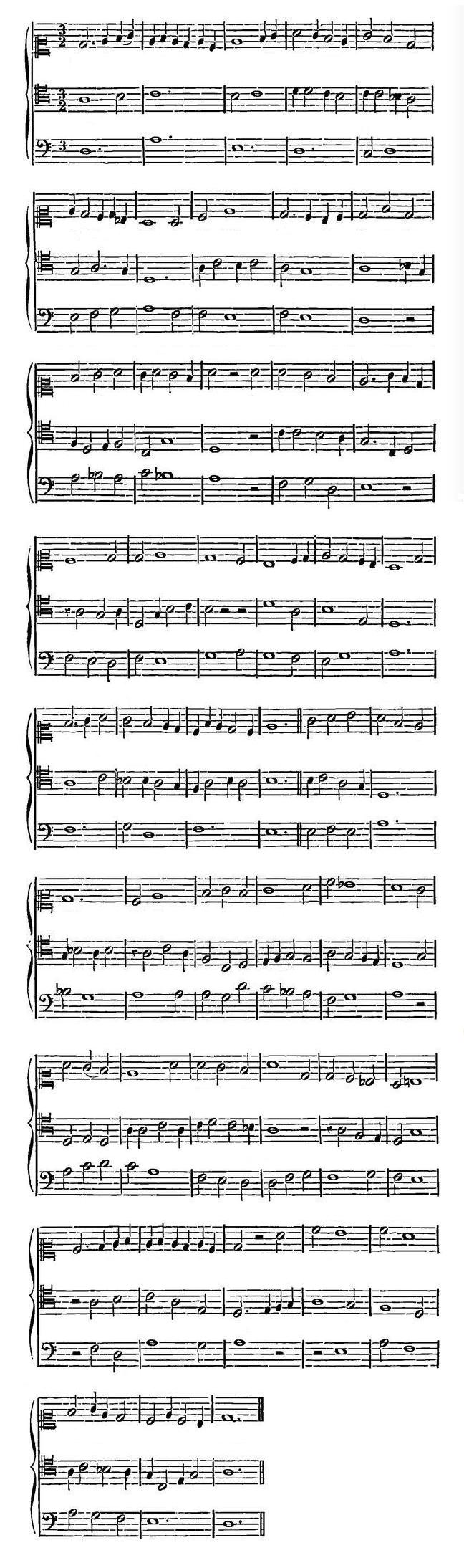
D'après un manuscrit daté de 1375, perdu aujourd'hui, duquel il ne nous reste que cette pièce: la Canzona, Quand' Amor de Jovannes de Florentia (Giovanni da Firenze), transcrite par François Fétis, dans Histoire Générale de la Musique, vol. V, 1876, pp.308-310

1. A pianger l'ochi
2. Con dogliosi martire
3. Deh, vogliateme oldire
4. Del glorioso titolo
5. Madonna, io me ramento
6. Or tolta pur
7. Più chiar che'l sol

#### Anthonius Clericus Apostolicus
1. E ardo in un fuogo

#### Arrigo (Henricus)
1. El capo biondo

#### Jacobelus Bianchi
1. Chi ama ne la lengua
2. L'ochi mie piangne

#### Bonaiuto Corsini (peintre)
1. Amor, tu vedi
2. Donna, non fu già mai
3. Piatà ti mova
4. S'avesse força

#### Ser Feo
1. Già molte volte
2. Omè ! al cor dolente

#### Jovannes de Florentia (Giovanni Mazzuoli)
1. Quand' Amor (canzona)

#### Gian Toscano
1. Se' tu di male in peggio

#### Johannes Fulginatis (Giovanni da Foligno)
1. Merçede, o donna !

#### Jacopo Pianelaio da Firenze
1. Come tradir pensasti

#### Johannes Baçus Correçarius de Bononia
1. Se questa dea

#### Matteo da Perugia
1. Già da rete d'amor
2. Serà quel zorno

#### Nucella
1. De bon parole

#### Franciscus Reynaldus

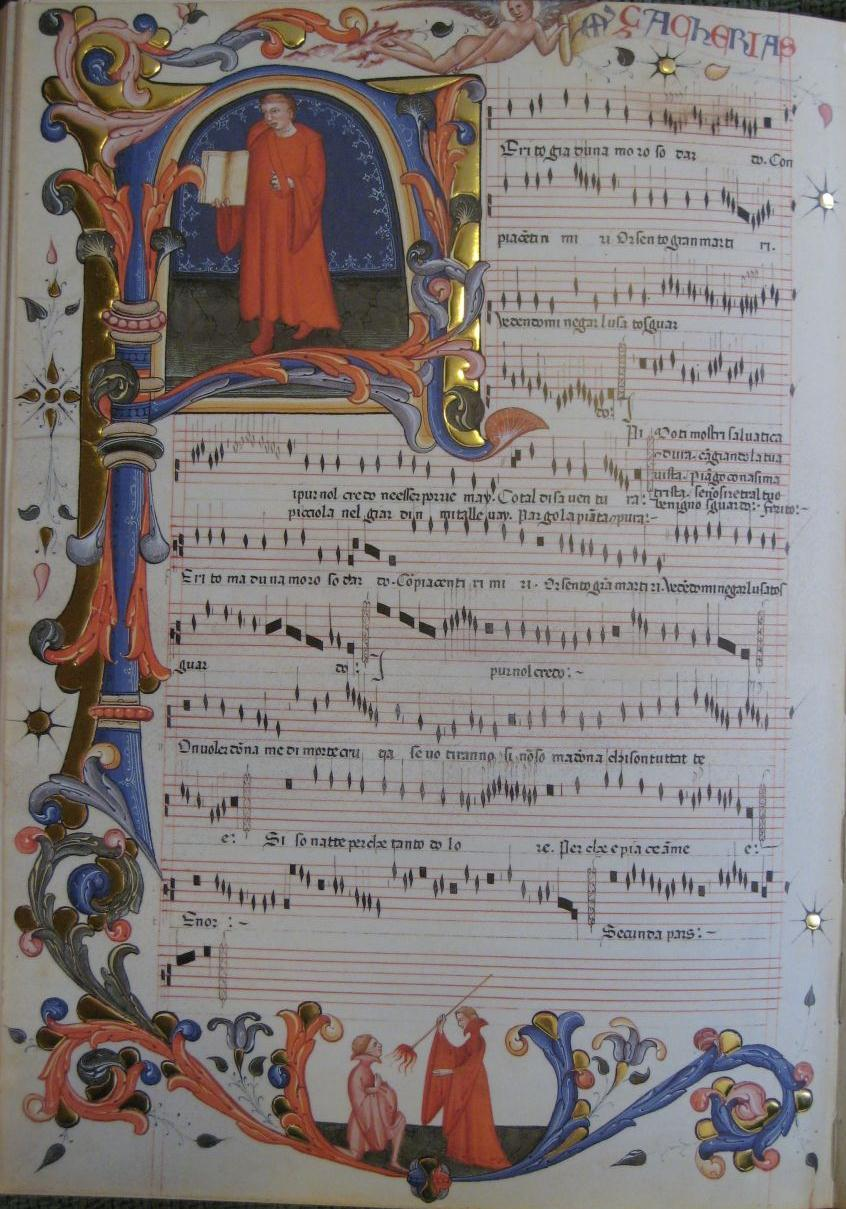
Portrait de Zachara da Teramo, Magister Zacherias, Codex Squarcialupi.

1. L'adorno viso

#### Antonio Zacara da Teramo
1. Ciaramella, me dolçe ciaramella
2. Deus deorum, Pluto
3. Je suy navrés - Gnaff'a le guagnele
4. Nuda non era
5. Roseta che non cançi

#### Magister Zacherias (Chantor)
1. Benchè lontan mi trovi

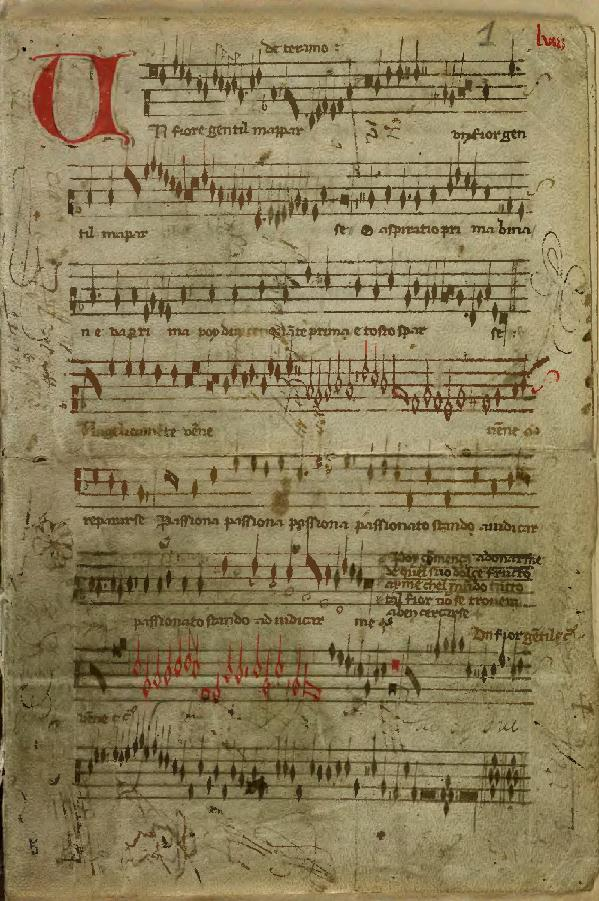
Ballata de Zachara da Teramo Un fiore gentil m'apparse, Codex Mancini (Perugia, Ms. 3065)

2. Cacciando per gustar - Ai cenci, ai toppi (caccia)
3. Dicovi per certança
4. Ferito già
5. Movit'a pietade
6. Non voler, donna
7. Sol mi trafigge 'l cor

#### Nicholaus Zacharie
1. Già per gran nobeltà

#### Zaninus de Peraga de Padua
1. Se le lagrime antique

#### Appendix (fragments)

##### Gratiosus de Padua
1. Alte regina de virtute (lauda)

##### Jacobus Corbus de Padua
1. Amor m'a tolto

##### Antonius Zachara da Teramo
1. Ad ogne vento
2. Amor nè tossa
3. Porans ploravi (madrigale)
4. Un fior gentil

### Vol. XI - ed. W. Thomas Marrocco:Italian Secular Music, Part 6. 1978

#### Anonymous Ballate
1. Achurr'uomo
2. Altro che sospirar
3. Amore a lo to' aspetto
4. Amor, merçè
5. Amor mi fa cantar
6. Amor mi stringe
7. Astio non morì mai, nè pò
8. A tanti homini
9. Aymè, per tutto
10. Bench' i'serva

1. Checc' a tte piaccia
2. Che pensi di me far ?
3. Che ti çova nascondere
4. Chi temp' à per amore
5. Chi vole amar
6. Chosa non è ch'a sè
7. Come' nfra l'altre donne
8. Cob lagreme sospiro
9. Deduto sei a quel
10. Deh, belle donne
11. Deh, dolçe morte
12. Deh, fa' per quella speme
13. Deh, non me fare languire
14. Deh, passa temp' amaro
15. Deh, tristo mi topinello
16. De mia farina
17. Dolce lo mio drudo
18. Dolçe mie donna

1. Donna fallante mira
2. Donna nascosa
3. Donna, se'l cor m'aperçi
4. Donna, tu pur invechi
5. Donne e fanciulle
6. Eh, vatene segnor mio
7. En biancha vesta
8. Fa se 'l bon servo
9. Fatto m'à' sdegno
10. Fenir mia vita
11. Fugir non posso
12. Già la sperança
13. Gli atti col dançar

1. In quella parte
2. I' son un pellegrin
3. Lasso, per ben servire
4. Lucente stella
5. Merçè, o morte
6. Merçè, per Dio

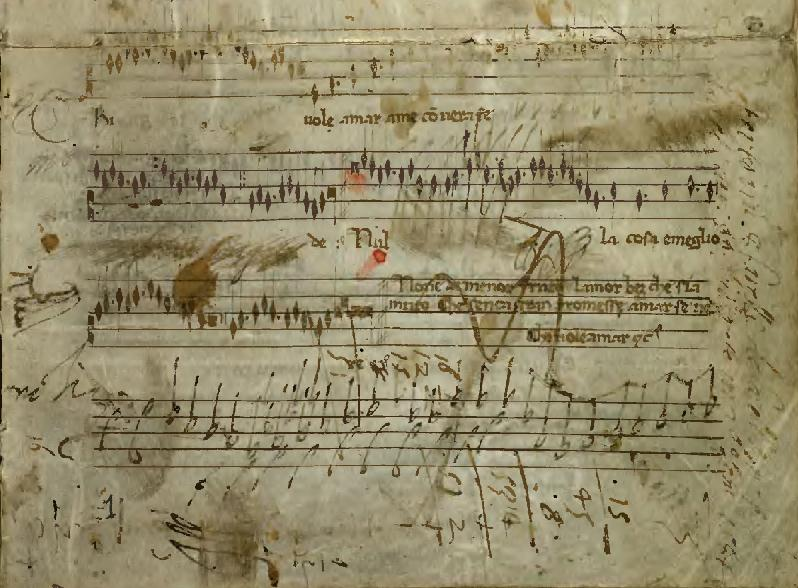
Ballata anonyme (Johannes Ciconia), Chi vole amar, Codex Mancini (Perugia, Ms. 3065)

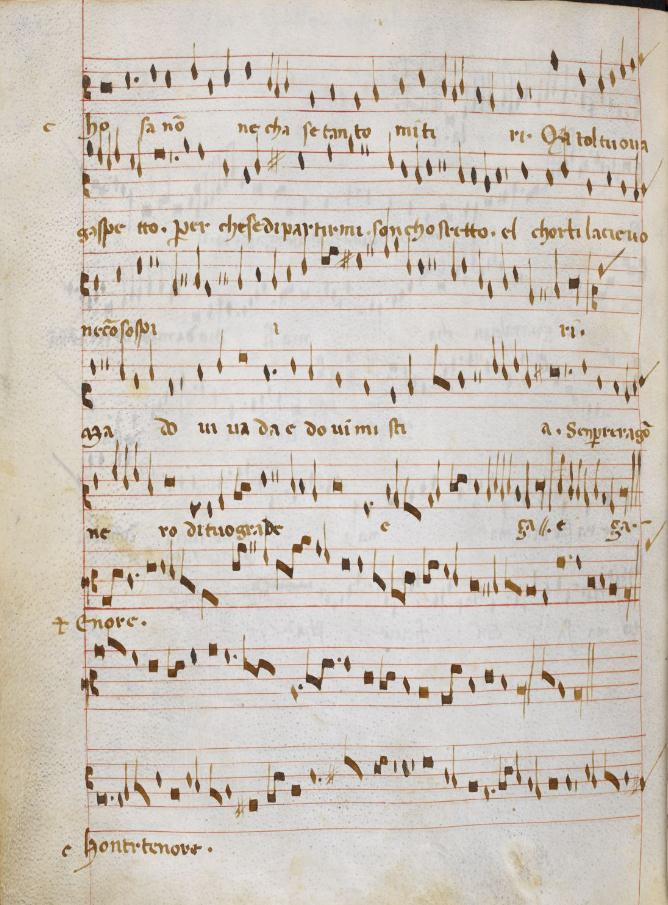
Ballata anonyme, Cosa non è ch'a sé tanto mi tiri, Londres : British Library 29987

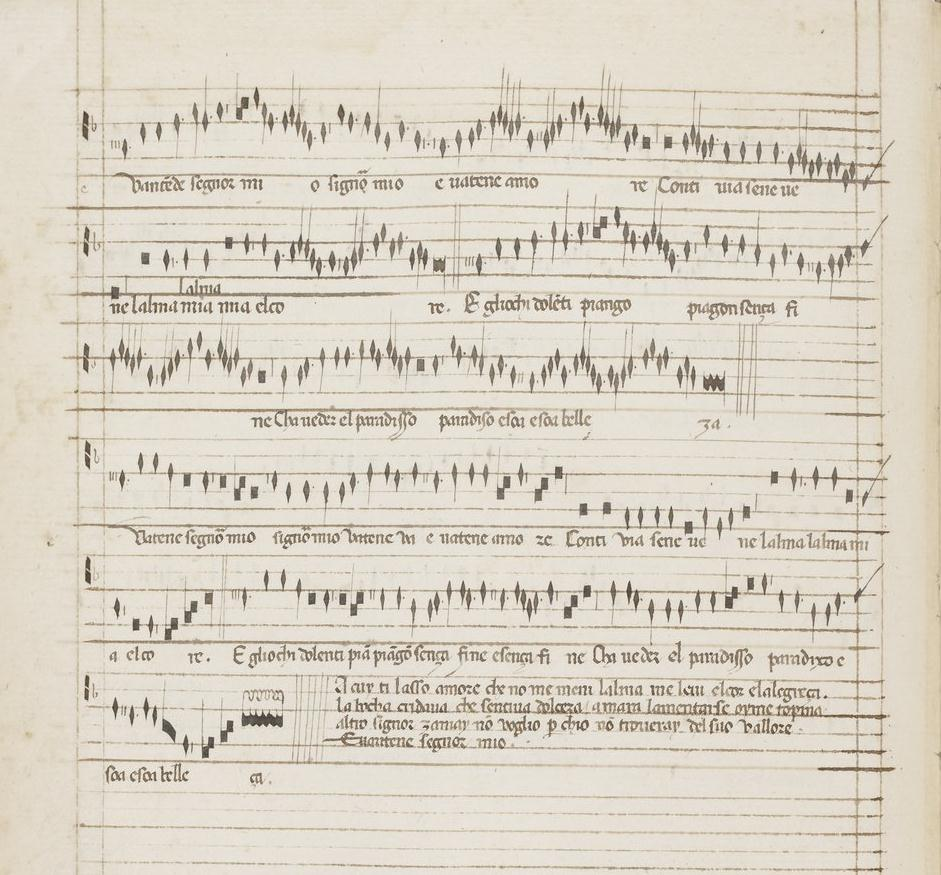
Ballata anonyme, Eh, vatene, segnor mio, Codex Reina.

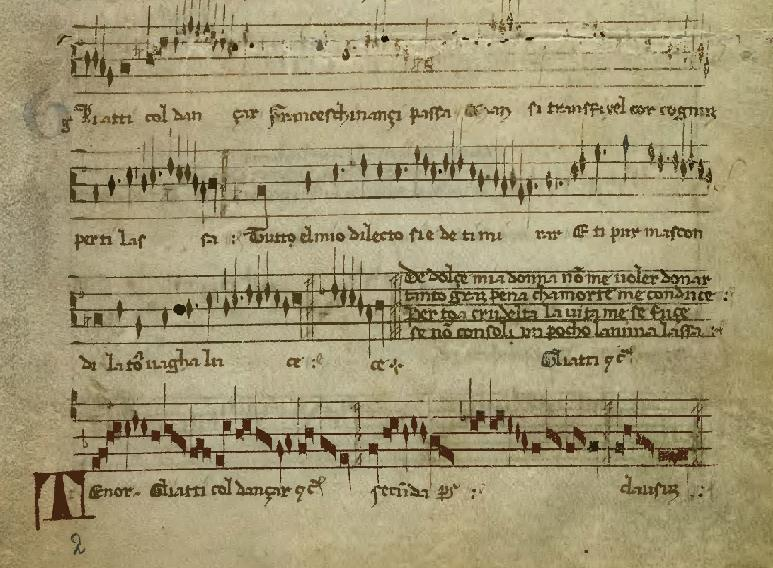
Ballata anonyme (Johannes Ciconia), Gli atti col dançar, Codex Mancini (Perugia, Ms 3065)

7. a) Merçè, te chiamo - 48. b) Merçè, te chiamo

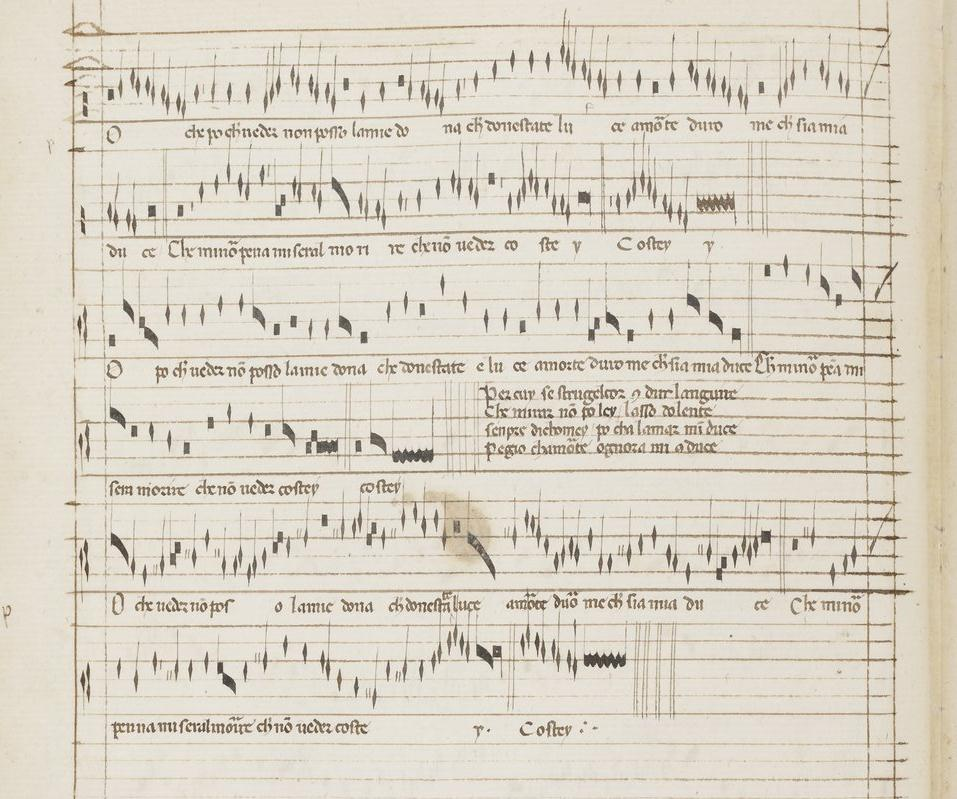
Ballata anonyme, Po' che veder non posso la mie donna, Codex Reina

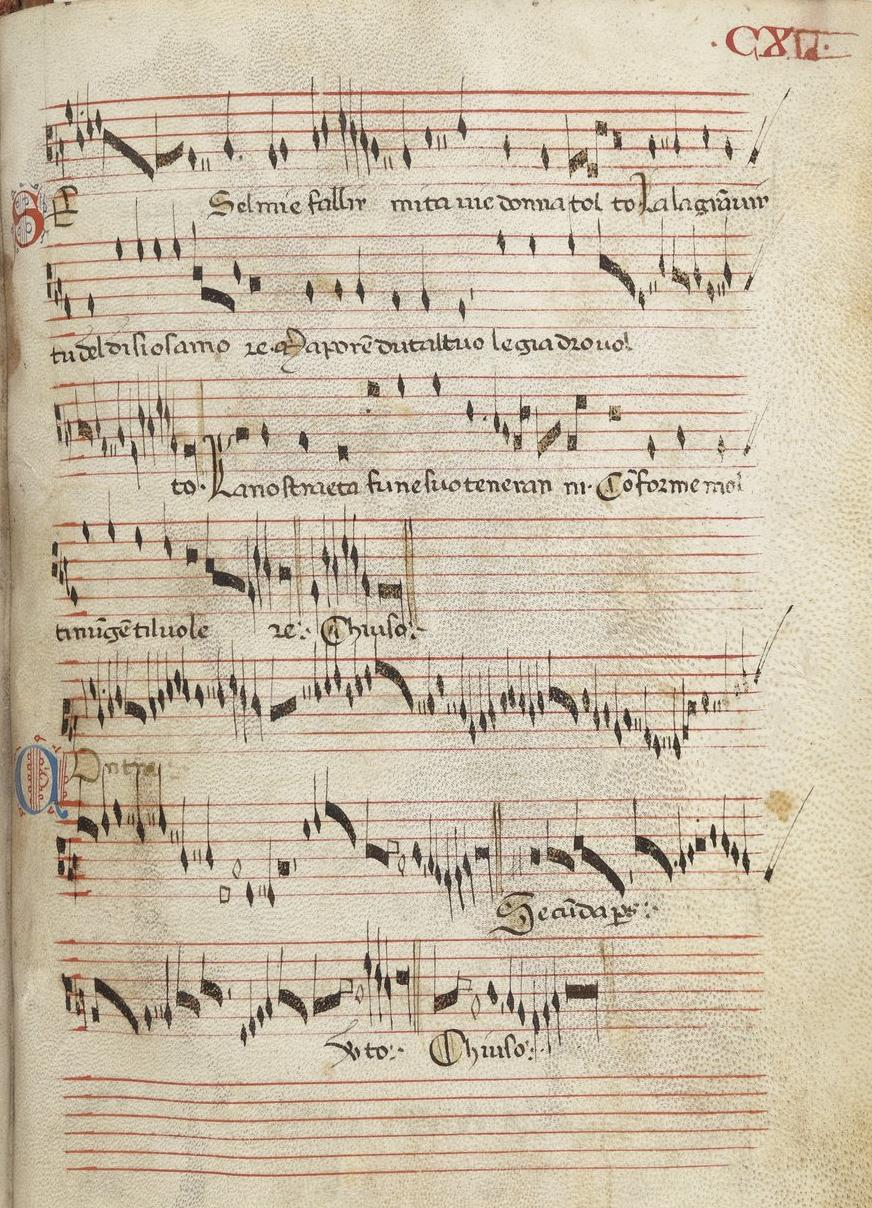
Ballata anonyme Se 'l mie fallir mi t'avie, BnF 568

8. Mort'è, la fè
9. Non credo, Donna
10. Non formò Cristi
11. Non per mio fallo

1. Non posso far buchato
2. Non senti', Donna
3. O bella rosa
4. Ochi piangete
5. O donna crudele
6. O graciosa petra
7. Omai, çascun se doglia
8. O me ! s'io gli piango
9. O zentil madona
10. Per tropo fede
11. Piangono l'ochi
12. Po' che veder non posso

1. Poi ch' amor vol'
2. Se già seguir
3. Se le n'arà pietà
4. Se 'l mie fallir
5. Senpre serva
6. Se partir mi convien
7. Se per dureça
8. Sie mille volte benedetta
9. Spesso fortuna
10. Spinato intorno
11. State a Dio
12. Strençi li labri
13. Tra sperança e fortuna
14. Troveraço merçé

#### Appendix (fragments ou morceaux incomplets)
1. Amor, per ti sempre ardo
2. Bench' amar
3. Cum martelli - La mantacha (motet)
4. Mille merçè
5. O chuor del corpo
6. Viva San Marcho (antiphon)

### Vol. XII - ed. Kurt von Fischer, F. Alberto Gallo:Italian Sacred Music, Part 1. 1976

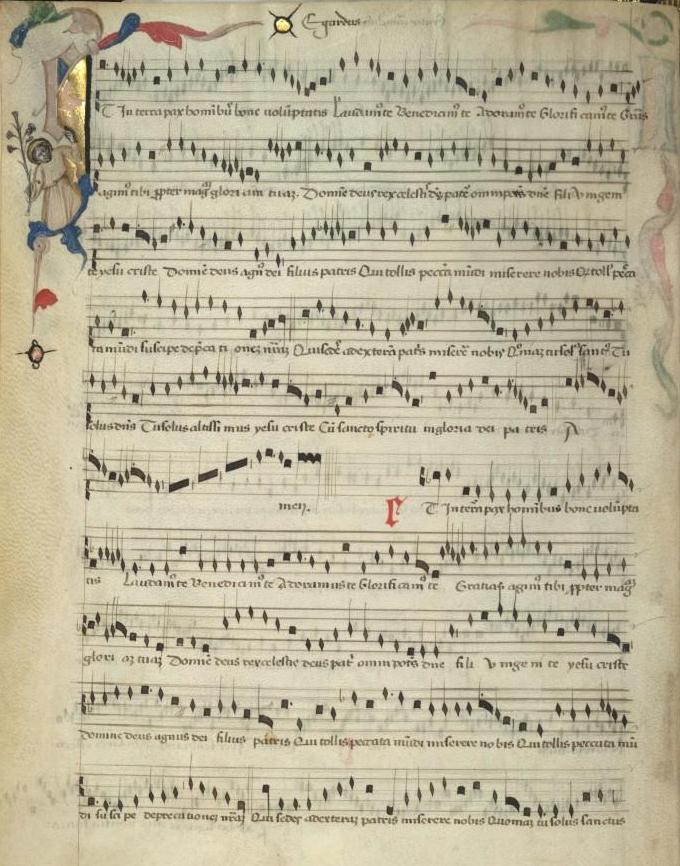
Gloria, Egardus, Manuscrit de Modène

#### Settings of the Ordinary of the Mass

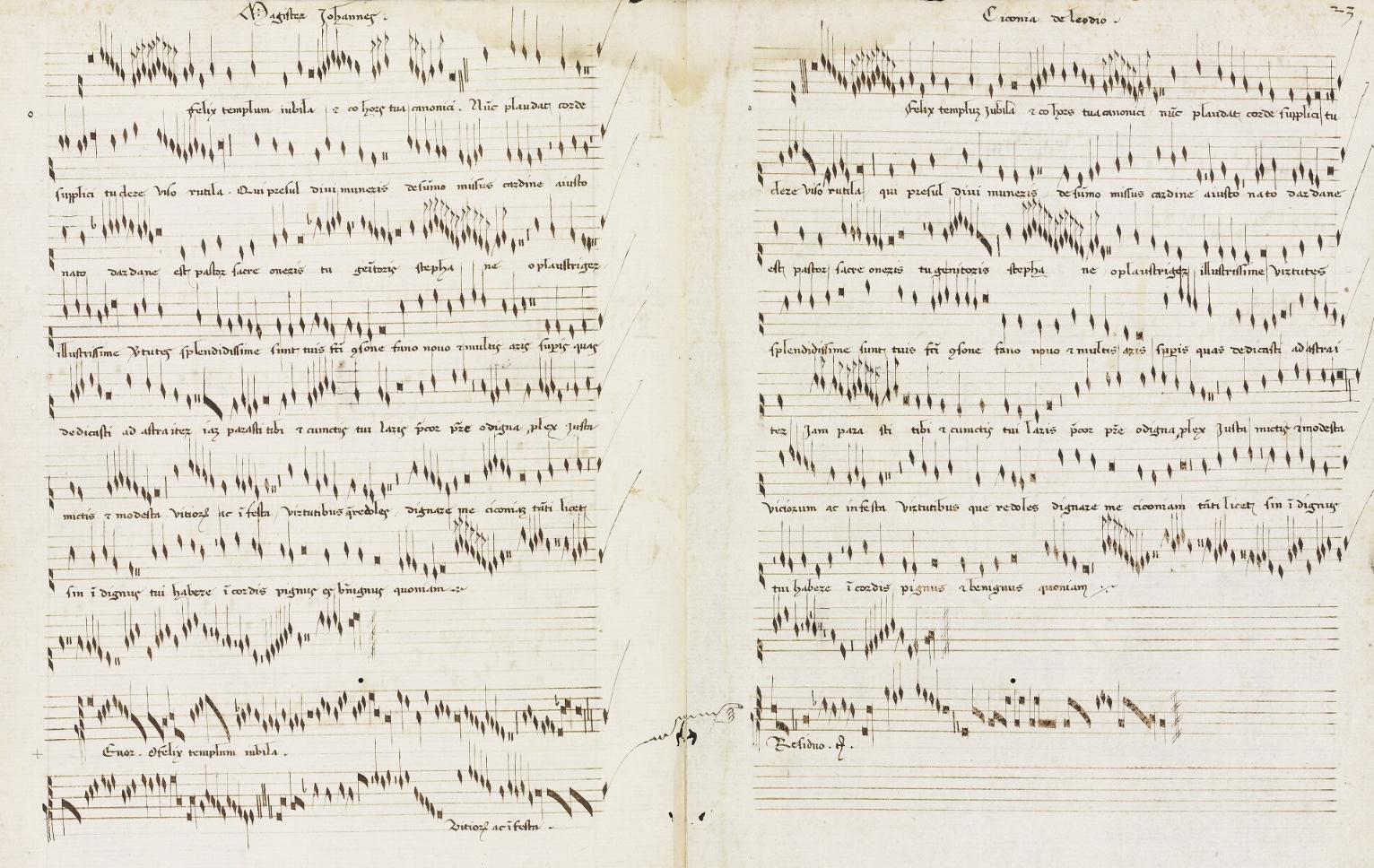
Motet O felix templum jubila de Johannes Ciconia, Oxford: Bodleian Library, MS. Canon. Misc. 213

1. Kyrie Rondello
2. Gloria
3. Gloria (Gheradello)
4. Gloria (fragment)
5. Gloria
6. Gloria (Gratiosus)
7. Gloria (Egardus)
8. Gloria
9. Gloria - Clementiae pax
10. a) Credo - 10. b) Credo
11. a) Credo - 11. b) Credo
12. Credo (Bartholus)
13. Credo
14. Credo (Philipoctus de Caserta) (fragment)

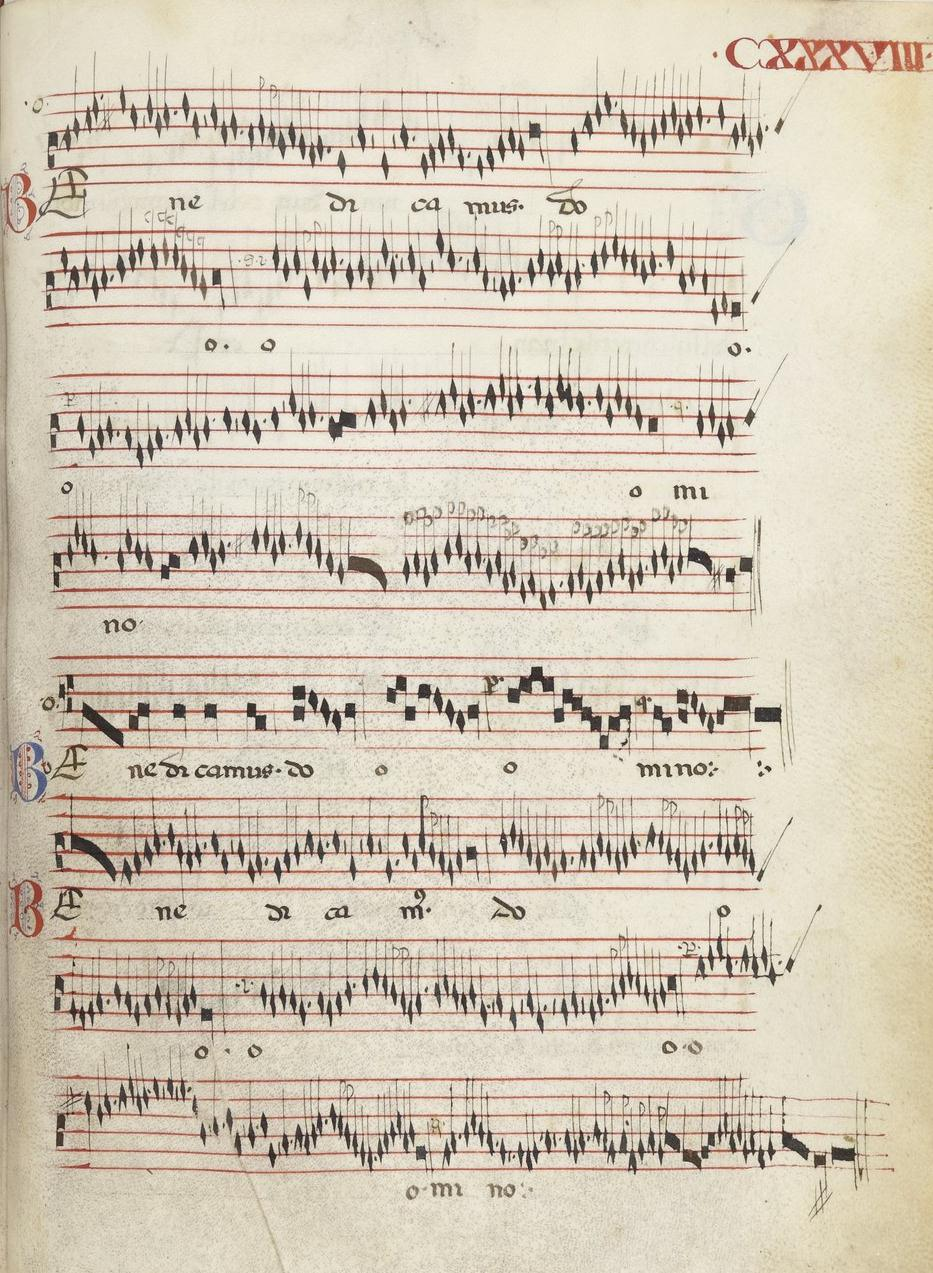
Paolo da Firenze, Benedicamus Domino, BnF 568, 138

15. Sanctus (Lorenzo)

1. Sanctus
2. Sanctus (Gratiosus)
3. Sanctus (Mediolano)
4. Sanctus (Barbitonsoris)
5. Agnus Dei (Gherardello)

#### BenedicamusSettings
1. Benedicamus
2. Benedicamus
3. Benedicamus
4. Benedicamus
5. Benedicamus
6. a) Benedicamus - 6. b) Benedicamus
7. Benedicamus (Paolo)
8. Verbum Patris hodie (Benedicamus trope)
9. Benedicamus Quem chorus

#### Settings of the Proper of the Mass and for Processions

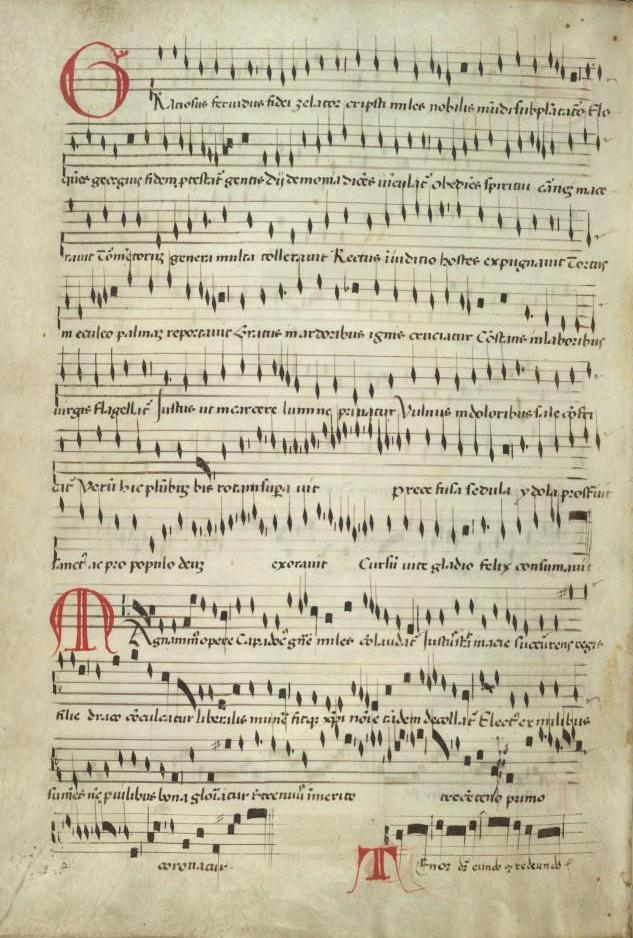
Motet anonyme Gratiosus fervidus / Magnanimus opere / Alleluia praeveniamus, Manuscrit de Modène, BE α. 5,24

1. Gaudeamus omnes (Introitus) (Paolo)
2. a) Quare sic aspicitis 2. b) Quis est iste 2. c) Iste formosus

#### Motets et autres pièces sacrées
1. Ortorum virentium / Virga Yesse / [Victimae paschali laudes]
2. Ave Jesu Christe
3. Veni Sancte Spiritus / Veni Pater divine
4. Ave vivens hostia / Organum
5. Dulcis Jesu memoria / Jesu nostra redemptio
6. Ave Regina / Mater innocencie / [Ite missa est] (Marcus Paduanus)
7. Ave corpus sanctum gloriosi Stefani / Exaudi, protomartir / Adolescens protomartir
8. Cetus inseraphici / Cetus apostolici / [Salve Regina] (fragment)
9. Cantano gl'angiol lieti / Sanctus
10. O Maria virgo davitica / O Maria, maris stella
11. Hic est precursor
12. Gratiosus fervidus / Magnanimus opere / [Alleluia praeveniamus]
13. Ave verum corpus
14. Verbum caro factum est
15. Verbum caro factum est

#### Appendix I:Liturgical Pieces from theFaenza Codex

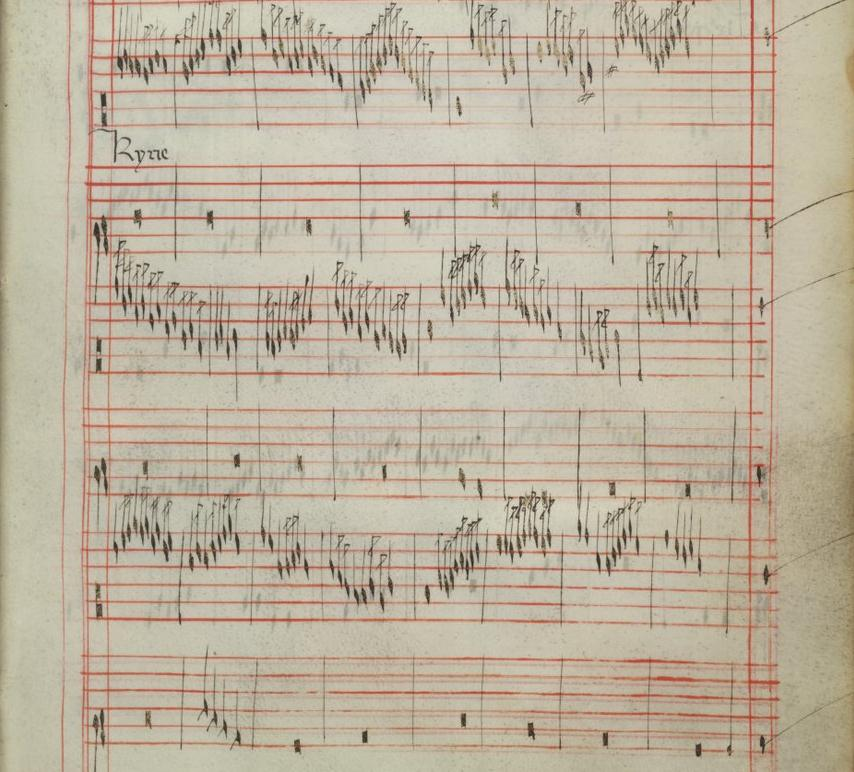
Kyrie Cunctipotens Genitor Deus, Codex Faenza

1. Kyrie
2. Gloria
3. Benedicamus
4. Kyrie
5. Kyrie
6. Gloria
7. Ave maria stella
8. Benedicamus

#### Appendix II:14th and Early 15th Century Sacred Polyphonic Pieces from Italian Manuscripts not Published in this Volume
1. Fragmentary trecento pieces
2. Pieces in square notation
3. Secular and paraliturgical motets by Italian composers
4. Sacred pieces of French origin in Italian manuscripts
5. Liturgical pieces and motets by Antonius Zacara da Teramo, Johannes Ciconia, Matheus de Perusio and other sacred pieces from the early 15th century
6. Liturgical contrafacta
7. Lauda texts among the Italian ballate
8. Lauda contrafacta of madrigals and ballate

### Vol. XIII - ed. Kurt von Fischer, F. Alberto Gallo:Italian Sacred Music, (Part 2) etCeremonial Music. 1987

#### Settings of the Ordinary of the Mass
1. Kyrie: Summe clementissime
2. Kyrie (contrafactum) (F. Landini)
3. Gloria Micinella (A. 'Zacharias')
4. Credo Cursor (A. 'Zacharias')
5. Gloria Rosetta (A. 'Zacharias')
6. Gloria Fior gentil (A. 'Zacharias')

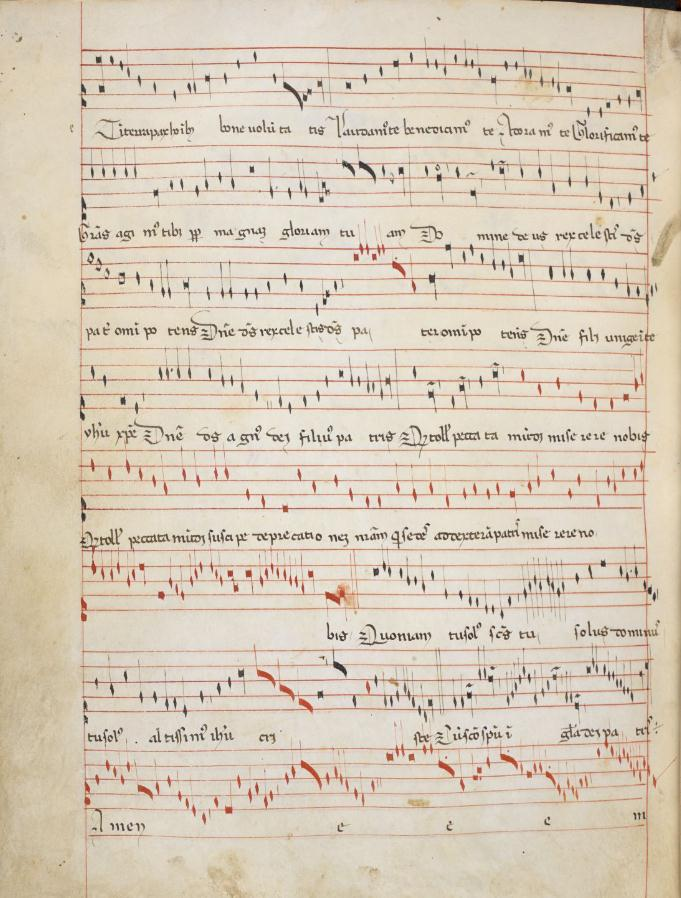
Gloria, Zaccara da Teramo, London: British Library 29987

7. Gloria - Gloria, laus, honor (A. 'Zacharias')
8. Gloria (Adongni vento) (A. 'Zacharias')
9. Gloria Anglicana (A. 'Zacharias')
10. Gloria (A. 'Zacharias' ?)
11. Gloria (M. de Perusio)
12. Gloria (M. de Perusio)
13. Gloria (M. de Perusio)
14. Gloria (M. de Perusio)
15. Gloria (M. de Perusio)
16. Gloria (M. de Perusio ?)

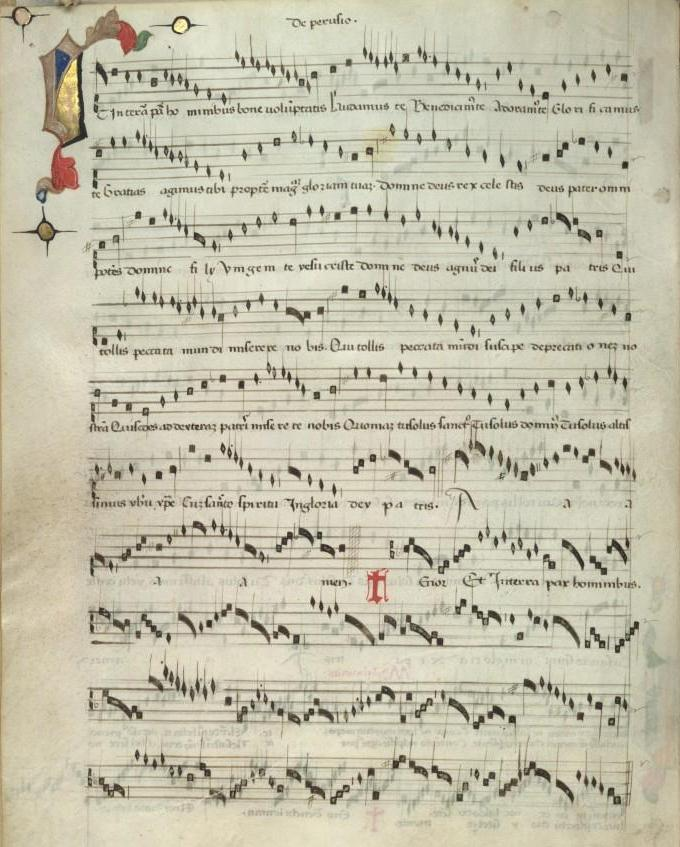
Gloria, Matheus de Perusio, Manuscrit de Modène, BE α. 5,24

17. Gloria: Spiritus et alme (M. de Perusio ?)

1. Gloria: Spiritus et alme (Egardus)
2. Credo Scabroso (A. 'Zacharias')
3. Credo Deus deorum (A. 'Zacharias')
4. Credo (A. 'Zacharias')
5. Credo Du vilage (A. 'Zacharias')
6. Credo (A. 'Zacharias')
7. Credo (M. de Perusio ?)
8. Credo (M. de Perusio ?)
9. Credo
10. Credo
11. Sanctus
12. Sanctus
13. Sanctus: Admirabilis splendor
14. Sanctus
15. Agnus Dei
16. Agnus Dei (contrafactum) (F. Landini)
17. Deo gratias

#### Autres chants litugiques

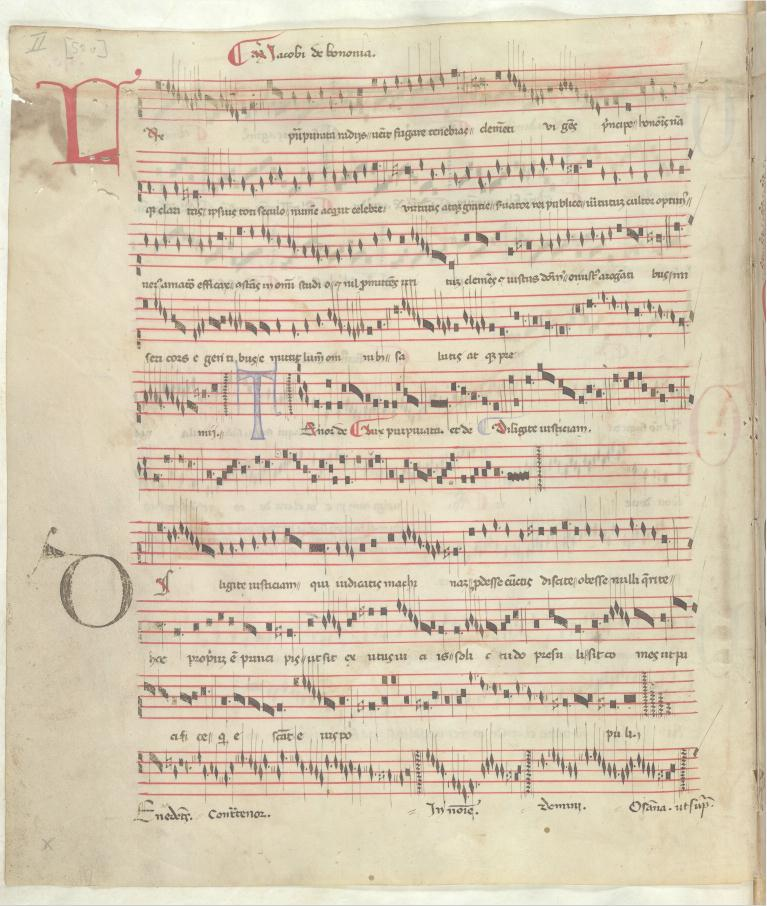
Motet de Jacopo da Bologna, Lux purpurata radiis / Diligite iusticiam, Padoue, Biblioteca Universitaria 1475

1. Crucifixum in carnee felix (hymn)
2. Alleluya
3. Ave stella matutina (sequence)
4. Celi solem sequitur (sequence)
5. Iste confessor (hymn)
6. Letare felix (hymn)
7. Puer natus (hymn)

#### Motets et compositions cérémoniales

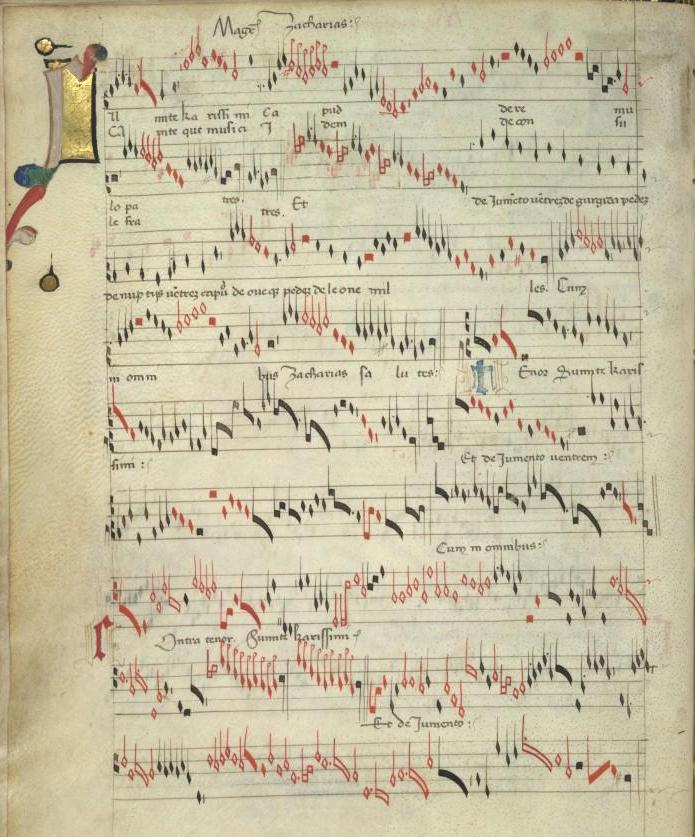
Ballade de Zaccara da Teramo, Sumite Karissimi, Manuscrit de Modène, BE α. 5,24

1. Hec medela (Bonaiutus de Casentino)
2. Lux purpurata - Diligite iusticiam (Jacobus de Bononia)
3. Marce, Marcum imitaris
4. Sumite karissimi (A. 'Zacharias')
5. Ave sancta mundi salus - Agnus Dei (M. de Perusio)
6. Laurea martiri - Conlaudanda est (M. de Perusio ?)
7. Furnos reliquisti - Equum est (Egardus)
8. Argi vices Polyphemus - Tum Philemon (Nicolaus Frangens de Leodio ?)

#### Pièces instrumentales et fragments
1. Kyrie (instrumental)
2. Gloria (instrumental fragment)
3. Gloria - Descendit Angelus (Rentius de Ponte Curvo)
4. Gloria
5. Gloria
6. Credo (A. 'Zacharias')
7. Credo
8. Credo
9. Credo
10. Credo
11. Sanctus
12. Salve Regina
13. Laudibus dignis (Jacobus de Bononia ?)
14. Florencia mundi speculum - Parce pater pietatis
15. Leonarde, pater inclite
16. Principum nobilissime (F. Landini ?)
17. ...D...e qua chordis - Trinitatem
18. Celice rex regum
19. Deo gracias conclamemeus
20. Agentem gentem

### Vol. XIV - ed. Ernest H. Sanders:English Music of the Thirteenth and Early Fourteenth Centuries. 1979

#### Settings of English Texts
1. Jesu Cristes milde moder
2. Edi beo ƿu hevene quene
3. Foweles in ƿe frith
4. a) Sumer is icumen in - 4. b) Perspice Christicola

#### LatinSequences,Tropes,Conductus,Rondelli,Cantilenae
1. Verbo celum quo firmatur
2. Salve mater salvatoris
3. Stillat in stellam radium
4. O labilis o flebilis
5. Risum fecit sare
6. Miro genere
7. Agnus dei: Astripotens famulos
8. Mater dei
9. Agnus dei: Mundum salvificans
10. Agnus dei: Rex eterne glorie
11. Novi sideris lumen resplenduit
12. a) Salve virgo virginum - 15. b) Veine pleine de ducur
13. Agnus dei: Virtute numinis
14. O sponsa dei electa
15. Kyrie rex Marie
16. Memor esto tuorum
17. Ave Maria
18. Ave virga decoris incliti
19. a) Ave tuos benedic - 22. b) Ave tuos benedic
20. Ave Maria salus hominum
21. Flos regalis
22. Salve mater gratie Maria
23. Integra inviolata
24. De supernis sedibus
25. O laudanda virginitas
26. Salve mater misericordie
27. Quem trina polluit
28. Munda Maria
29. In excelsis gloria
30. Stella maris nuncuparis
31. Patris superni gracia - Pia pacis inclita
32. Orbis pium primordium - O bipertitum peccatum
33. Christi cara mater ave
34. Gaudeat ecclesia cuncti iubilantque
35. Fulget celestis curia - O Petre flos - Roma gaudet
36. Beata viscera
37. Gloria

#### Latin Motets on a Pes
1. O sancte Bartholomee plebs fidelis - O sancte Bartholomee plebs devota - O Bartholomee
2. O Maria stella maris - Jhesu fili summi patris
3. Te domine laudat - Te dominum clamat
4. O debilis o flebilis
5. Puellare gremium - Purissima mater
6. Senator regis curie
7. Virgo regalis
8. Eterne virgo memorie - Eterna virgo mater
9. Quam admirabilis
10. Prolis eterne genitor - Psallat mater gracie
11. Dulciflua tua memoria - Precipue michi da gaudia
12. Alleluia celica
13. Tota pulcra es - Anima mea liquefacta est
14. O quam glorifica - O quam beata domina - O quam felix femina
15. Campanis cum cymbalis - Honoremus dominam
16. Candes cresit lilum - Candens lilium columbina
17. Thomas gemma Cantuarie - Thomas cesus in Doveria

#### Chant Settings
1. Alleluia. ℣. Ave dei genitrix
2. Alleluya. ℣. Virga ferax Aaron
3. Sponsa rectoris omnium
4. Sanctus: Sancte ingenite genitor
5. Sanctus

#### Troped Chant Settings
1. Salve sancta parens virgo - Salve sancta parens enixa
2. Inviolata integra mater - Inviolata integra et casta
3. A laudanda legione - Alleluia. ℣. Ave Maria
4. Alleluya Christo iubilemus: Alleluya. ℣. Dies santificatus
5. Alleluya canite - Alleluya
6. Alme iam ad gaudia - Alme matris dei - Alleluya. ℣. Per te dei genitrix
7. Spiritus et alme - Gaude virgo salutata
8. Salve mater redemptoris - Salve lux langentium - Salve sine spina - Salve sancta parens

#### Latin Motets on aCantus Firmus
1. O Maria singularis
2. Trahis suspirium - Mordax detractio - [Epiphaniam]
3. Virginis Marie - Salve gemma virginum - [Veritatem]
4. Tu capud ecclesie - Tu es Petrus - [Veritatem]
5. O homo considera - O homo de pulvere - [In seculum]
6. Barbara simplex animo
7. Ave parens - Ad gratie - Ave Maria
8. In odore - Gracia viam continencie - In odorem
9. Super te Ierusalem - Sed fulsit virginita - Dominus
10. Pro beati pauli gloria - O pastor patris - O preclara patrie - [Pro patribus]
11. O nobilis nativitas - O mira dei - O decus virgineum - Apparuit
12. Domine celestis rex - Dona celi factor - Doce[bit]
13. Opem nobis o Thoma - Salve Thoma - Pastor cesus
14. Ave miles de cuius milicia - Ave miles o Edwarde - Ablue

#### Appendix

##### Sequences, Conductus, Cantilenae
1. O Maria virgo pia
2. Quis tibi Christe meritas laudes
3. Transit nature semitas
4. O Maria stella maris
5. ... Ave confederans
6. In te concipitur
7. Ave credens baiulo
8. Gaude per quam gaudium
9. Salve rosa venustatis
10. Equitas in curia
11. Salve rosa florum
12. Regina regnans
13. Grata iuvencula

##### Chant Settings
1. Singularis et insignis mundi domina
2. Gloria: Spiritus et alme

##### Troped Chant Settings
1. Alleluia. ℣. Nativitas
2. Alme veneremur - Alleluya. ℣. Iusti epulentur
3. a) Ave magnifica - Ave mirifica - Alleluya. ℣. Post partum - 3. b) Ave magnifica - Ave mirifica - Alleluya
4. Alleluya moduletur - Alleluya. ℣. Veni mater gratie
5. Alleluya psallat - Alleluya concinat - Alleluya. ℣. Virga Iesse
6. Lux polis refulgens - Lux et gloria - Kyrieleyson

##### Latin Motets on a Cantus Firmus
1. Mellis stilla
2. a) Ave gloriosa - 2. b) Duce creature
3. Virgo decus castitatis
4. ... virtutum spolia - [Et confitebor]
5. Inter choros paradisicolarum - Invictis pueris
6. O mors moreris - O vita vera - Mors

### Vol. XV - ed. Frank Ll. Harrison:Motets of English Provenance. 1980
1. Ianuam quam clauserat / Iacintus in saltibus / Iacet granum
2. Balaam de quo vaticinans / [Ballaam]
3. Civitas nusquam conditur / Cibus esurientum / Cives celestis curie
4. Ade finit perpete / Ade finit misere / A definement d'esté lerray
5. Caligo terre scinditur / Virgo mater et filia
6. Solaris ardor Romuli / Gregorius sol seculi / Petre, tua navicula / Mariounette douche
7. Virgo sancta Katerina / De spineto / Agmina
8. Iam nubes / Iam novum sidus
9. O home de pulvere / O homo considera / Filie Ierusalem
10. Rosa delectabilis / [Regali ex progenie] / Regalis exoritur
11. Salve cleri speculum / [Sospitati dedit egros]
12. Triumphus patet hodie / ... genuflectere et summo opere
13. Quare fremuerunt gentes / [Quare fremuerunt gentes] / Quare fremuerunt gentes
14. Zelo tui langueo / Reor nescia
15. Trinitatem veneremur / Trinitas et deitas / Trinitatis vox / [Benedicite deum celi]
16. Te domina regina / Te domina Maria
17. Triumphat hodie / Trop est fol
18. Petrum cephas ecclesie / Petrus pastor potissimus / Petre amas me
19. Rex visibilum / Rex invictissime / Regnum tuum solidum
20. Ave miles celestis curie / Ave rex
21. De flore martirum / Deus tuorum militum / Ave rex
22. Omnis terra / Habenti dabitur
23. Deus creator omnium / Rex genitor / Doucement mi reconforte
24. Pura, placens, pulcra / Parfundement plure Absolon
25. Mulier magni meriti / Multum viget virtus
26. Suspiria merentis / Meroris stimulo
27. Doleo super te / Absolon, fili mi
28. Patrie pacis / Patria gaudencium
29. Herodis in pretori / Herodis in atrio / Hey hure lure
30. Fusa cum silencio / Manere / Labem lavat criminis
31. Iesu fili Dei / Ihesu fili virginis / Iesu lumen veritatis
32. Barrabas dimittitur dignus patiibulo / Barrabas dimittitur inmerito / Babilonis flumina
33. Orte sole serene / Origo viri / Virga Iesse
34. Ad lacrimas flentis / O speculum spericum / Dulcis virgo
35. Musicorum collegio / In templo Dei / Avete
36. Humane lingue organis / Supplicum voces percipe / [Deo gracias]

### Vol. XVI - ed. Frank Ll. Harrison, Ernest H. Sanders, Peter M. Lefferts:English Music for Mass and Offices, Part 1. 1983

#### Settings of the Ordinary of th Mass
1. Mass: Kyrie
2. Mass: Sanctus
3. Mass: Agnus Dei
4. Kyrie: O pater exelse
5. Kyrie: ... tu lava nos (incomplete)
6. Kyrie: Kyria christifera
7. Kyrie: Kyria christifera
8. Kyrie, Cuthberte prece
9. Kyrie
10. Kyrie
11. Kyrie
12. Kyrie
13. Kyrie
14. Kyrie
15. Kyrie
16. Kyrie
17. Kyrie
18. Kyrie
19. Kyrie
20. Kyrie
21. Kyrie
22. Kyrie
23. Kyrie
24. Kyrie
25. Kyrie
26. Gloria: Spiritus et alme
27. Gloria: Spiritus et alme
28. Gloria: Spiritus et alme (incomplete)
29. Gloria: Spiritus et alme (incomplete)
30. Gloria: Spiritus et alme (incomplete)
31. Gloria: Spiritus almifice
32. Gloria: Spiritus procedens
33. Gloria: Spiritus concordie (incomplete)
34. Gloria
35. Gloria
36. Gloria
37. Gloria
38. Gloria
39. Gloria
40. Gloria
41. Iube, Domine, silencium
42. Iube, Domine, silencium
43. Credo (incomplete)
44. a) Credo - 44. b) Credo (conclusion)
45. Credo
46. Sanctus
47. Sanctus
48. Sanctus
49. Sanctus
50. Sanctus
51. Sanctus
52. Sanctus
53. Sanctus
54. Sanctus
55. Sanctus
56. Sanctus (incomplete)
57. Sanctus
58. Sanctus
59. Agnus Dei
60. Agnus Dei
61. Agnus Dei
62. Agnus Dei
63. Agnus Dei
64. Agnus Dei
65. Agnus Dei
66. Agnus Dei
67. Agnus Dei
68. Ite missa est: Deo gracias
69. Ite missa est: Deo gracias
70. Ite missa est: Deo gracias
71. Ite missa est: Deo gracias
72. Ite missa est: Deo gracias
73. Ite missa est: Deo gracias

#### Settings for the Proper of the Mass
1. Gaudeamus omnes in Domino Ps. Eructavit cor meum
2. Benedicta et venerablis. ℣. Virgo Dei genitrix
3. Alleluya. ℣. Nativitas
4. Alleluya. ℣. Post partum
5. Alleluya. ℣. Virga Iesse floruit
6. Alleluya. ℣. Hicest veremertir
7. Victime paschali laudes
8. Gaude Maria virgo
9. Laudes Deo: Lectio Ysaie: Ab ortu solis

#### Settings for the Offices
1. Iudea et Ierusalem. ℣. Constantes estote
2. Iudea et Ierusalem. ℣. Constantes estote
3. Iudea et Ierusalem. ℣. Constantes estote
4. Apparuerunt apostolis. ℣. Spiritus Domini
5. Regnum mundi. ℣. Eructavit cor meum
6. Conditor alme siderum
7. O lux beata trinitas
8. Magnificat
9. Magnificat
10. Psalm tone
11. Te Deum (conclusion)
12. A solis ortus cardine
13. Ovet mundus letabundus
14. Hostis Herodes impie
15. Virgo Maria, patrem parit - O stella - Flos genuit - Virgo Maria, flos
16. Tu civium primas - O cuius vita - Congaudens - Tu celestium
17. Excelsus in numine
18. Regis aula
19. Karisma conserat
20. Sanctorum gloria laus
21. Cuius de manibus (?) - Quadri[...]ivium

### Vol. XVII - ed. Ernest H. Sanders, Frank Ll. Harrison, Peter M. Lefferts:English Music for Mass and Offices (Part 2) and Music for Other Ceremonies. 1986

#### Cantus-Firmus Settings and Cantilenas(Including VotiveAntiphons, Sequences,,etc.)
1. Victime paschali laudes
2. Virginis Marie laudes (incomplete)
3. O benigne redemptor
4. a) Mater ora filium - 4. b) Mater ora filium
5. Virgo pudicicie
6. Salve virgo tonantis solium
7. Paradisi porta
8. Sancta Maria virgo
9. Venit dilectus meus
10. Slave regina
11. Alma redemptoris mater (incomplete)
12. Alma redemtoris mater
13. Jhesu redemptor omnium labencium - Jhesu redemptor omnium perpes - Jhesu labentes respice
14. Virgo mater salvatoris - Virgo pia - Kyrie
15. a) Virgo decora - Virgo stillicidio - Virgo Dei genitrix - 15. b) Virgo decora (incomplete)
16. Gaude virgo mater Christi (incomplete)
17. Angelus ad virginem
18. Angelus ad virginem
19. Ad rose titulum
20. Gemma nitens
21. Ave caro Christi
22. Ave mater summi regis (incomplete)
23. Missus Gabriel de celis
24. Mater Christi nobilis (incomplete)
25. Ab ora summa nuncius
26. Lucerna syderis
27. Decora facie (incomplete)
28. In rosa primula
29. Virgo valde virtuosa (incomplete)
30. Virgo salvavit hominem
31. Veni mi dilecte
32. O ceteris preamabilis
33. Stella maris illustrans omnia
34. Includimur nube caliginosa
35. Arbor Ade veteris
36. Mutato modo geniture
37. Salamonis inclita
38. Ave celi regina virginum
39. Beata es Maria (incomplete)
40. Salve virgo singularis
41. Hic quomodo seduxerat (incomplete)
42. Frangens evanuit (incomplete)
43. Christi messis nunc madescit (incomplete)
44. Ave mundi rosa
45. Jhesu Christe rex celorum (incomplete)
46. Letetur celi curia
47. Generosa Iesse plantula
48. Singularis laudis digna
49. Regem regum collaudemus
50. Gaude virgo immaculata
51. Ut arbuteum folium

#### Motets
1. Veni mater gracie - Dou way Robin
2. Worldes blisce - Benedicamus Domino
3. Suffragiose virgini - Summopere sanctam Mariam
4. O dira nacio - Mens in nequicia
5. Inter usitata - Iter tot et tales
6. Regne de pitié

#### Musique instrumentale (claviers)

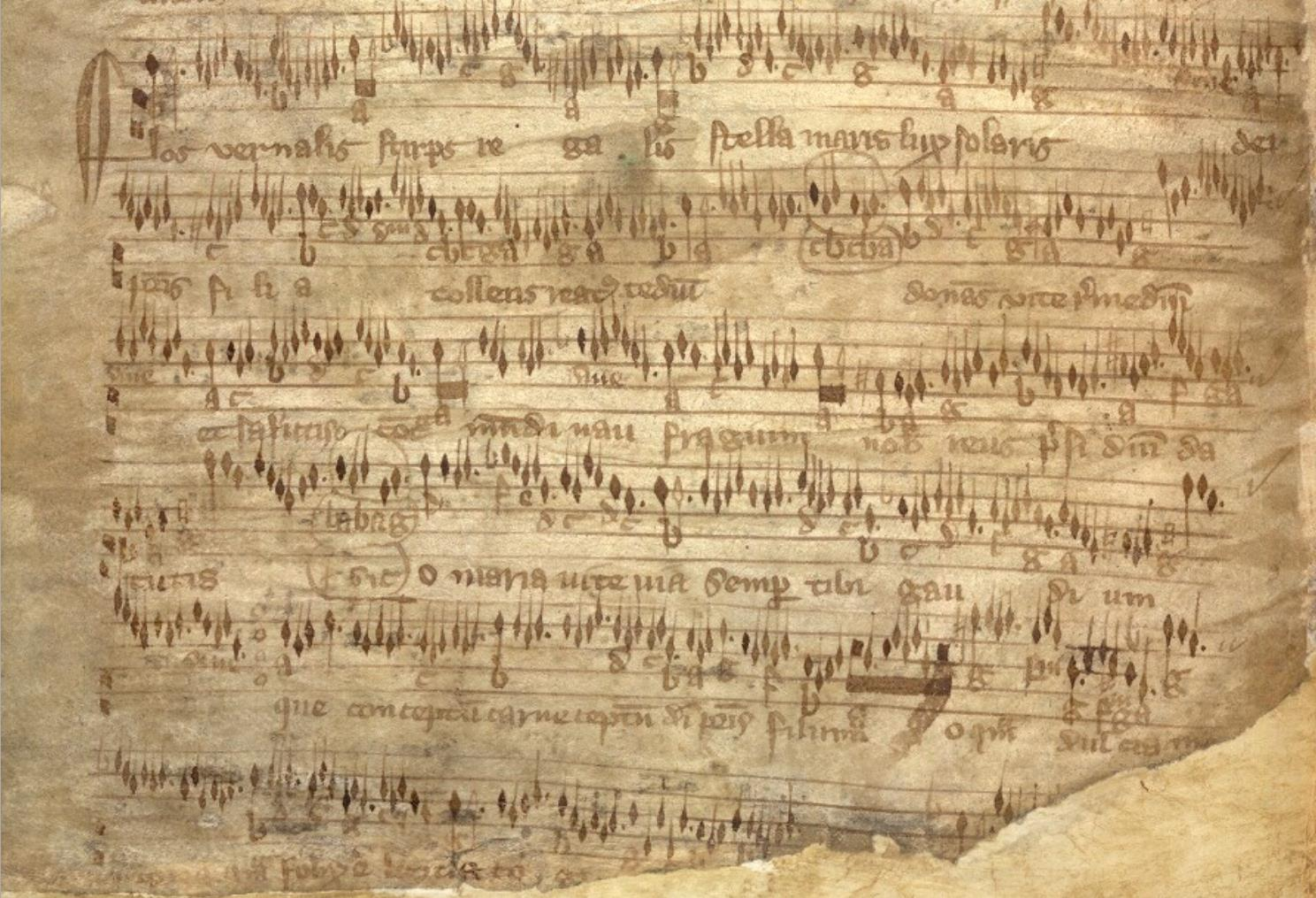
Flos vernalis, tablature pour clavier, British Library, MS Add 28550, fol. 44v.

1. [...] (incomplete)
2. Estampie
3. Estampie Retrove
4. Flos vernalis
5. Felix namque (incomplete)

#### Miscellaneous Pieces
1. Alleluya. ℣. Salve virgo (incomplete)
2. Alleluya. ℣. Hodie Maria (incomplete)
3. Gloria
4. Dulcia
5. Volez oyer le castoy

#### Supplément au vol. XV:Motets in Tours MS 925
1. Exulta Syon filia iam exultaris - Exulta Syon filia iam suffulta sanctimonia - Exulta Syon filia iam noli flere - En ai ie bien trouvé
2. Valde mane diluculo devota mulier - Valde mane diluculo Maria - Va dorenlot
3. Corona virginum - Columba prudencie - Cui proclamant
4. Ade finit perpete - Ade finit misere - A definement d'esté lerray
5. Vide miser et iudica - Vide miser et cogita - Wynter

### Vol. XVIII - ed. Gordon K. Greene:French Secular Music, Part 1: ManuscriptChantilly, Musée Condé 564, Nos 1-50. 1980
(Ballades, sauf mention contraire)
1. Belle, bonne sage (Baude Cordier) (rondeau)Manuscrit de Chantilly, Musée Condé 564

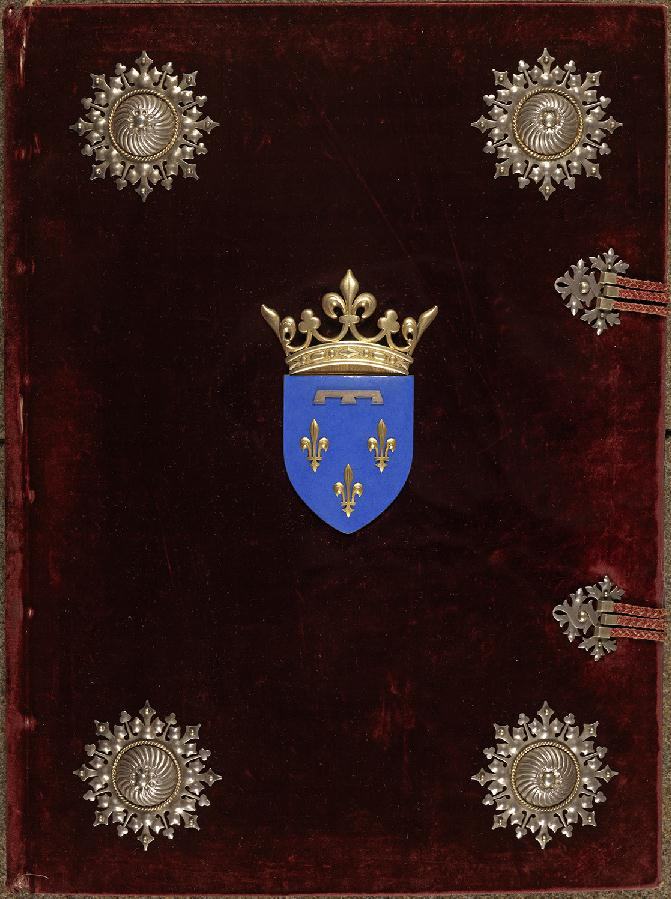
Manuscrit de Chantilly, Musée Condé 564

2. Tout par compas (Baude Cordier) (rondeau)
3. Toute clerté
4. Un crible plein d'eaue / A Dieu vos comant (virelai)
5. Tres douce, playsant figure (virelai)
6. Ma dame m'a congié donné
7. A mon pouir (virelai)
8. Se doit il plus (Johannes de Altacuria) (rondeau)
9. Je chante ung chant (Matheus de Sancto Johanne) (rondeau)
10. Laus detur multipharia (Petrus Fabri ?) (virelai)
11. Fuions de ci (Jacob Senleches)
12. Tres doulz amis / Ma dame / Cent mille fois (Vaillant) (rondeau)
13. Tres gentil cuer (Solage) (virelai)
14. De petit po (Machaut)
15. Se Zephirus / Se Jupiter (Grimace)
16. De Narcissus (Franciscus)
17. En l'amoureux vergier (Solage)

1. Phiton, Phiton (Fransiscus)
2. Passerose de beauté (Trebor)
3. En seumeillant (Trebor)
4. Rose et lis ay veu (Egidius)
5. Le mont Aon
6. Sans joie avoir
7. Corps femenin (Solage)

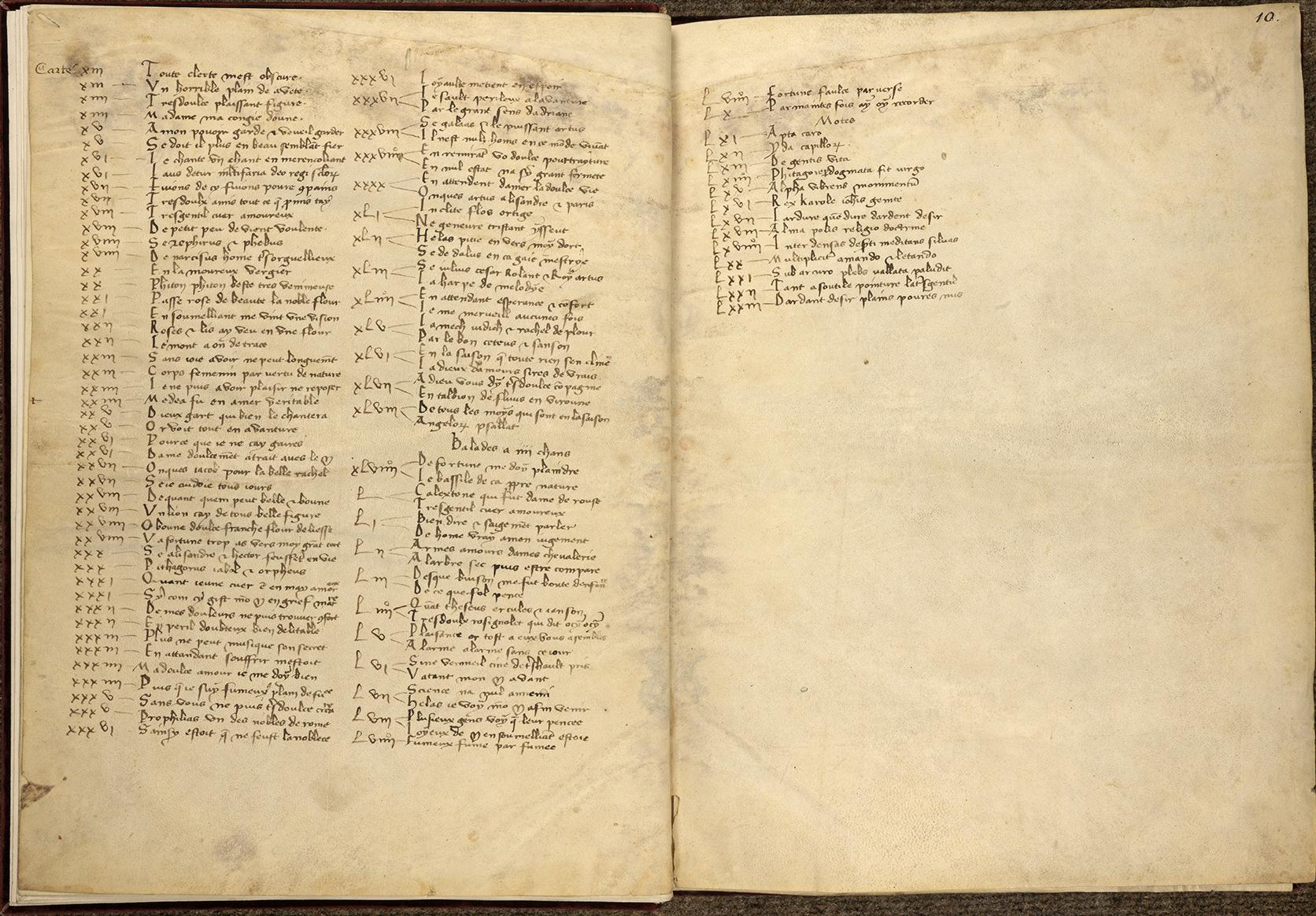
Index du Codex Chantilly, on remarque l'absence des deux pièces de Baude Cordier, ajoutées postérieurement en tête de volume

8. Je ne puis avoir plaisir (virelai)
9. Medee fu
10. Dieux gart (Guido) (rondeau)
11. Or voit tout (Guido)
12. Robin, muse / Je ne say fere (Tenor: Guido) (rondeau)
13. Pour ce que je ne say gairez (Vaillant) (rondeau)
14. Dame, doucement / Doulz amis (Vaillant) (rondeau)
15. Onques Jacob (Vaillant)
16. Se je cuidoie

1. De quan qu'on peut
2. Ung lion say
3. O bonne, douce Franse (rondeau)
4. Ha, Fortune
5. Se Alixandre (Trebor)
6. Pictagoras (Suzoy)
7. Quant joyne cuer (Trebor)
8. Si con ci gist (Olivier)

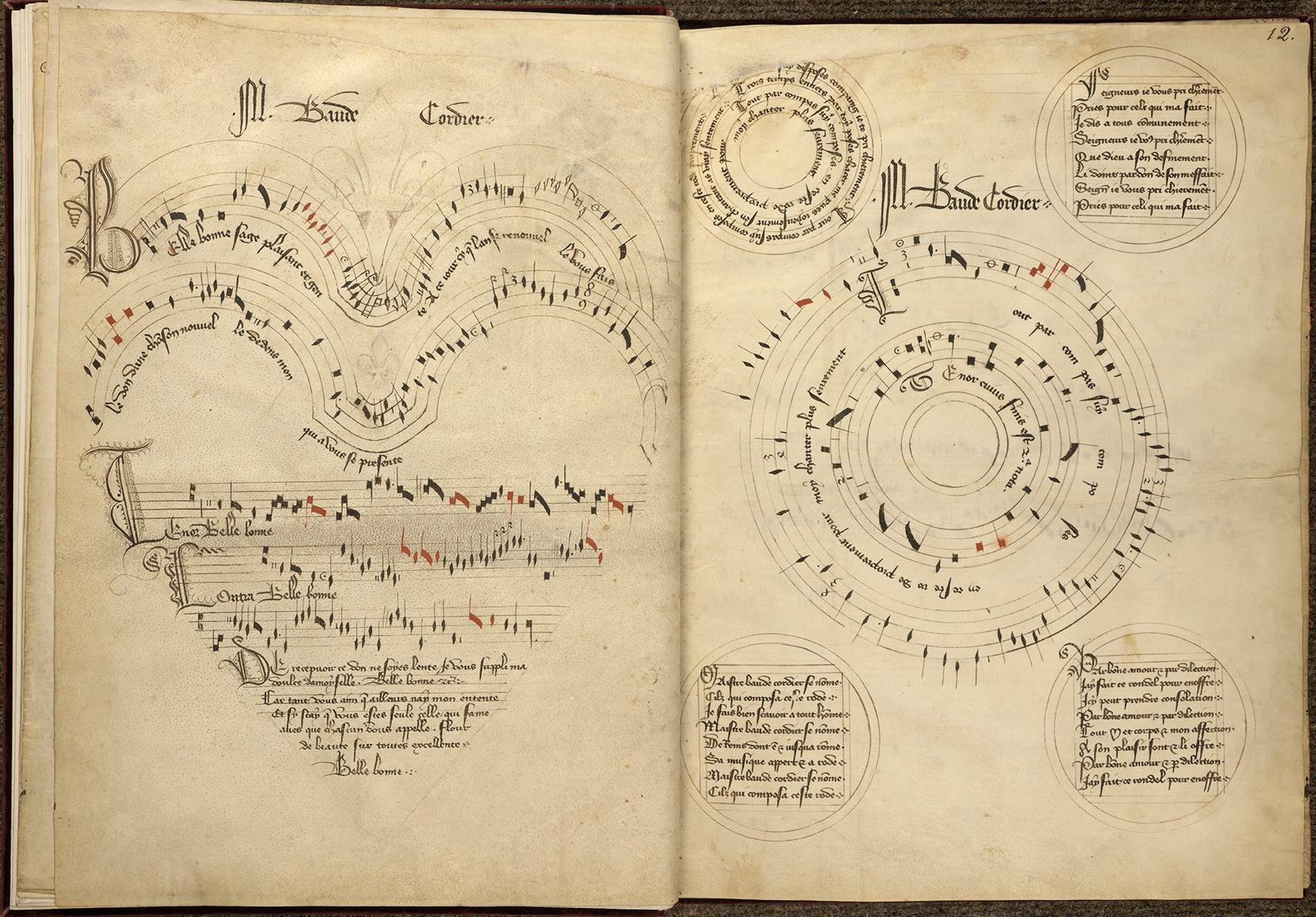
Les rondeaux, Belle, bonne, sage et Tout par compas de Baude Cordier, Codex Chantilly

9. De ma dolour (Philippot de Caserta)
10. En un peril
11. Plus ne put Musique
12. En atendant, souffrir m'estuet (Galiot) (Philippot de Caserta ?)
13. Ma douce amour, je me doy (Hasprois)
14. Puis que je sui fumeux (Hasproix)
15. Sans vous ne puis (Matheus de Sancto Johanne)
16. Prophilias (Suzoy)
17. S'aincy estoit (Solage)

### Vol. XIX - ed. Gordon Greene:French Secular Music, Part 2: Manuscript Chantilly, Musée Condé 564, Nos 51-100. 1981
(Ballades, sauf mention contraire)

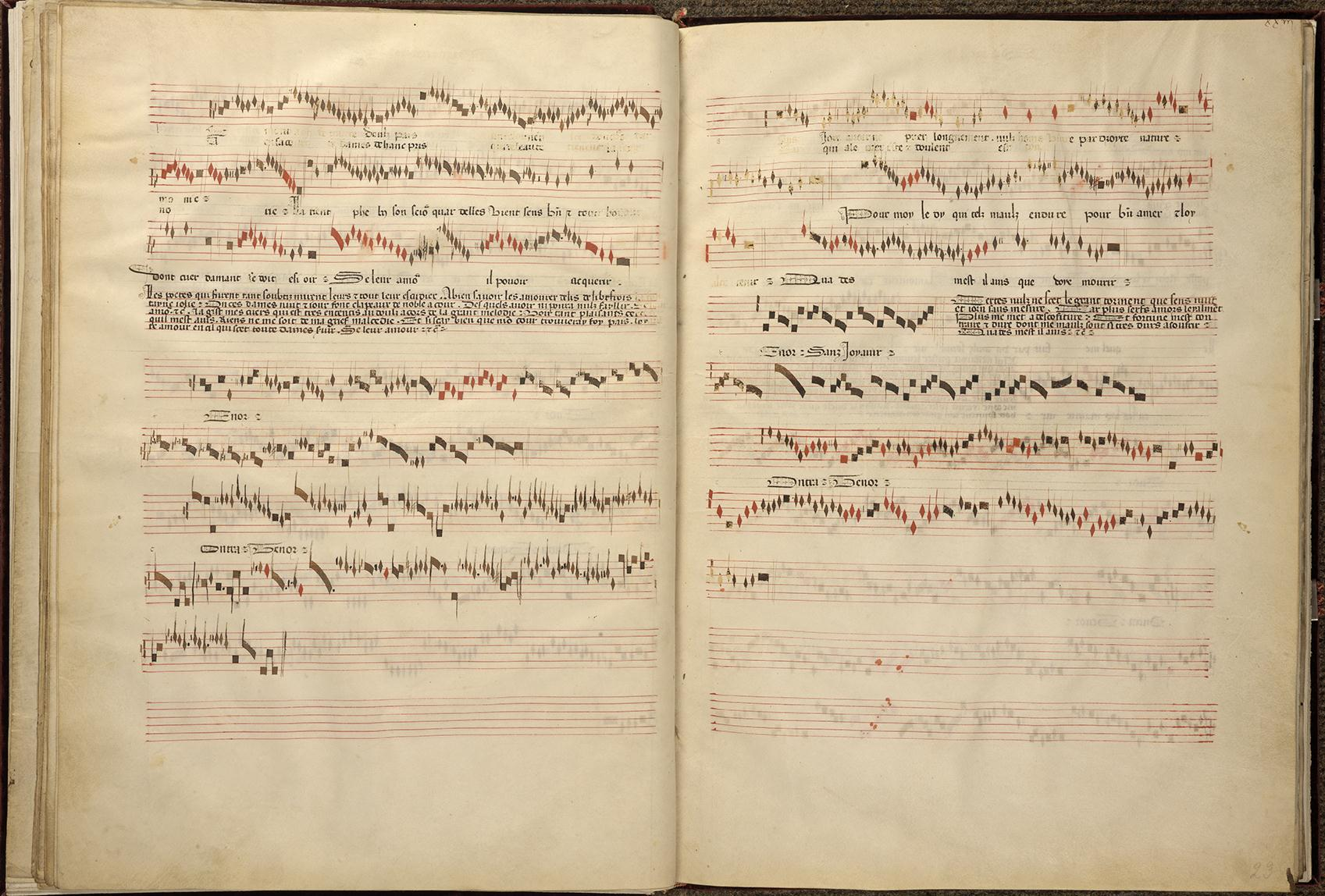
Ballades anonymes, Le mont Aon de Thrace et Sans joie avoir, Codex Chantilly

1. Loyauté me tient (Garinus) (rondeau)
2. Espoir, dont tu m'as fayt (Philippot de Caserta) (rondeau)
3. Le sault perilleux (Galiot)
4. Per le grant senz d'Adriane (Philippot de Caserta)
5. Se Gallas et le puissant Artus (Cunelier)
6. Il n'est nulz homs (Philippot de Caserta)
7. En remirant vo douce (Philippot de Caserta)
8. En nul estat (Goscalch)
9. En attendant d'amer (Galiot) (rondeau)
10. Se vos ne volés (Galiot ?) (rondeau)
11. L'orques Arthus (Cunelier ?)
12. Inclite flos orti gebenensis (Mayhuet de Joan)
13. Se Geneive , Tristan (Cunelier)
14. Helas ! pitié envers moy (Trebor)
15. Se Dedalus (Taillandier)
16. Se July Cesar, Rolant (Trebor)

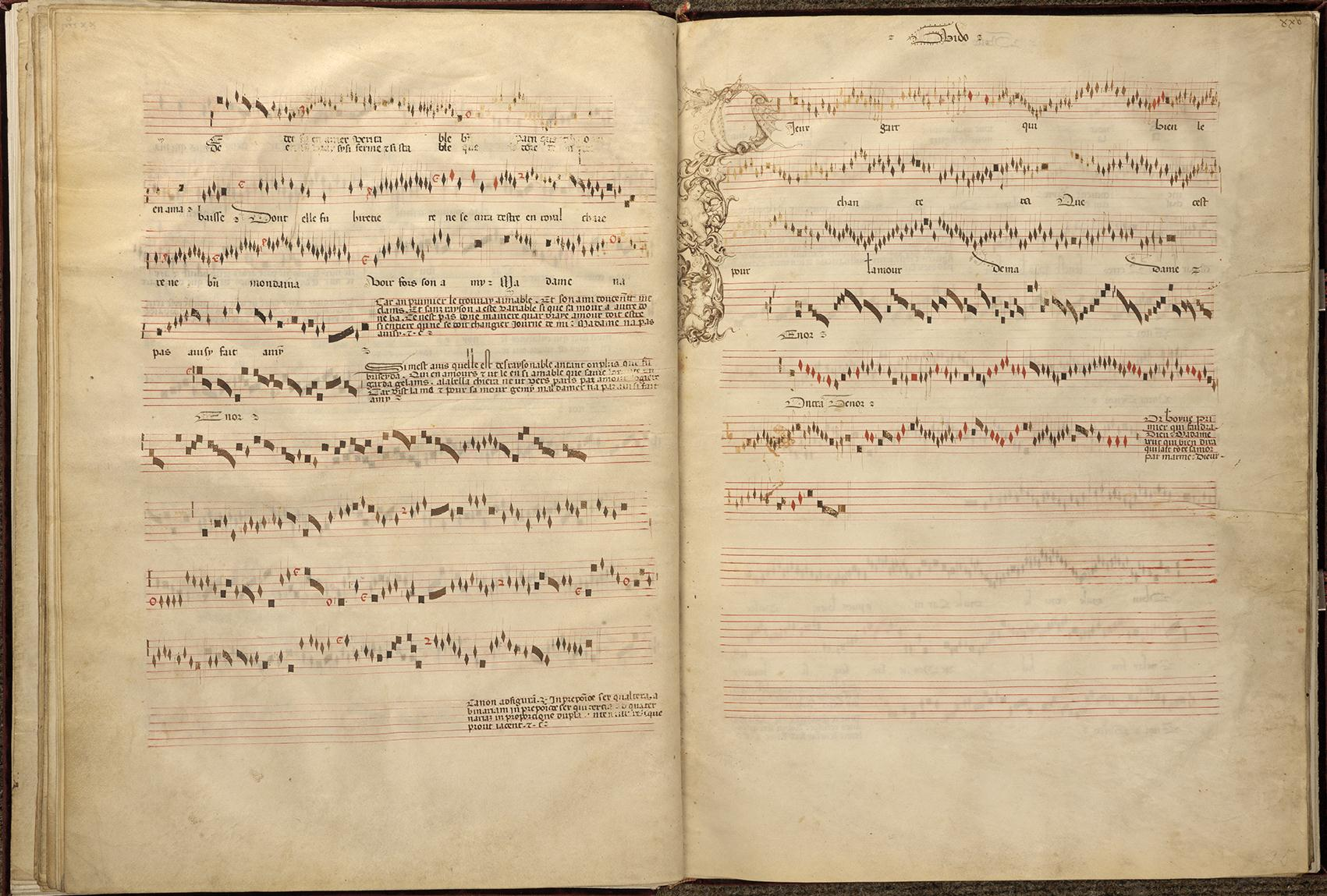
La Ballade anonyme Medee fu en amer veritable, et le Rondeau de Guido Dieux gart qui bien le chantera, Codex Chantilly

1. La harpe de mellodie (Senleches) (virelai)
2. En attendant, esperance conforte (Senleches)
3. Je me merveil (Senleches)
4. Lamech, Judith et Rachel
5. Par les bons Gedeon (Philippot de Caserta)
6. En la saison (Hymbert de Salinus)
7. Li dieus d'Amours (Cesaris ?)
8. Adieu vous di
9. En Albion de fluns
10. De tous les moys
11. Angelorum psalat (Rodericus)
12. De Fortune me doi plaindre (Machaut)
13. Le basile (Solage)
14. Calextone, qui fut dame (Solage)
15. Tres gentil cuer (Solage) (virelai)
16. Bien dire et sagement parler
17. De home vray (Johannes de Meruco)

1. Armes, amours (F. Andrieu)
2. A l'arbre sec (Suzoy)
3. Des que buisson (Grimace)

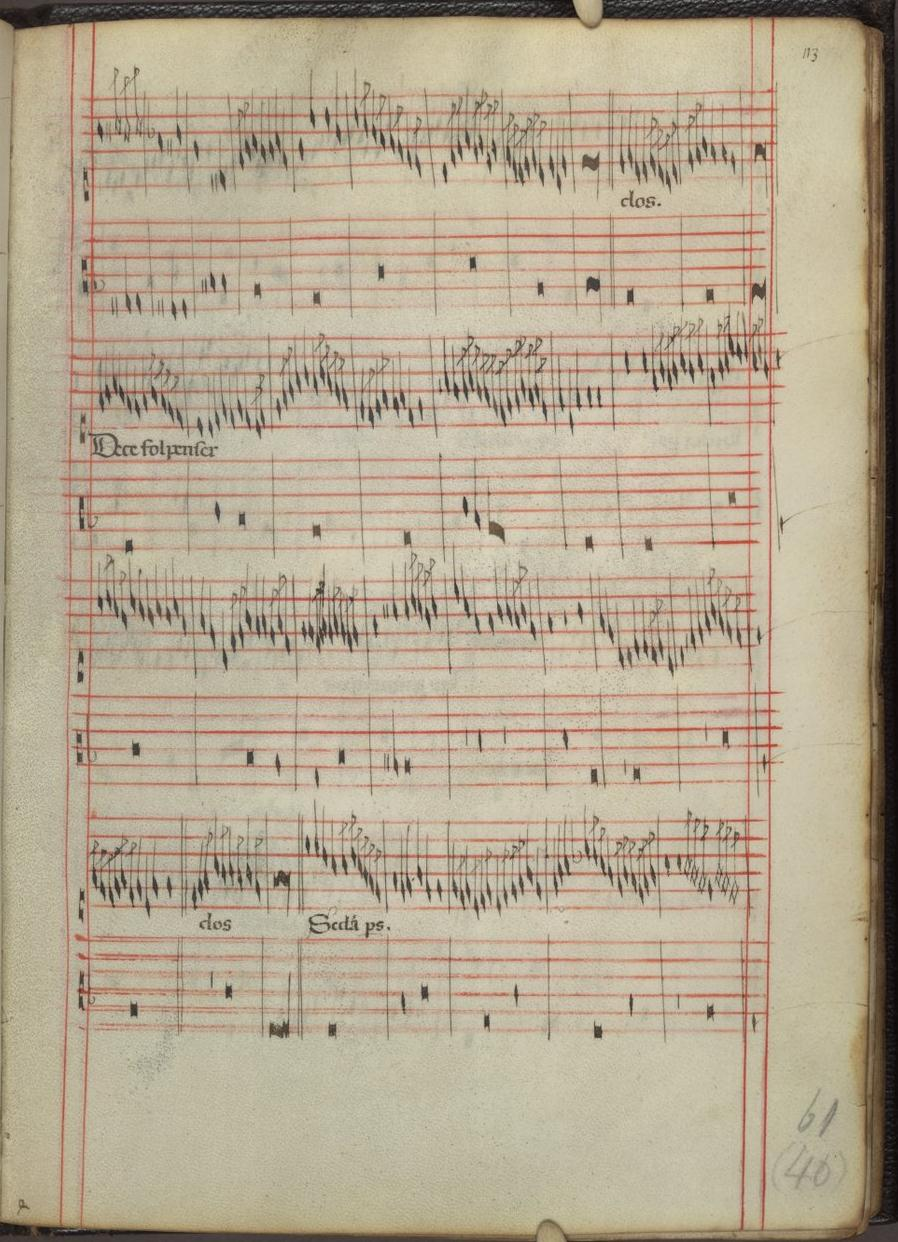
Diminution de la Ballade de P. des Molins De ce fol penser, Codex Faenza

4. a) De ce que foul pense (P. des Molins) - 37. b) De ce fol penser (intabulation, Codex Faenza)
5. Quant Theseus, Hercules et Jason (Machaut)
6. He, tres doulz roussignol (Borlet) (virelai)
7. Playsance or tost (Pykini) (virelai)
8. A l'arme, a l'arme (Grimace) (virelai)
9. Cime vermeil
10. Va t'en, mon cuer (Gacian Reyneau) (rondeau)
11. Sience n'a nul annemi (Matheus de Sancto Johanne)
12. Helas ! je voy mon cuer (Solage)
13. Pluseurs gens voy (Solage)
14. Joieux de cuer (Solage) (virelai)
15. Fumeux fume par fumee (Solage) (rondeau)
16. Fortune, faulce, parverse (Matheus de Sancto Johanne) (rondeau)
17. a) Par maintes foys (Vaillant) - 50. b) contrafactum par Oswald von Wolkenstein (virelai)

### Vol. XX - ed. Gordon K. Greene:French Secular Music, Part 3:BalladesetCanons. 1982

#### Ballades

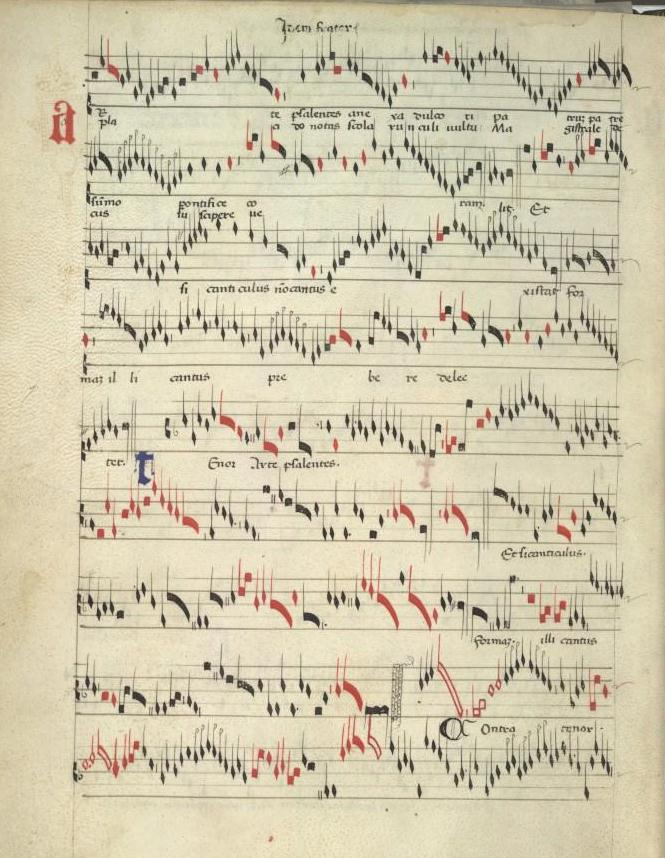
Ballade Arte psalentes de Bartholomeus de Bononia, Manuscrit de Modène, BE α. 5,24

1. Dame sans per en qui (Andreas Servorum ?)
2. Amour m'a le cuer mis (Anthonello de Caserta)
3. Beauté parfaite (Anthonello de Caserta)
4. Dame d'onour en qui tout (Anthonello de Caserta)
5. Du val perileus (Anthonello de Caserta)
6. Notés pour moi (Anthonello de Caserta)
7. Arte psalentes (Bartholomeus de Bononia)
8. Ore Pandulfum modulare dulci (Blasius ?)
9. Se doulz Espour (Conradus de Pistoria)
10. Veri almi pastoris (Conradus de Pistoria)
11. Cortois et sages (Egidius)
12. Franchois sunt nobles (Egidius)
13. Je ne requier (Nicolas Grenon)
14. Dedens mon cuer (Grimace)
15. Une dame requis (Johannes Janua)

1. S'ay je cause (Martinus Fabri)

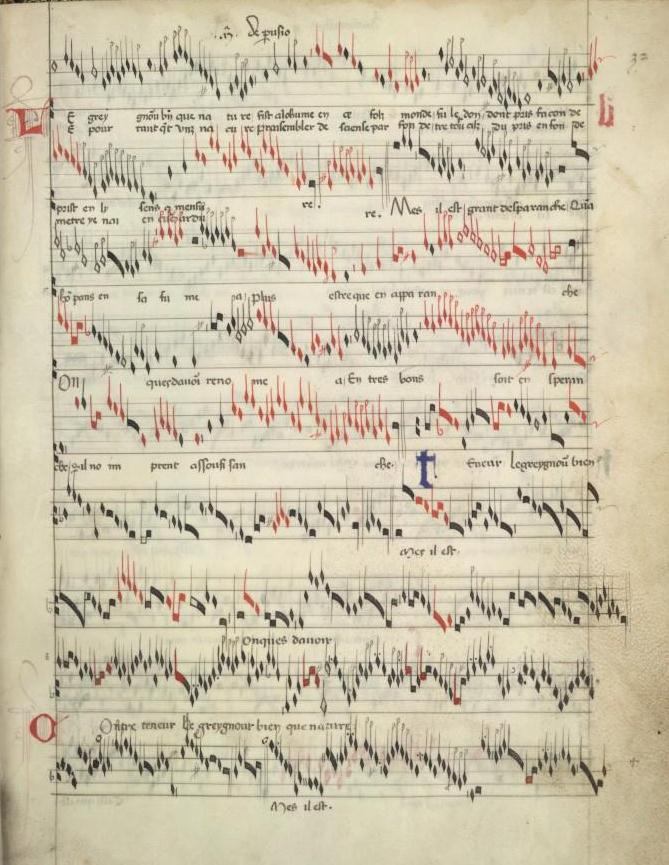
Ballade Le Greygnour bien de Matheus de Perusio, Manuscrit de Modène, BE α. 5,24

2. Le grant desir (Matheus de Perusio)
3. Le greygnour bien (Matheus de Perusio)
4. Pres du soloil (Matheus de Perusio)
5. Puisque la mort (Matheus de Perusio ?)
6. Se je me plaing (Matheus de Perusio)
7. A gré d'Amors
8. Amor me fait desirer
9. Amour doi je servir
10. Ane a fagos
11. Au tornai d'Amors
12. A vous sans plus
13. Bonté de corps
14. Comme le cerf
15. Dame sui fust

1. Dame sans per que piesa

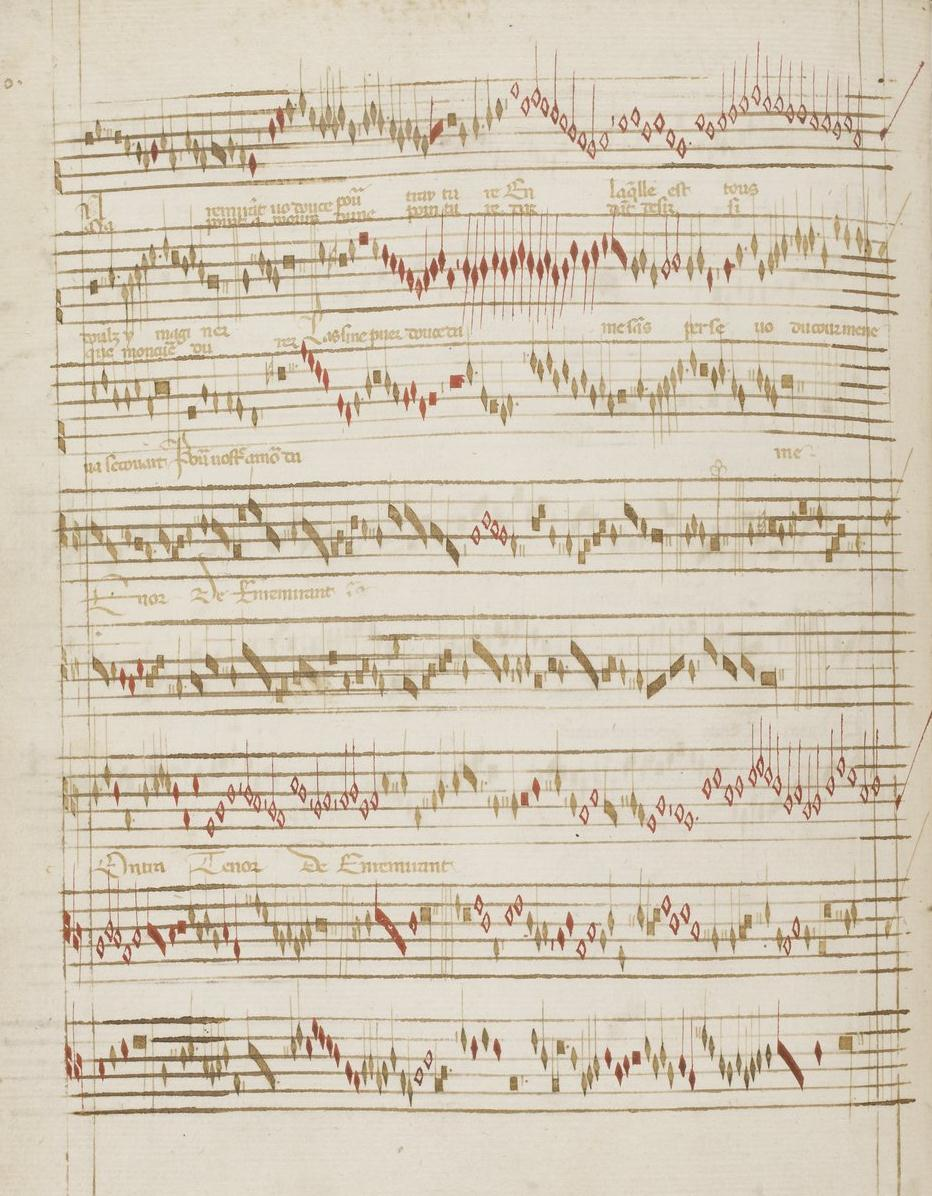
Ballade En Remirant vo douce pourtraiture de Philippoctus de Caserta, Codex Reina

2. Dame vailans de pris - Amis de tant - Certainement puet on bien
3. D'anguiseus cuer doy gemir
4. Dolour me tient
5. a) En discort sont Desir - 35. b) Indescort (intabulation, Codex Faenza)
6. En la maison
7. En mon cuer
8. En remirant vo douce pourtraiture
9. En un gardin
10. En un vergier
11. Filz il te faut
12. a) Fuiiés de moy, envie - 42. b) Wolauff gesell ! wer jagen (Oswald von Wolkenstein)
13. Gente a devis noble
14. Il n'est si grant possession
15. Ja fait d'armes

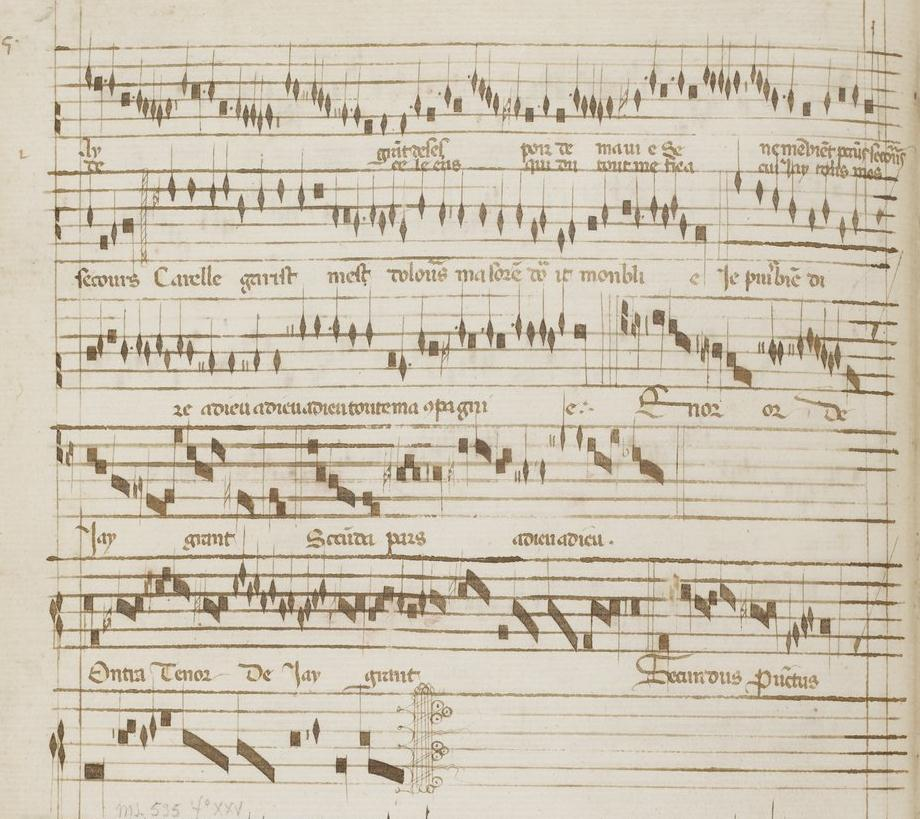
Ballade anonyme J'ay grant désespoir de ma vie, Codex Reina

1. a) J'ay grant desespoir - 46. b) J'ay grant espoir (intabulation, Codex Faenza)
2. Je fortune
3. a) Je voy mon cuer - 48. b) Du ausserweltes schöns (Oswald von Wolkenstein)
4. Jonesce de haut corage
5. Langue puens envenimee
6. L'ardant desier
7. Le doulz prinstemps
8. Le grant playsir
9. L'escu d'Amors
10. Los, Pris, Honeur
11. Marticius qui fu de Rome

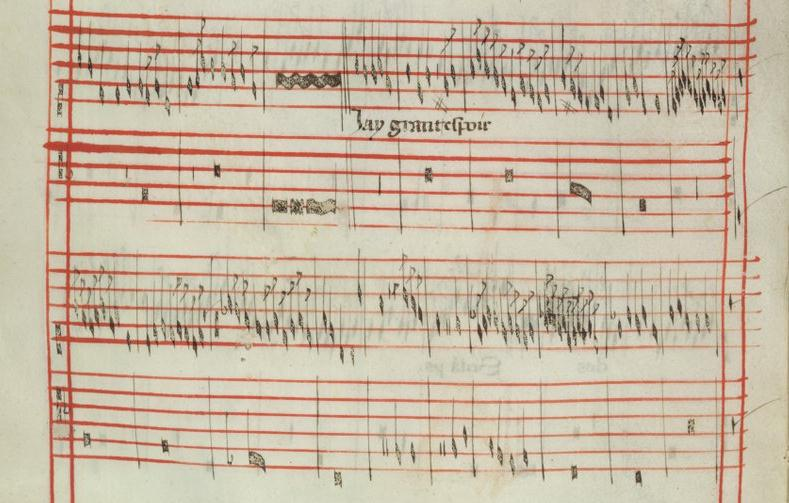
Incipit de la diminution J'ay grant espoir, Codex Faenza

1. a) Mersi ou Mort - 57. b) Mersi ou Mort
2. Ne celle amour
3. Pour che que je ne puis
4. Quant Jason
5. Se je ne suy
6. S'Espoir n'estoit

#### Canons
1. Andray soulet (Matheus de Perusio)
2. Se je chant mains
3. a) Talent m'es prus - 3. b) Talent m'a pris - 3. c) Talent m'est pris - 3. d) Die minne füget niemand (Oswald von Wolkenstein)
4. Tres dous compains (chasse)
5. Umblemens vos pri merchi

### Vol. XXI - ed. Gordon K. Greene:French Secular Music, Part 4:Virelais. 1987

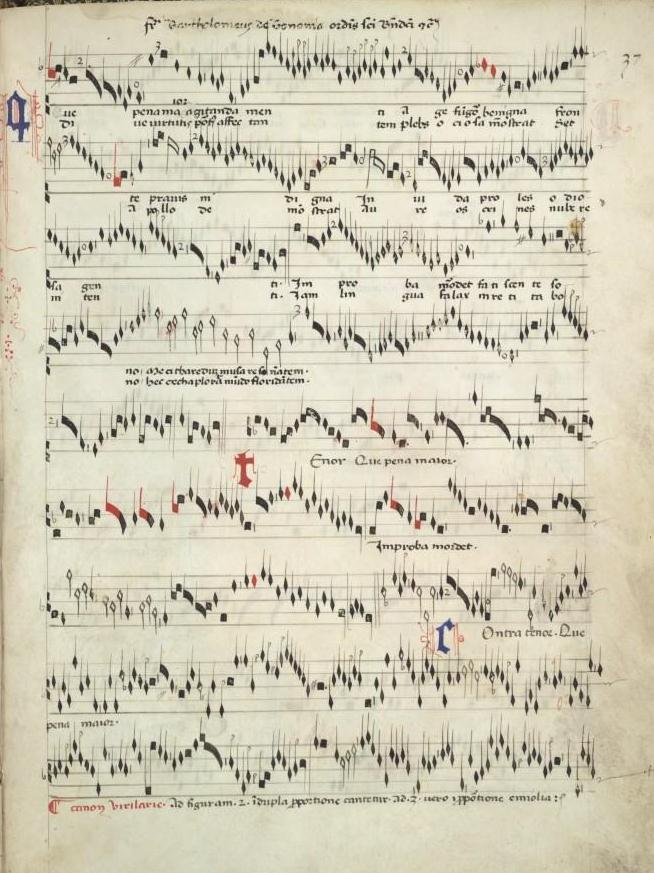
Virelai Que pena major de Bartholomeus da Bologna, Manuscrit de Modène, BE α. 5,24

1. Tres nouble dame (Anthonello da Caserta)
2. Que pena major (Bartholomeus de Bononia)
3. En ce gracïeux tamps (Jacob Senleches)
4. Tel me voit (Jacob Senleches)
5. S'en vous por moy (J. Alanus)
6. Ma douce amour (Johannes de Janua)
7. Belle sans per (Matheus de Perusio)
8. Dame que j'aym (Matheus de Perusio)
9. Dame souvrayne (Matheus de Perusio)
10. Helas Avril (Matheus de Perusio)
11. Heylas, que feray je (Matheus de Perusio)
12. Ne me chaut (Matheus de Perusio)
13. Plus onques dame (Matheus de Perusio ?)
14. Puisque je sui (Matheus de Perusio)
15. Sofrir m'estuet (Paolo Tenorista)
16. A qui fortune (Philippot de Caserta ?)

1. Adeu, mon cuer
2. Au tamps que je soloye amer
3. Bene puis siderer
4. Besier e acoler
5. Bobik blazen
6. C'estoit ma douce
7. Combien que

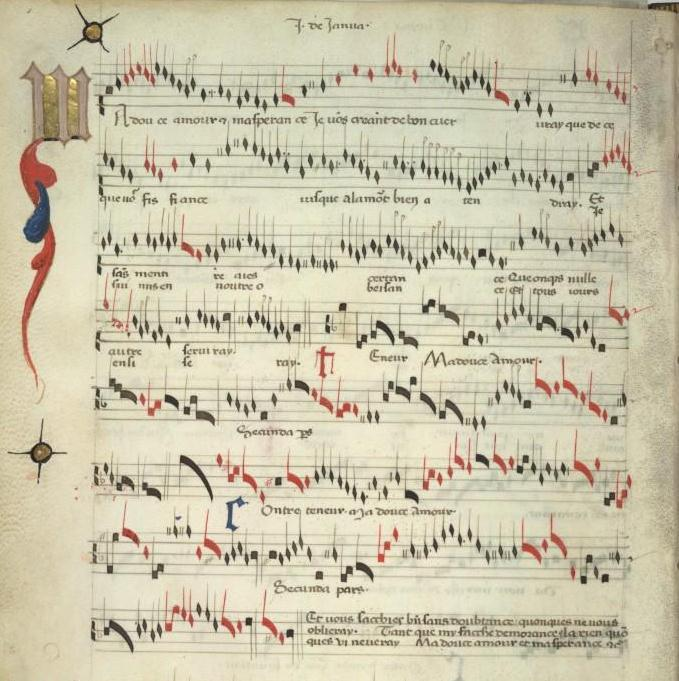
Virelai Ma douce amour de Johannes Janua, Manuscrit de Modène, BE α. 5,24

8. Contre le tenps - He ! Mari, mari !
9. Dame, par le dolz plaisir
10. Donne moy de ton pain - Alons commenchier - J'oÿ les cles
11. D'une dragme de confort
12. E Dieus, commant

1. En gage de retourner
2. En tiés, en latim

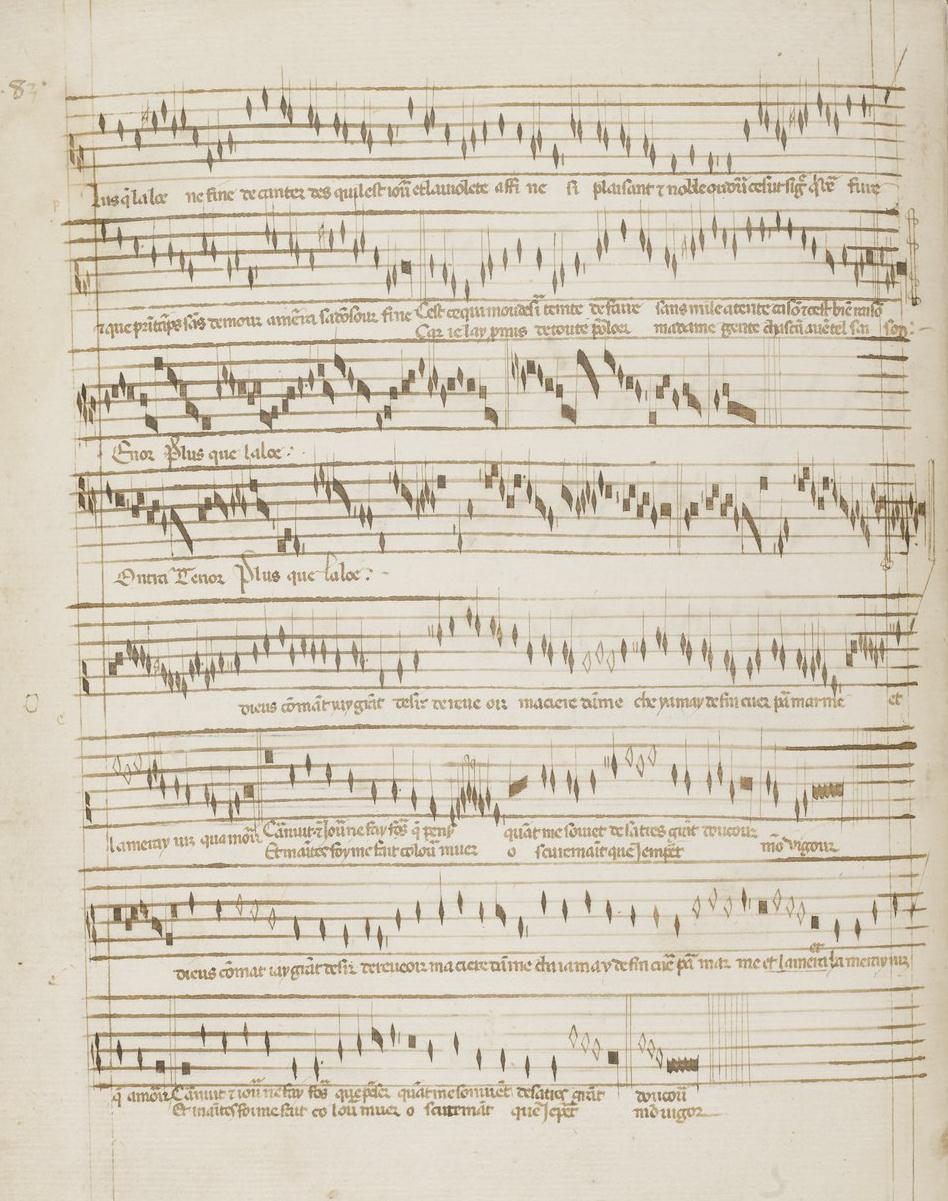
Virelais anonymes Puis que l'aloë ne fine et E Dieus! commant j'ay grant desir, Codex Reina

3. a) Et je ferai - 31.b) Je comence - Et je feray - Soules viex (motet)
4. Fait fut pour vous
5. Fist on, dame
6. Ja falla
7. Je languis d'amere mort
8. Je la remiray
9. Jet fort qu'en amour
10. a) Je voy le bon tens - 38. b) [Je voy le bon tens] (intabulation, Codex Reina)
11. Kere dame chi m'otry
12. La cornailhe guilhat
13. La grant biauté
14. Dame, voiés
15. Mais qu'il vous viengne

1. Mort pourquoy
2. Nulle pitié ma dame
3. Onques ne fu
4. Or m'assaut Paour

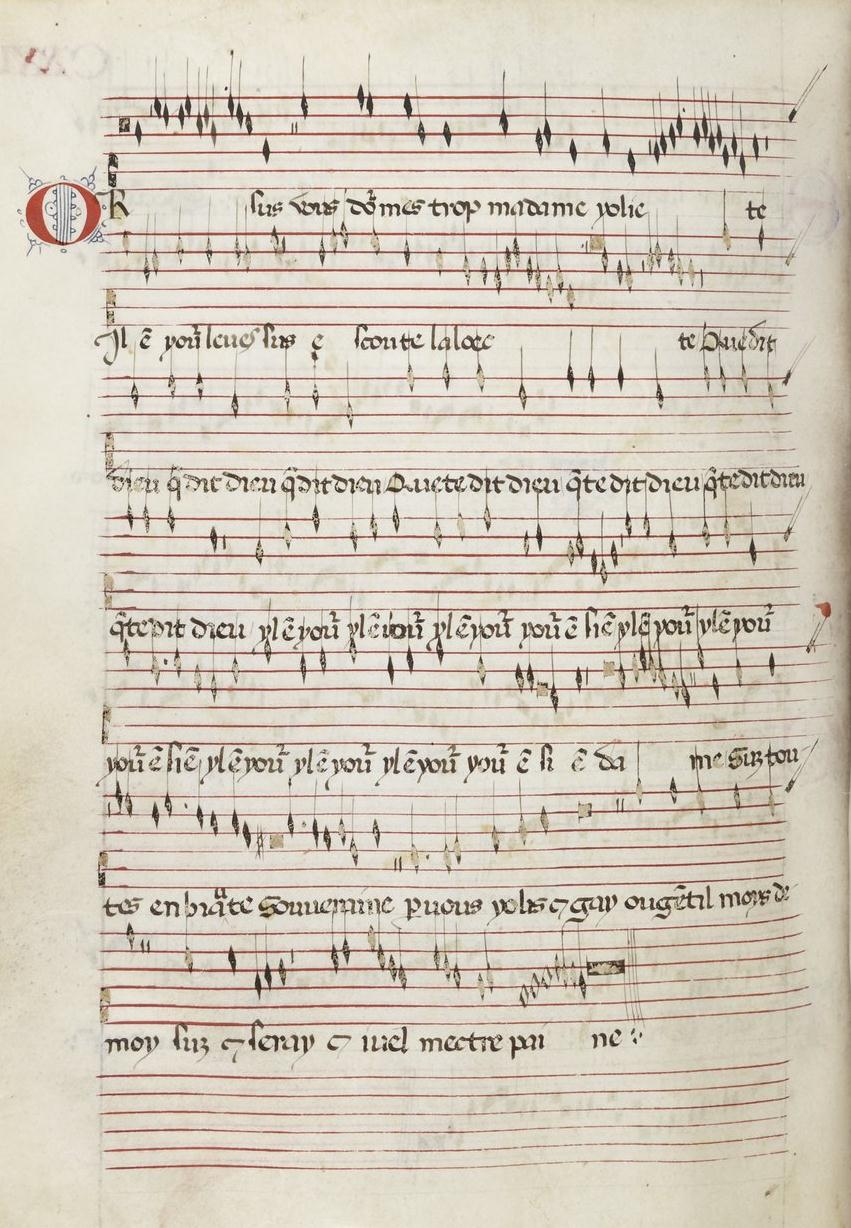
Virelai anonyme Or sus, vous dormés trop, Paris, BnF 568

5. a) Or sus, vous dormés trop - 48. b) [Or sus, vous dormés trop] (intabulation, Codex Faenza)
6. Par mon serement
7. Petit guerredon
8. Plus que l'aloe
9. Pour l'amour
10. Pour vous reveoir
11. Prenés l'abre, Peyronelle
12. Puisqu' autrement
13. Que puet faire
14. Rescoés ! Rescoés
15. S'amours me het
16. Sans mal penser
17. a) Soit tart tempre  (four-part) - 60. b) Soit tart tempre (three-part)

1. Tant plus vos voye
2. Tant qu'en mon cuer - Sur l'erbette
3. Tres dolz et loyauls

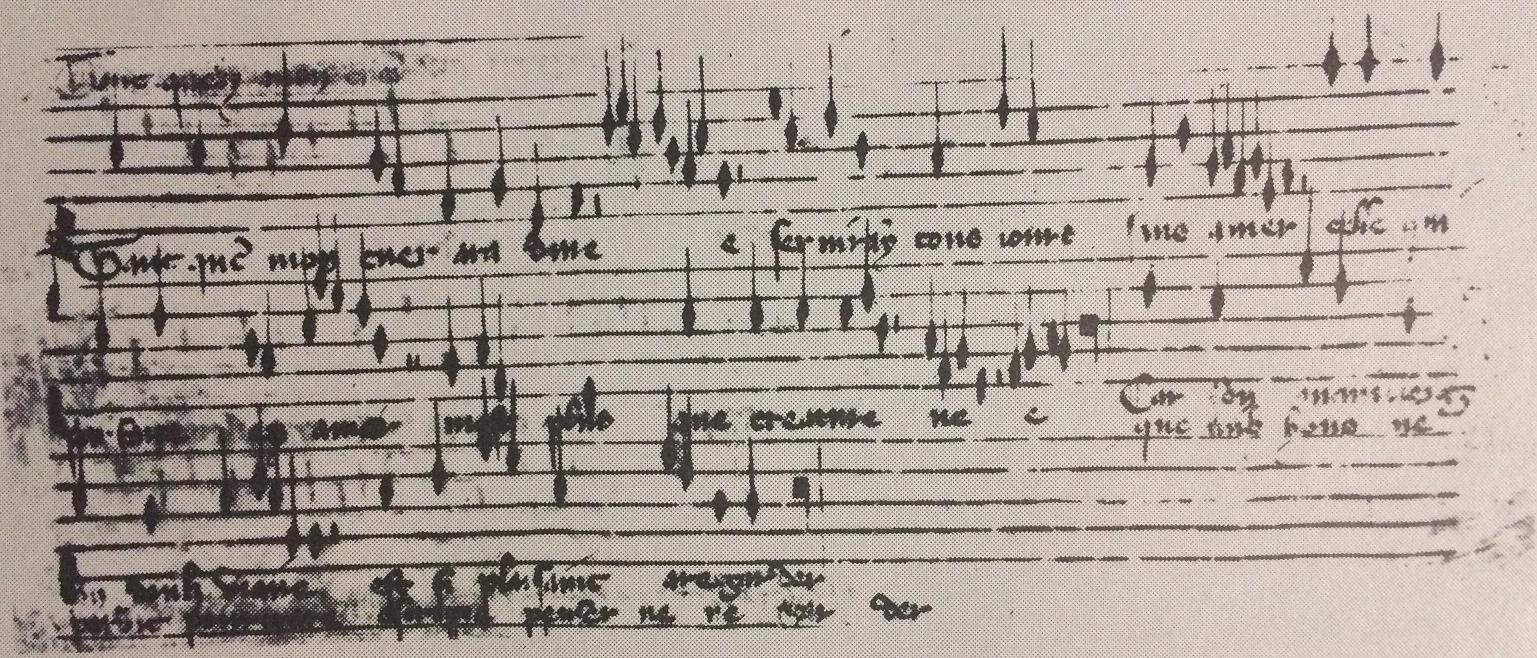
Virelai anonyme Tant qu'en mon cuer - Sur l'erbette, Codex Ivrea, Biblioteca Capitolare 115

4. Tres douche, Plasant - Reconforte toy
5. Trop me deplaist
6. Va t'en, mon cuer
7. Venés a nueches - Vecche l'ermite
8. Par maintes fois (Vaillant) (four-part) (appendix)

### Vol. XXII - ed. Gordon K. Greene:French Secular Music,Part 5:Rondeauxand Miscellaneous Pieces. 1989

#### Rondeaux

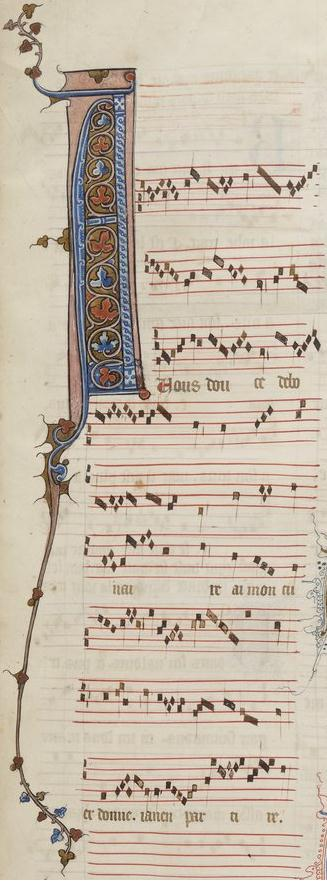
Rondeau à 3 voix de Jehan de Lescurel, A vous, douce debonaire, BnF 146

1. Dame d'onour c'on ne puet espriyer (Anthonello da Caserta)
2. Dame gentil en qui (Anthonello da Caserta)
3. Des dont que pars de moy (Clericus de Landes)
4. Merci, pour Dieu (Frater Anthonius de Civitate)
5. Je voy ennui de ma dame (Grimache)
6. A vous douce debonaire (Jehan de Lescurel)
7. Or se depart (Martinus Fabri)
8. A qui Fortune (Matheus de Perusio)
9. Dame de honour plesant (Matheus de Perusio)
10. Helas ! merci, merci (Matheus de Perusio)
11. Jusques a tant (Matheus de Perusio)
12. Par vous m'estuet (Matheus de Perusio)
13. Plus liés des liés (Matheus de Perusio)
14. Pour bel acueil (Matheus de Perusio)
15. Pour Dieu vous pri (Matheus de Perusio)
16. Se, pour loyaulment servir (Matheus de Perusio)
17. Trover ne puis (Matheus de Perusio)
18. [...] (Matheus de Perusio)
19. Amis, ton dous vis (P. des Molins)
20. A cuy diray le martire
21. Adieu vous di, tres doulche flour
22. Amours par qui
23. Arai ge ja de ma dame
24. Aylas ! quant je pans
25. Belle, bone, jeune
26. Belle que rose vermeille
27. Combiens qu'il soyt

1. Comben que loyteins
2. Creature
3. Dame playsans
4. En esperant que de vous
5. En tes douz flans

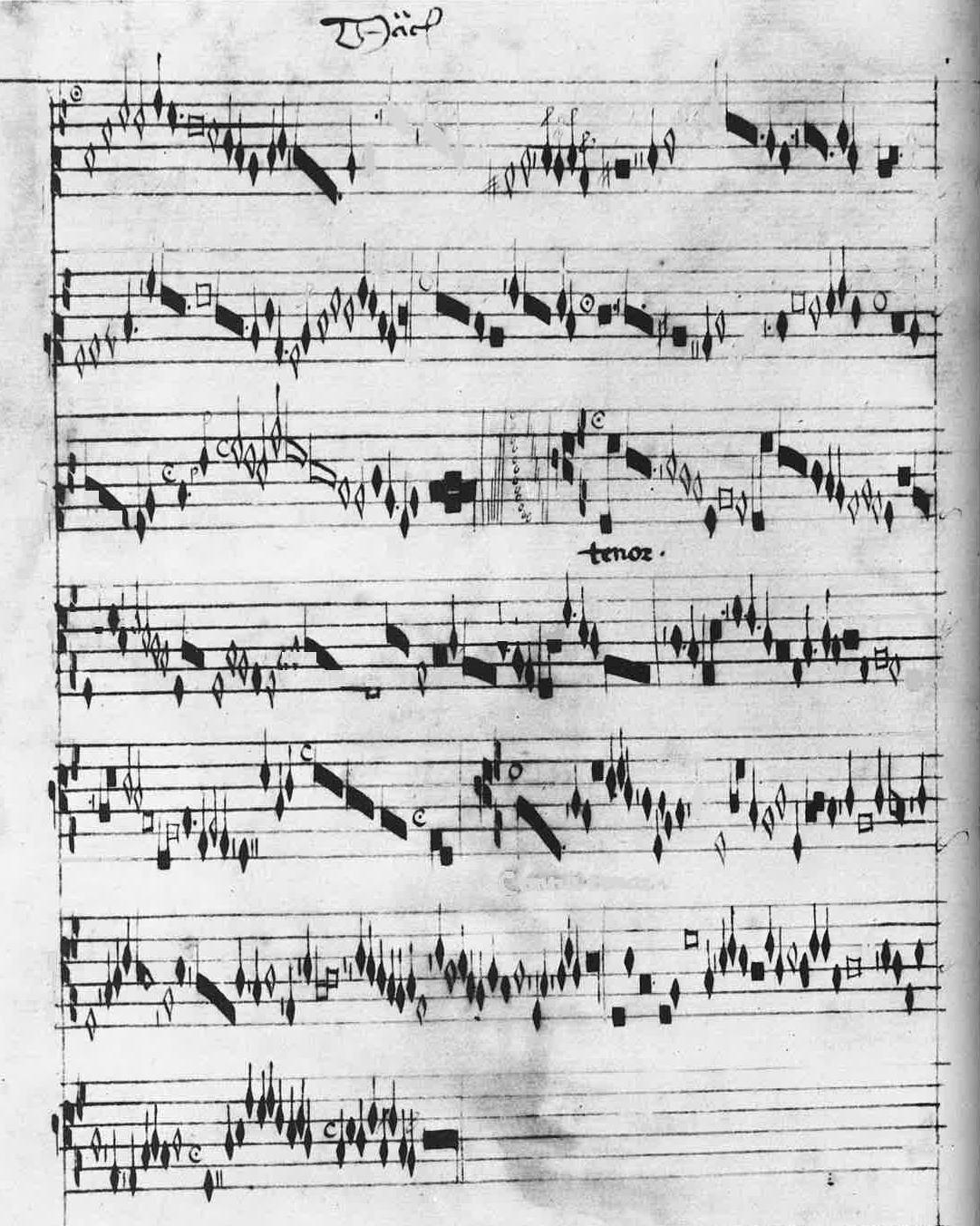
Rondeau sans texte de Matheus de Perusio, parfois erronément attribué à Marcus ?, Florence: Biblioteca Nazionale Centrale, Panciatichiano 26

6. a) Esperance, ki en mon quer - 33. b) Asperance (intabulation, Groningen MS[8])
7. Espoirs me fuit
8. Faus semblaunt
9. Fortune
10. Helas, tant vi de maleure
11. Hors sui je bien
12. Hunbles regars
13. Il vient bien sans appeller
14. Ja plus tost vorroie la mort
15. J'ay mis ce rondelet

1. J'ai desir de veoir
2. Je prins conget d'Amours
3. Je suy, ma dame
4. Je suys tousjours

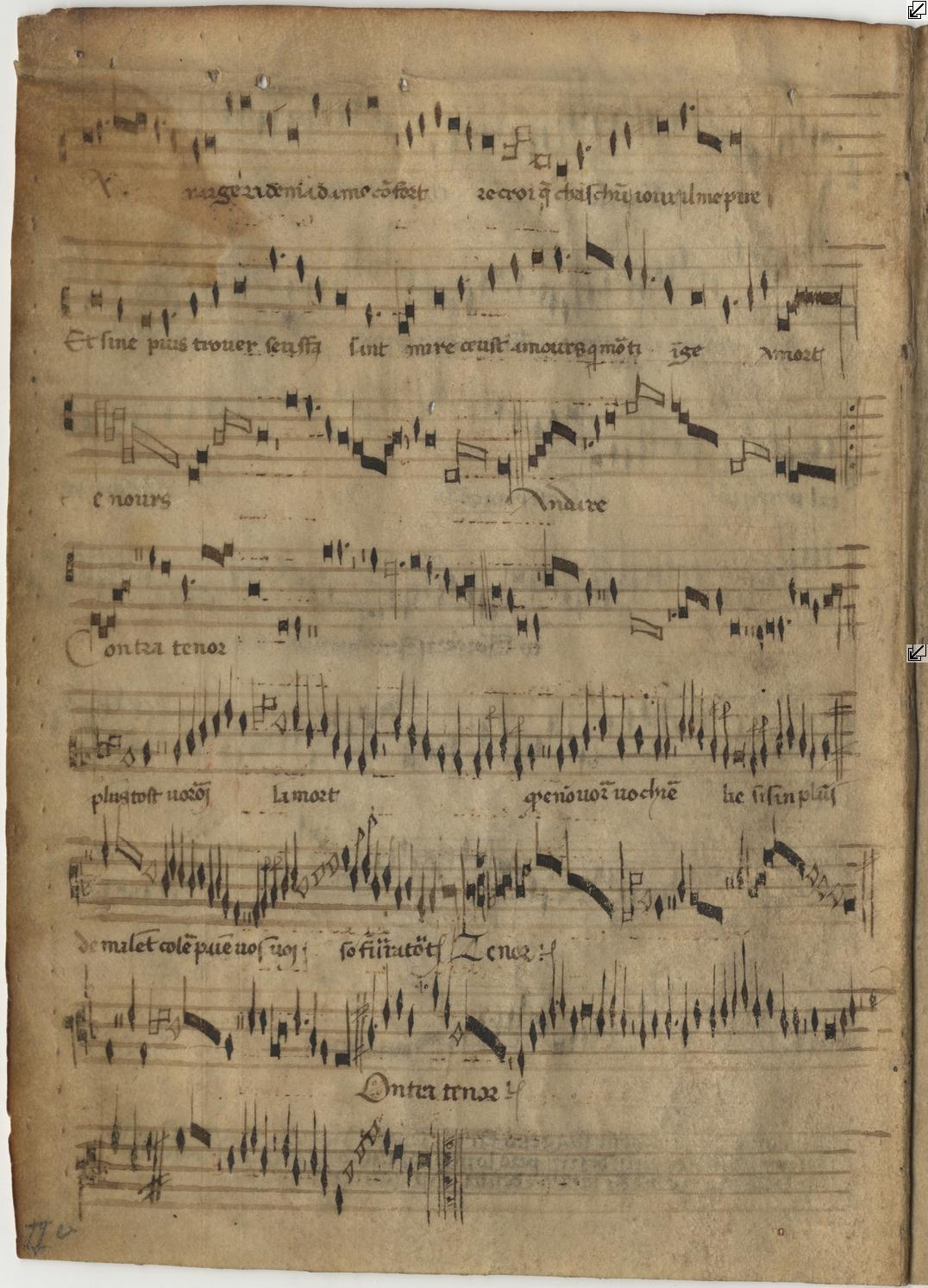
Rondeaux anonymes Avrai ge ja de ma dame et Plus tost vorroie la mort, Pistoia B.3.5

5. a) Jour a jour la vie - 47. b) Cristus rex pacificus - 47. c) Stand auff, Maredl (Oswald von Wolkenstein) - 47. d) Jour mour lanie (intabulation, Codex Faenza)
6. La grand doulçour
7. La grant beauté de vous
8. Le dieus d'amours
9. Le souvenir de vous
10. Letificans tristantes
11. Mal vi loyauté
12. Mon bel amy, corteus e gratieux
13. Mon bel amy, mon confort et ma joye
14. Or tam va

1. Par ton refuis vif
2. Par un regart

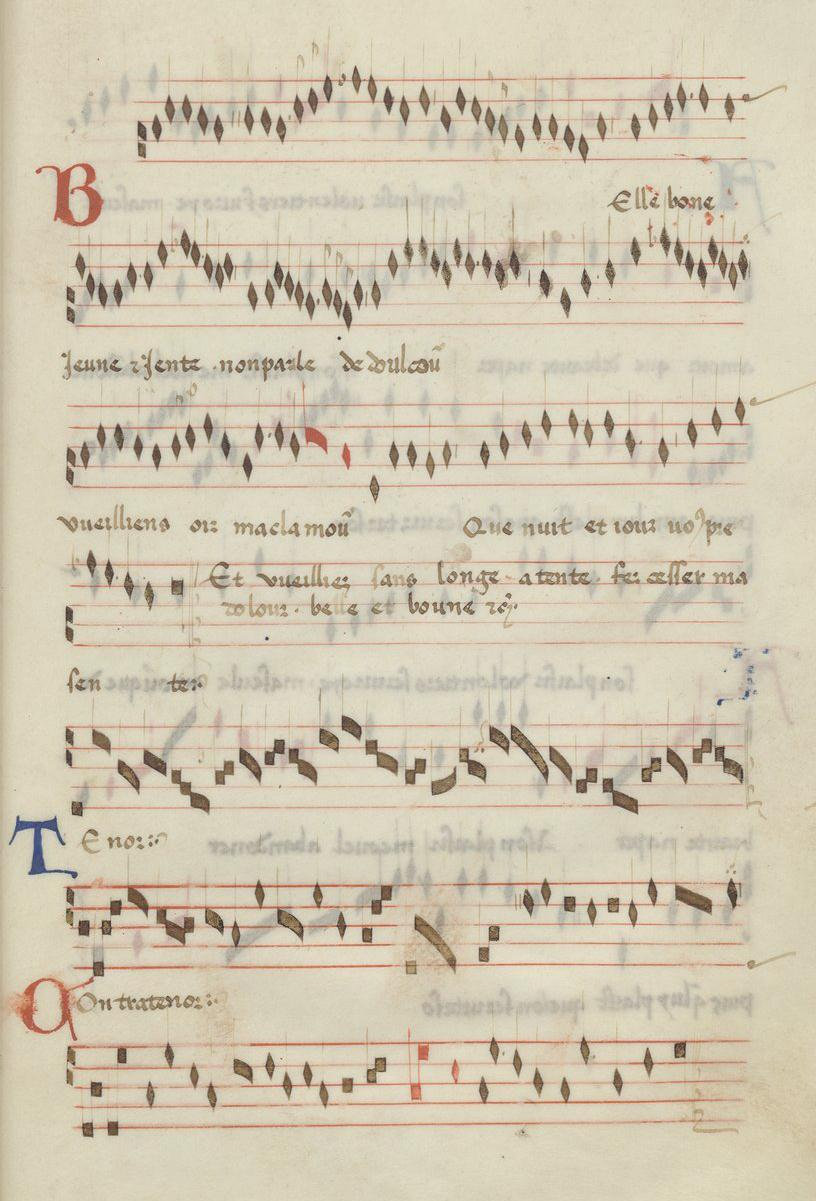
Rondeau anonyme Belle, bone, jeune, Paris: BnF 4917

3. a) Passerose de biauté (canon) - 59. b) Passerose de biauté (mensuration canon)
4. Passerose, flours excellente
5. Pour vous servir
6. Puis qu'ainsy est qu'ay
7. Quant si loing suy
8. Que demande vray amoureus
9. Quiconques veult d'amours joir
10. Qui contre fortune
11. Renouveler me feist
12. Rose sans per
13. Sans jamais faire
14. S'en may est foy
15. S'Espoir n'estoit
16. Simple regart en toutes

1. Soiez liez
2. Souviengne vous d'estriner
3. Tes doulz regard amoreus

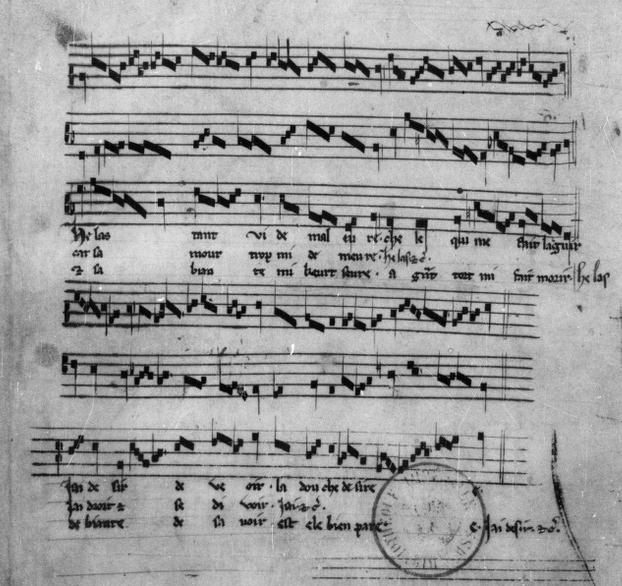
Rondeaux anonymes, Hélas, tant vi de mal eure et J'ai desir de veoir, BnF, Picardie 67

4. a) Tres douls amis - 76. b) Tres douls amis
5. Vos estes celle

#### Miscellaneous Pieces

##### Ballades
1. Cheulz qui volent retourner
2. Der vasten avours
3. En wyflic beild ghestadt
4. Le firmament
5. T'singhen van der Nachtegale

##### Virelais
1. En nuit / Mais d'un regart
2. Mon tres douls coer
3. ... Ne me porroit

##### Chansons
1. He, hula, hu !
2. Ho, ho, ho !

##### Appendix
1. Empris domoyrs (intabulation, Groningen MS[8])

### Vol. XXIII A - ed. Giulio Cattin, Francesco Facchin:French Sacred Music, Part 1. 1989

#### Settings of the Ordinary of the Mass

##### Sorbonne Mass(Johannes Lambuleti?)
1. Kyrie: Expurgator scelerum [Rex genitor] (incomplete)
2. Gloria (incomplete)
3. Credo
4. Sanctus: Salva nos (incomplete)
5. Agnus Dei (incomplete)
6. Benedicamus Domino

##### Apt Mass
1. Kyrie: Jhesu dulcissime (De Fronciaco)
2. Gloria (Depansis) [Sortes ?]
3. Sanctus (Fleurie)
4. Agnus Dei

##### Mass (three related movements)
1. Kyrie (incomplete)
2. Credo
3. Sanctus

##### Other Settings
1. Kyrie: Rex angelorum - Clemens pater
2. a) Kyrie: Humano generi - 2. b) idem
3. Kyrie
4. Kyrie: Principium effectivum
5. Kyrie (Chipre)
6. Kyrie (Perrinet)
7. Kyrie: O sacra Virgo beata
8. Kyrie (Guymont)
9. Kyrie: Summe clementissime (Johannes Graneti)
10. Kyrie: Rex immense maiestatis - Dulcis potens
11. Kyrie: Ave desiderii - In partu mirabili
12. Kyrie
13. Kyrie: O Virgo sacrata Maria
14. Gloria: Qui sonitu melodie
15. Gloria, Chassa [anonymous ?]
16. Gloria (Loys ?)
17. Gloria (Baralipton) [anonymous ?]
18. Gloria (Peliso)
19. Gloria (Susay)
20. Gloria (Baude Cordier)
21. Gloria: Clemens Deux artifex
22. Gloria
23. Gloria
24. Gloria: Et verus homo Deus
25. Gloria: Spiritus et alme
26. Gloria: Spiritus et alme (incomplete)
27. Gloria: [...] Semper flos amenissimus (incomplete)
28. Gloria
29. Gloria: Spiritus et alme (Henricus Hesseman) [de Argentorato]
30. Gloria (Richart)
31. Gloria (Bosquet)
32. Gloria (Bosquet) [Nicolao de Capoa]
33. Gloria (incomplete)
34. Gloria (incomplete)
35. Gloria (incomplete)

### Vol. XXIII B - ed. Giulio Cattin, Francesco Facchin:French Sacred Music, Part 2. 1991

#### Settings of the Ordinary of the Mass
1. Credo (Orles)
2. Credo
3. Credo (Bonbarde) [Perrinet ?]
4. Credo (Jacobus Murrin)
5. Credo (Tapissier)
6. Credo (Tailhandier)
7. Credo
8. Credo (Pellison)
9. Credo
10. Credo
11. Credo
12. Credo
13. Credo (Tenor Guayrinet)
14. Credo (Cameraco)
15. Credo (incomplete)
16. Credo: Patrem ab eterno (incomplete)
17. Credo (incomplete)
18. Sanctus (Tapissier)
19. Sanctus
20. Sanctus: Sanans fragilia - Salva nos
21. Sanctus
22. Sanctus: Summa tua gloria (Heinricus de Libero Castro)
23. Sanctus (Egidius de Thenis)
24. Sanctus
25. Agnus Dei (Heinricus de Libero Castro)
26. Agnus Dei
27. Benedicamus Domino: Uni Deo (incomplete)

#### Hymns
1. Christe redemptor omnium, conserva tuos famulos
2. Conditor alme siderum
3. Sanctorum meritis inclita gaudia
4. Veni Creator Spiritus
5. Ave maris stella
6. Jhesu, corona virginum
7. Deus tuorum militum
8. a) Iste confessor Domini sacratus / Orbis exultans; Ut que laxis - 8. b) idem
9. Jhesu nostra redemptio
10. Ut queant laxis

#### Miscellaneous
1. Ave regina celorum (antiphon)
2. Est hic panis gloriosus (sequence)
3. Juste judex
4. Stella es Maria (Heinricus Hessman de Argentorato)
5. Virgo dulcis atque pia (Heinricus de Libero Castro)
6. O quam pulchra puella (contrafactum: Min herze) (Magister Alanus)
7. Lux jocunda refovet (contrafactum: S'en vous pour moy) (Alanus)

#### Llibre Vermell
1. O virgo splendens (caça)
2. Stella splendens (ad trepudium rotundum)
3. Laudemus virginem (caça)
4. Splendens ceptigera (caça)
5. Los set gotxs recomptarem (ballada)
6. Cuncti simus (ball redon)
7. Polorum regina (ball redon)
8. Mariam matrem virginem (virelai)
9. Inperayritz - Verges ses par (virelai)
10. Ad mortem festinamus

#### Fragments
1. Kyrie: Sol iusticiae
2. Kyrie
3. Kyrie: Sol precelse deitatis - Lux paterne claritatis
4. Kyrie
5. Gloria
6. Gloria
7. Gloria: Armonizabit ... cum regali precio
8. Gloria
9. Gloria
10. Gloria
11. Gloria
12. Gloria
13. Gloria: Spiritus et alme
14. Gloria: [Armonizabit] qui supra
15. Gloria
16. Gloria
17. Credo (Johannes Alamani)
18. Credo
19. Credo (Lampens)
20. Credo
21. Sanctus: Sacrosanctus Pater - Miro gaudio
22. Sanctus
23. Sanctus
24. Agnus Dei
25. Agnus Dei
26. O Maria via vite (sequence)

#### Appendix
1. Credo (monophonic)
2. Credo (monophonic)
3. Gloria
4. Gloria
5. Gloria
6. Credo

### Vol. XXIV - ed. Margaret Bent, Anne Hallmark:Complete Works ofJohannes Ciconia. 1985

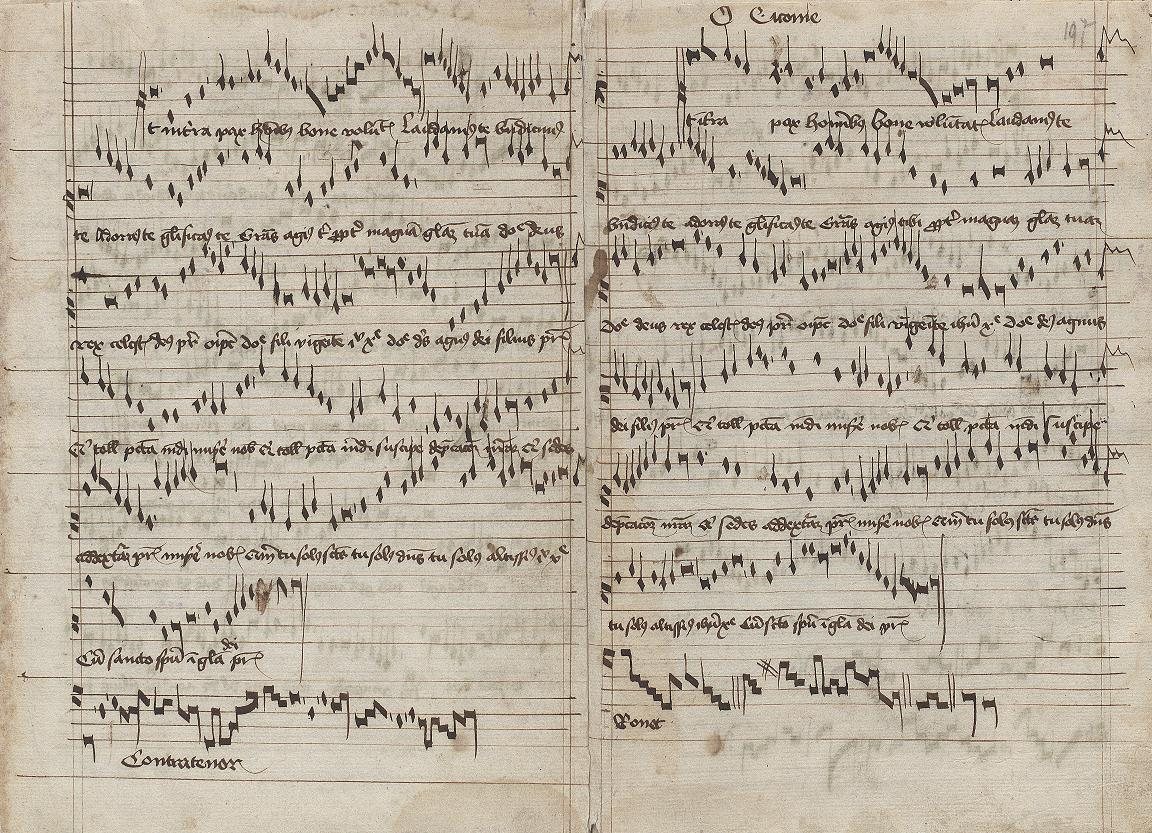
Johannes Ciconia, Gloria, Varsovie: National Library III. 8054 (olim Krasinski 52)

#### Settings of the Ordinary of the Mass
1. Gloria
2. Credo
3. Gloria
4. Credo
5. Gloria: Spiritus et Alme
6. Gloria: Spiritus et Alme
7. Gloria: Suscipe, Trinitas
8. Gloria
9. Gloria
10. Credo
11. Credo (opus dubium)

#### Motets

##### Non-isorhythmic Motets
1. O felix templum jubila
2. O Padua, sidus preclarum
3. Venecie, mundi splendor - Michael, qui Stena domus
4. O virum omnimoda - O lux et decus - O beate Nicholae

##### Isorhythmic Motets

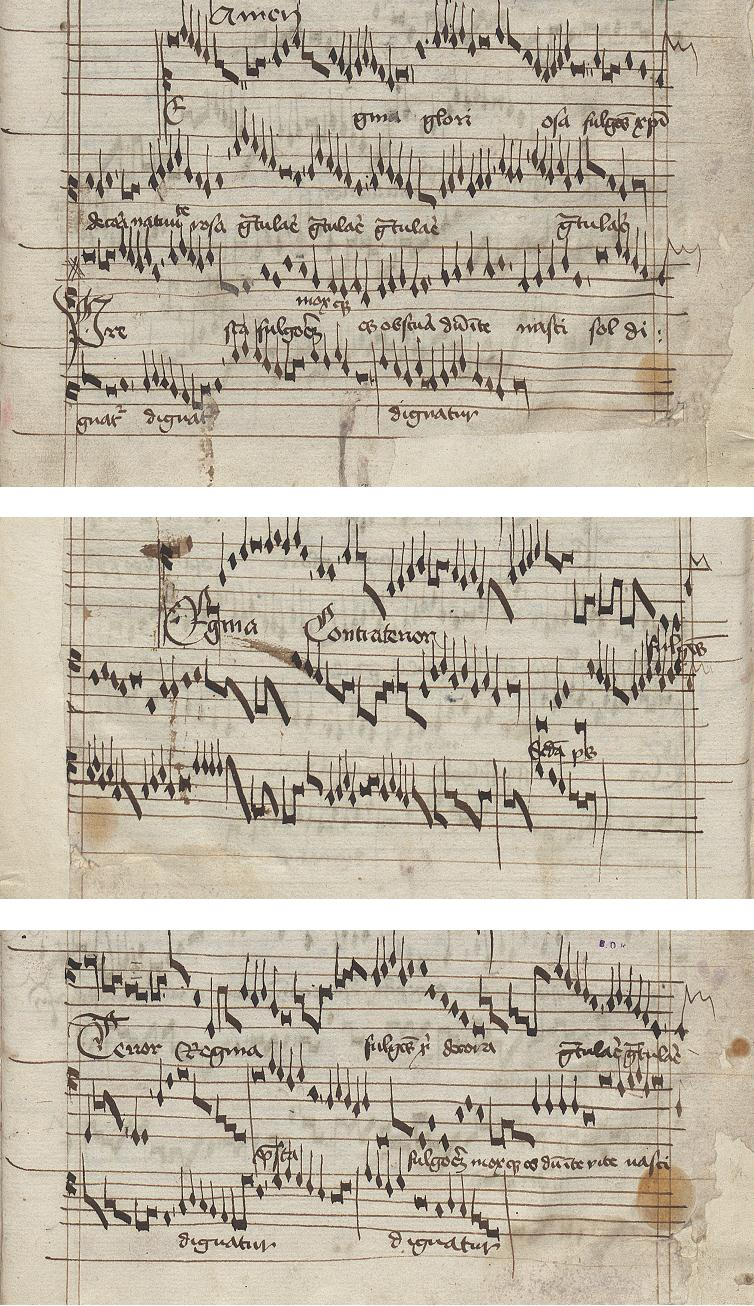
Motet Regina gloriosa de Johannes Ciconia, Varsovie: National Library III. 8054 (olim Krasinski 52)

1. Albane, misse celitus - Albane, doctor maxime
2. Doctorum principem - Melodia suavissima - Vir mitis
3. Petrum Marcello Venetum - O Petre, antistes inclite
4. Ut te per omnes celitus - Ingens alumnus Padue
5. Padu... serenans (incomplete, opus dubium)
6. O proles Hispanie (incomplete, opus dubium)

#### Latin Contrafacta
1. O beatum incendium
2. O Petre, Christi discipule
3. Regina gloriosa (opus dubium)

#### Secular Works

##### Madrigali
1. Caçando un giorno
2. I cani sono fuora
3. Per quella strada lactea
4. Una panthera

##### Ballate
1. Con lagreme bagnandome
2. Dolçe fortuna
3. La fiamma del to amor
4. Chi nel servir antico

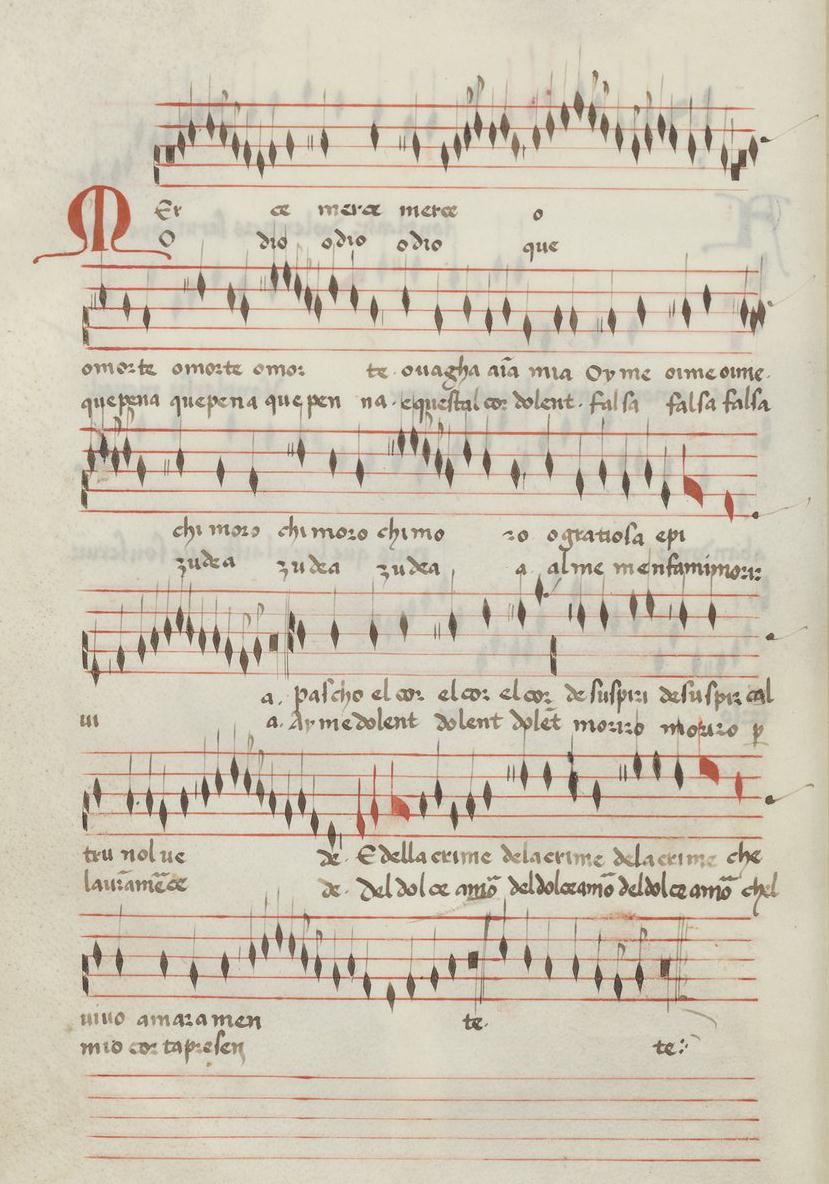
Ballata Merçé, o morte de Johannes Ciconia, Bnf 4917

5. a) Ligiadra donna - 5. b) Ligiadra donna
6. O Rosa Bella
7. Ben che da vui (incomplete)
8. Io crido amor (incomplete)
9. Amor, per ti sempre (incomplete, opus dubium)
10. Chi vole amar (opus dubium)
11. a) Merçé, o morte - 11. b) Merçé, o morte (opus dubium)
12. Non credo, donna (opus dubium)
13. Poy che morir (opus dubium)
14. Deduto sey (opus dubium)
15. Gli atti col dançar

##### Virelais
1. Aler m'en veus
2. Sus une fontayne

##### Canons
1. Quod jactatur
2. Le ray au soleyl (opus dubium)

#### Appendix
1. Con lagre bagnandome (five intabulations)
2. Deduto sey (intabulation)

## Réception
L'ouvrage reçoit un accueil critique favorable,.
David Fallows, écrivant au sujet de la collection dans le périodique Early Music, fait cette déclaration : « ce bel ensemble constituera sûrement l'une des réalisations majeures de la musicologie dans la seconde moitié de notre siècle ».